# Loredan
I Loredan sono una nobile famiglia veneziana di presunte origini romane, che ha avuto un ruolo significativo nel plasmare la storia del mondo mediterraneo. Dinastia politica, la famiglia ha prodotto nel corso dei secoli numerose personalità famose: dogi, statisti, magnati, finanzieri, diplomatici, procuratori, comandanti militari, capitani navali, alti prelati e scrittori.
Nei secoli successivi alla caduta dell'Impero Romano d'Occidente, i Loredan furono signori dell'Emilia-Romagna, da dove giunsero a Venezia all'inizio dell'XI secolo. Dopo essersi stabilita lì, la famiglia acquisì potere nell'Alto Medioevo, accumulando grandi ricchezze grazie al redditizio commercio della seta e delle spezie e, nei secoli successivi, divenne potente e influente nelle regioni del Mediterraneo, giocando un ruolo significativo nel plasmarne la storia durante il Basso Medioevo, il Rinascimento e l'inizio dell'età moderna. La famiglia era presente praticamente in ogni territorio nazionale e d'oltremare della Repubblica di Venezia e, in vari momenti della storia, i suoi membri hanno detenuto titoli in quelli che oggi sono i moderni paesi di Italia, Austria, Slovenia, Croazia, Montenegro, Albania, Francia, Grecia e Cipro e hanno condotto operazioni commerciali fino in Egitto, Persia, India e Cina. Insieme ad altre famiglie della nobiltà urbana veneziana, svolsero un ruolo importante nel promuovere il mercantilismo e il primo capitalismo.
Sebbene i Loredan fossero sostenitori del tradizionale orientamento marittimo di Venezia e vedessero con diffidenza la sua espansione sulla terraferma italiana, svolsero un ruolo chiave nello sviluppo territoriale e, in ultima analisi, nella storia della Repubblica di Venezia, contribuendo all'espansione dei suoi Domini di Terraferma e dello Stato da Màr. La famiglia ebbe un ruolo importante nella guerra della Lega di Cambrai, con il doge Leonardo Loredan che condusse Venezia alla vittoria contro lo Stato Pontificio, che costrinse il papa a pagare alla famiglia Loredan un risarcimento finanziario di circa 500.000 ducati, un'enorme quantità di denaro, che la rese una delle famiglie più ricche del mondo all'epoca. Inoltre, molti dei suoi membri si distinsero come ammiragli e generali nella difesa dell'Europa dalle conquiste ottomane durante le guerre ottomano-veneziane. I loro vari trionfi navali sono stati onorati con l'incrociatore ausiliario MV Loredan della Regia Marina italiana.
La famiglia ha avuto un ruolo importante anche nella creazione dell'opera moderna con l'Accademia degli Incogniti, e ha commissionato molte opere d'arte ad artisti della Scuola Veneziana, tra cui Giovanni e Gentile Bellini, Giorgione, Vittore Carpaccio, Vincenzo Catena, Sebastiano del Piombo, Tiziano, Paris Bordone, Jacopo e Domenico Tintoretto, Paolo Veronese, Palma il Giovane, Canaletto, Pietro Longhi e Francesco Guardi, tra gli altri. Nel pieno del Rinascimento, le residenze della famiglia vennero progettate e costruite da architetti rinomati, in particolare Mauro Codussi, Jacopo Sansovino e Andrea Palladio.
La ricchezza della famiglia Loredan a Venezia era leggendaria e raggiunse probabilmente il suo apice nel XVIII secolo, quando possedeva numerosi palazzi, centinaia di tenute e vaste proprietà terriere nei territori della Repubblica, principalmente in Veneto, Friuli, Istria e Dalmazia. Oltre al commercio della seta e delle spezie, parteciparono anche alla tratta degli schiavi nel Medioevo e furono, più di una volta, accusati di usura e sodomia, spesso da rivali politici di lunga data come le famiglie Faliero e Foscari. Nei casi di corruzione, aggressione, omicidio e altri scandali, quando erano coinvolti membri della loro stessa famiglia, i Loredan di solito adottavano una politica di clemenza e assoluta tolleranza, e cercavano di risolvere le accuse tramite minacce o corruzione.
Sotto il governo dei Loredan, nel 1516 fu creato a Venezia il primo ghetto ebraico del mondo, anche se alcuni membri della famiglia si erano espressi in Senato a favore della riduzione della somma che gli ebrei dovevano pagare per la loro "condotta". A partire dal XVII secolo, i Loredan si distinsero per aver sostenuto e accolto gli ebrei che arrivavano a Venezia.
Oggi lo stemma dei Loredan, che raffigura sei fiori d'alloro (o rosa) su uno scudo giallo e azzurro, è esposto su numerosi edifici e palazzi nei territori un tempo controllati dalla Repubblica di Venezia: dal Veneto al Friuli, dall'Istria alla Dalmazia, e nei possedimenti più lontani come le Isole Ionie e Creta. A Venezia è addirittura scolpito sul Ponte di Rialto e sulla facciata della Basilica di San Marco.

## Origine ed etimologia

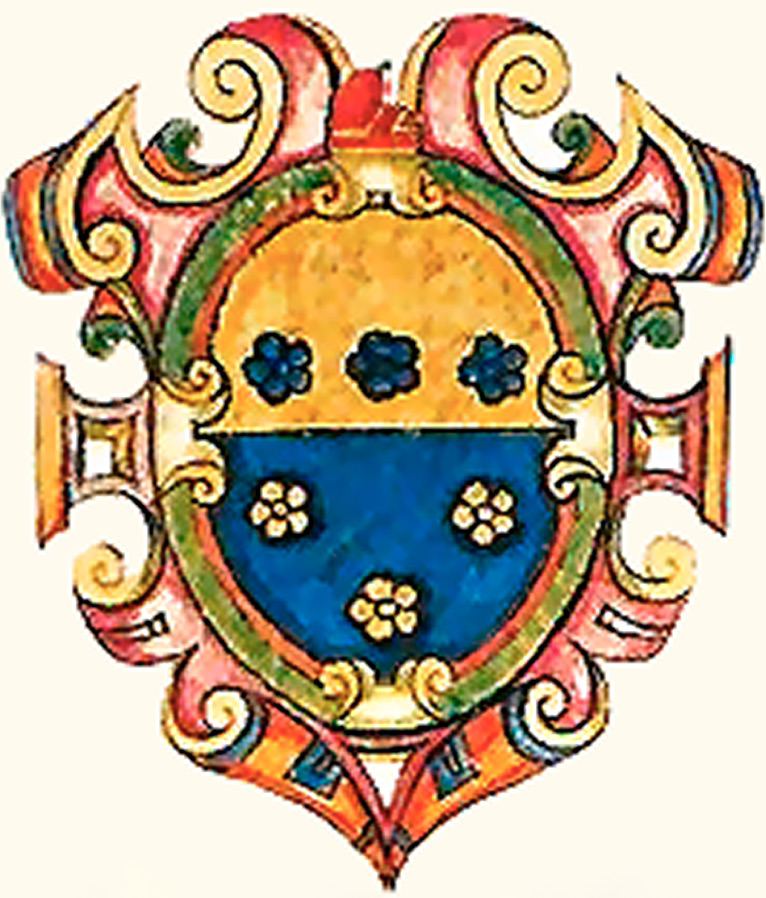
Stemma dei Loredan (XVI secolo)

Gli storici del passato, basandosi più su tradizioni che su fatti certi, individuarono l'origine della famiglia nei Mainardi, a loro volta discendenti da Muzio Scevola (detto Manum ardeo). Acquisirono poi il cognome di Laureati, Lauretani e Loredani per le glorie conseguite. Sempre secondo le dicerie, fondarono Loreo nell'816 e si trasferirono in Laguna nel 1015. I primi riferimenti scritti si hanno però a partire dall'XI secolo.
Secondo quanto scrisse il filosofo italiano del XVI secolo Jacopo Zabarella nella sua opera Trasea Peto, i Loredan erano già signori di Bertinoro in Emilia-Romagna, ed erano di illustre antica stirpe derivata da Roma, dove si erano guadagnati grande fama per le numerose vittorie riportate in battaglia. Per questo motivo i Romani li chiamarono Laurae, poi Laureati per la loro eccellenza e più tardi Lauretani per la corruzione, a causa della quale furono cacciati da Bertinoro. Poi andarono a Ferrara e infine a Venezia, dove costruirono il Castello di Loredo. Per la loro nobiltà, nonché per le ricchezze possedute, vennero ascritti dalla Repubblica al suo Maggior Consiglio nel 1080, con la persona di Marco Loredan. Zabarella nota anche che la famiglia possedeva la signoria di Antipario (oggi Antiparos, Grecia) nel Mar Egeo, e più recentemente la contea di Ormelle nella provincia di Treviso.
Il nome della famiglia potrebbe derivare anche dal nome del fiore alloro, simbolo di trionfo e nobiltà. Lo stemma della famiglia Loredan presenta sei fiori di alloro (o rosa).
Il nome potrebbe anche significare "proveniente da Loreo", come a descrivere una persona originaria dell'omonima cittadina. Gli abitanti di Loreo oggi sono chiamati "Loredani".
Nel corso della storia, la famiglia è stata organizzata e divisa in molti rami, molti dei quali tradizionalmente prendono il nome da toponimi veneziani. Alcune delle sedi sono: Santo Stefano, San Pantaleone della Frescada, San Cancian, San Vio, Santa Maria, San Luca, San Marcilian, Sant'Aponal.
Oltre al ramo veneziano, esisteva anche un ramo siciliano (Loredani di Sicilia).

## Araldica

### Stemma

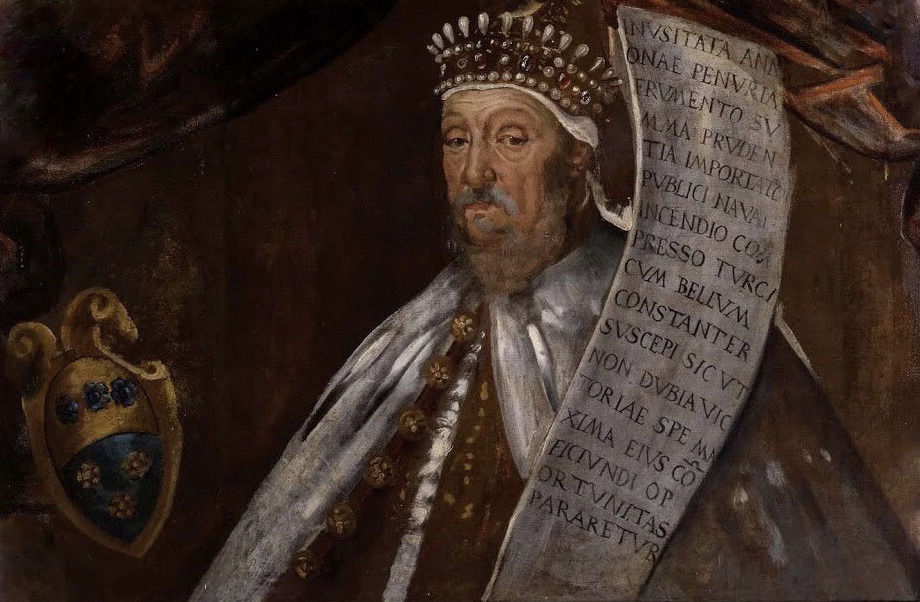
Tintoretto, Ritratto del doge Pietro Loredan, dettaglio, 1580, Palazzo Ducale

Lo stemma della famiglia Loredan presenta uno scudo giallo (in alto) e blu (in basso) con raffigurati sei fiori di alloro (o rosa); tre nella zona gialla e tre in quella blu. Sulla sommità dello stemma è posto il corno ducale, corona cerimoniale e noto simbolo del Doge di Venezia. È esposto su numerosi edifici e palazzi nei territori precedentemente controllati dalla Repubblica di Venezia: dal Veneto al Friuli, dall'Istria alla Dalmazia, e nei possedimenti più lontani come le Isole Ionie e Creta. A Venezia è addirittura scolpito sul Ponte di Rialto e sulla facciata della Basilica di San Marco.

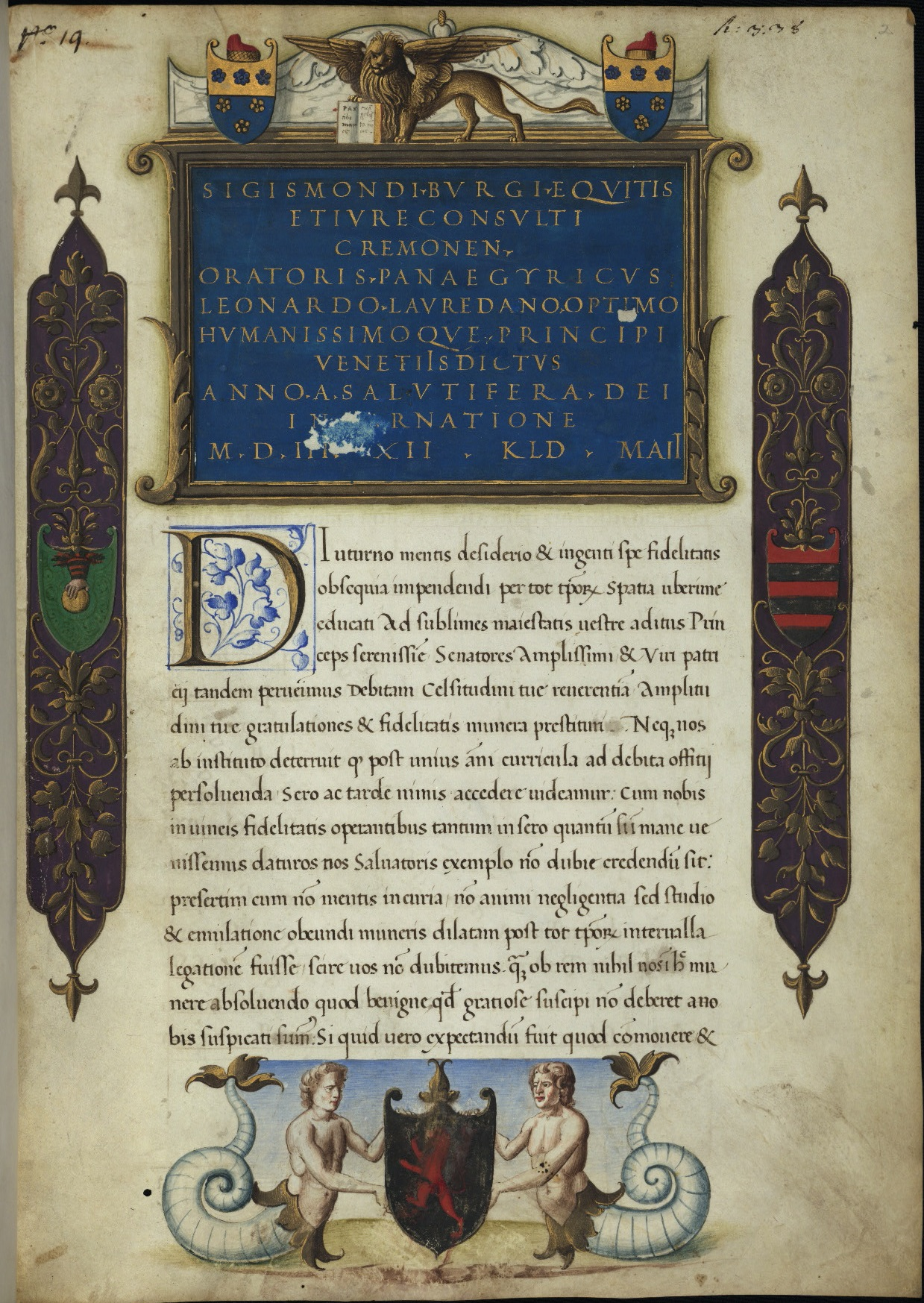
Stemma dei Loredan nel Panegyricus Leonardo Lauredano, 1503
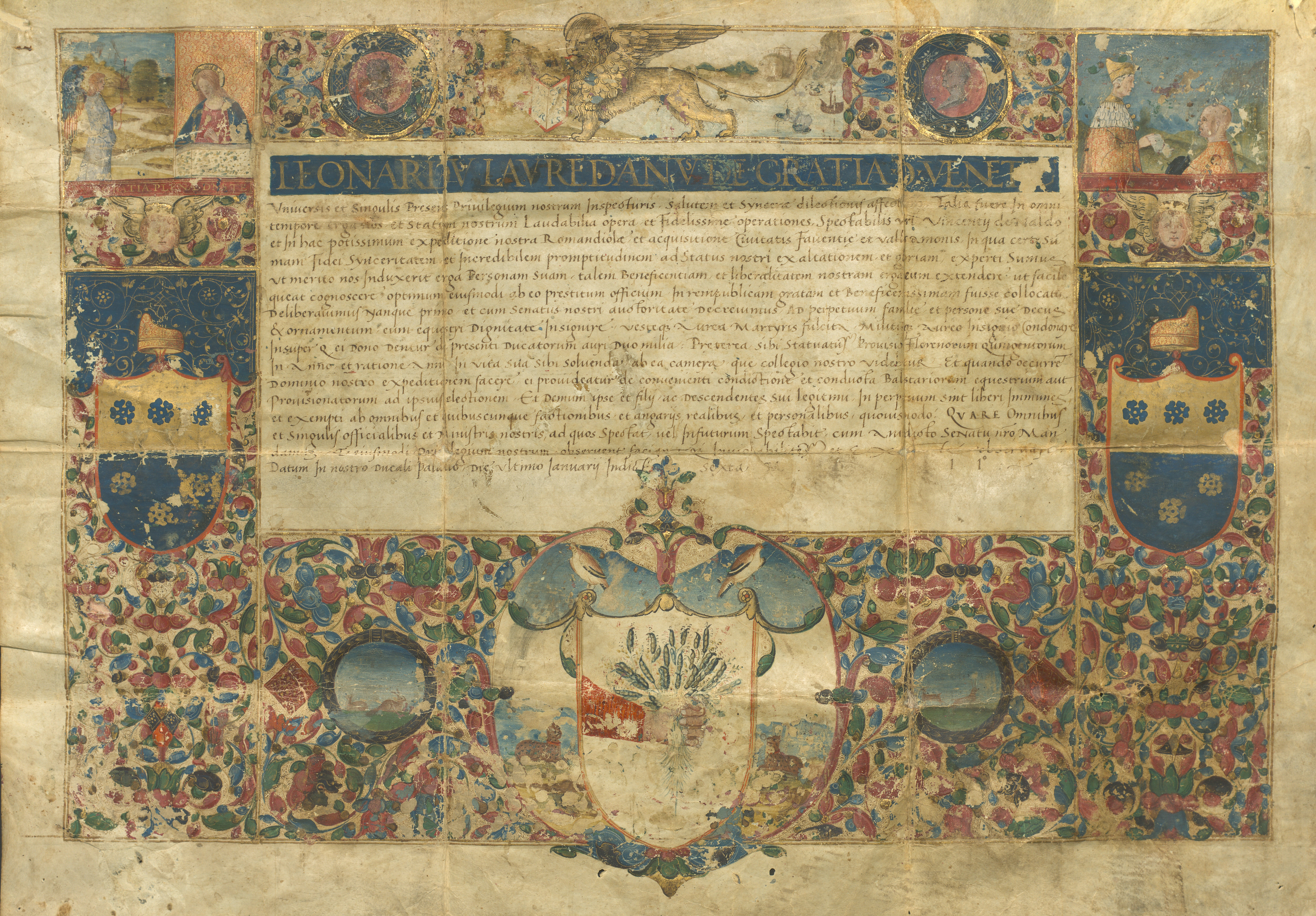
Una pergamena del doge Leonardo Loredan, 1504
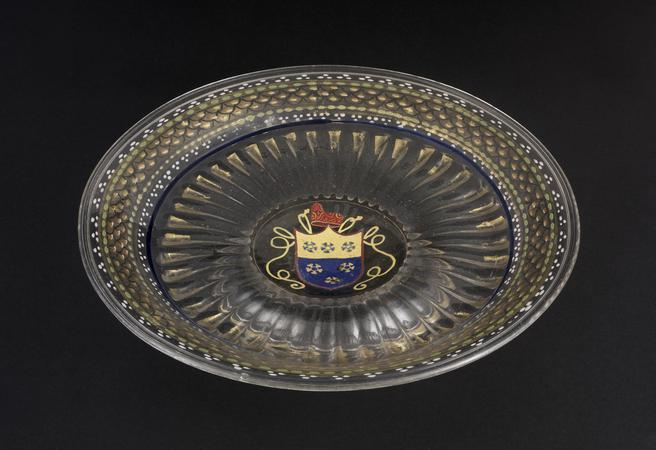
Tazza dei primi del XVI secolo realizzata per il doge Leonardo Loredan, British Museum, Londra
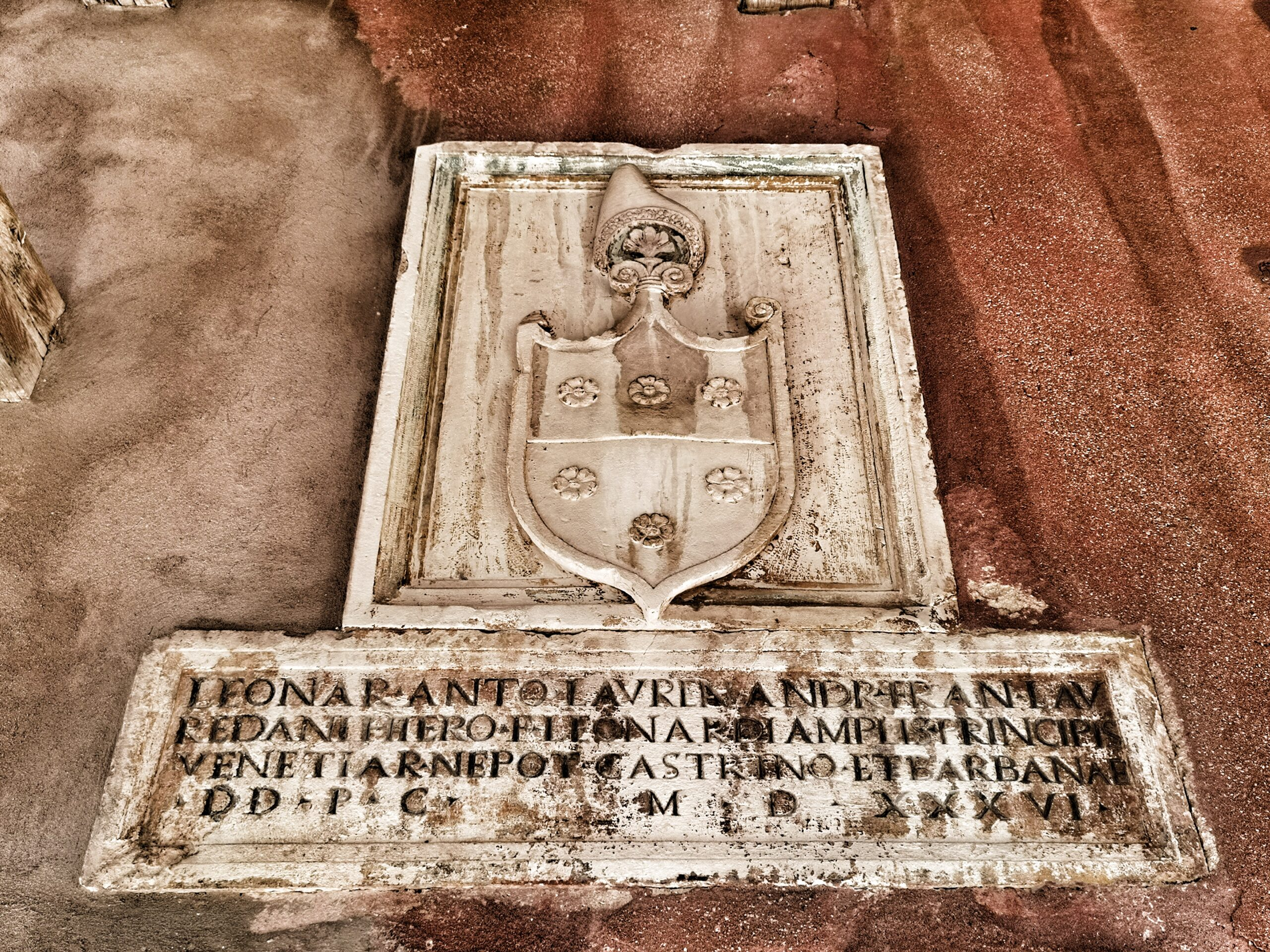
Stemma dei Loredan a Barbana, Istria
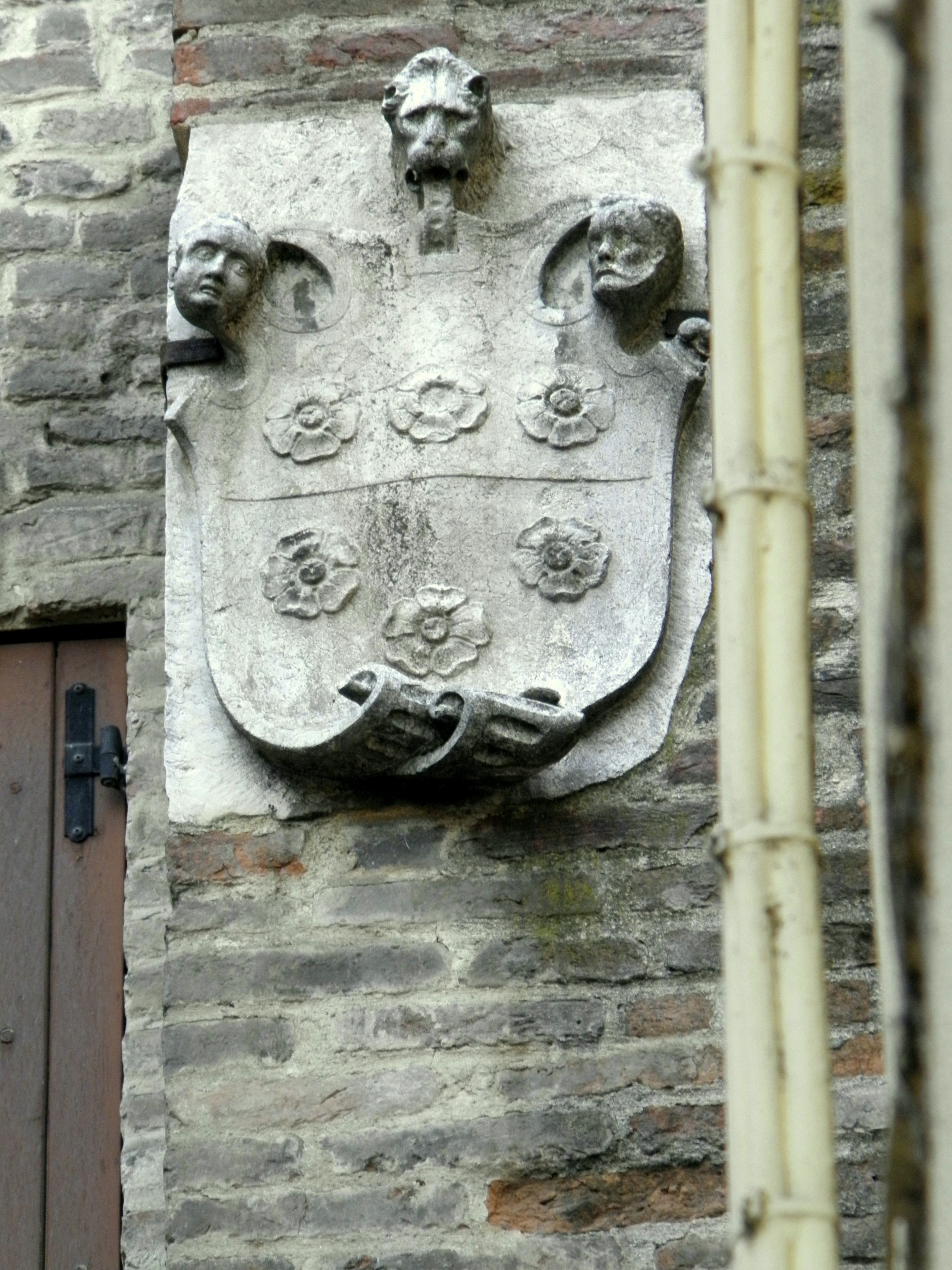
Stemma dei Loredan sulla Porta San Bortolo, Rovigo
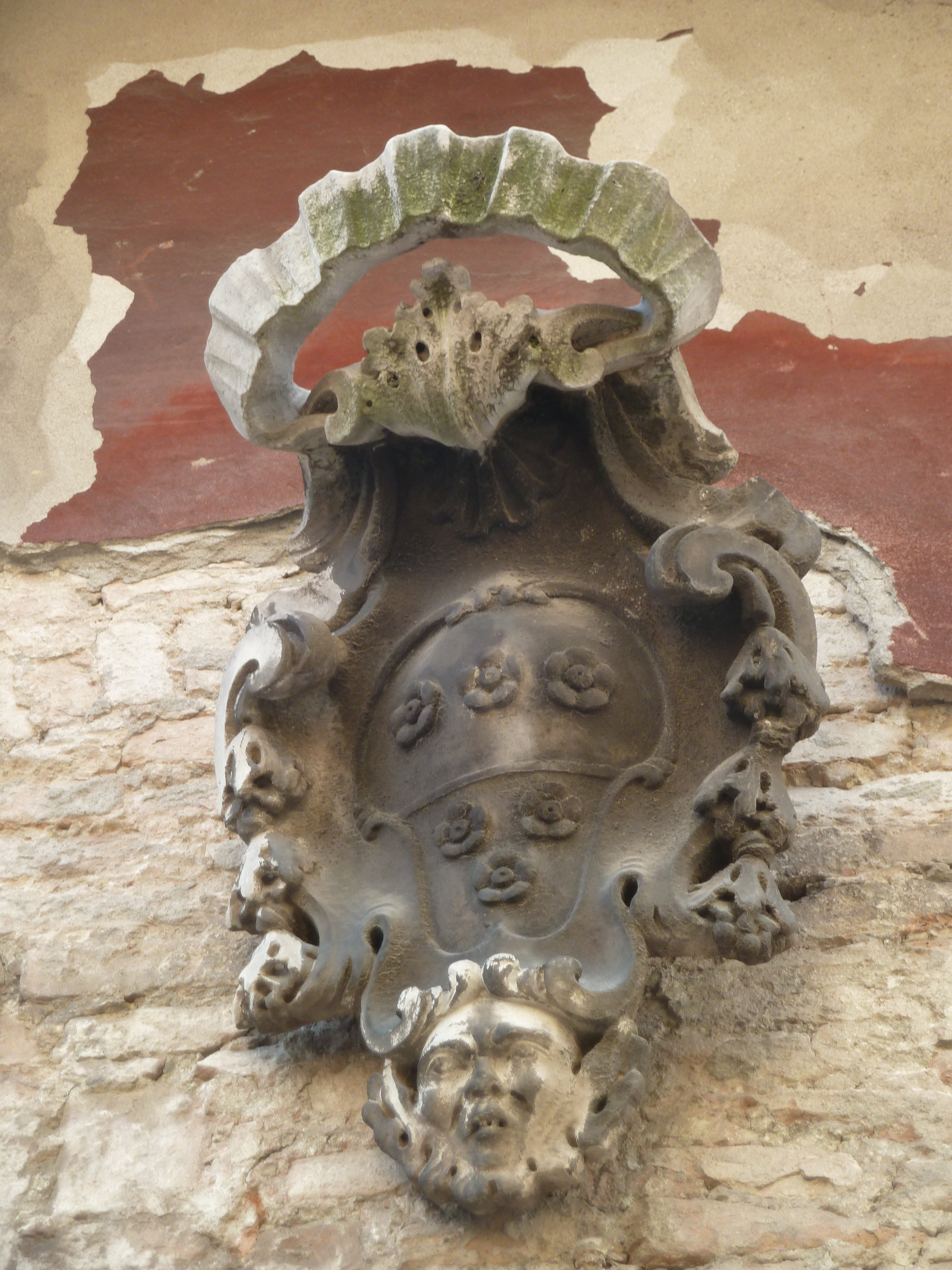
Stemma sul Palazzo Loredan a San Cancian
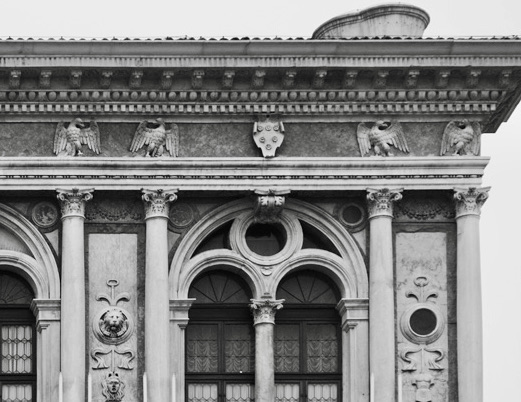
Stemma dei Loredan su Ca' Loredan Vendramin Calergi

### Motto

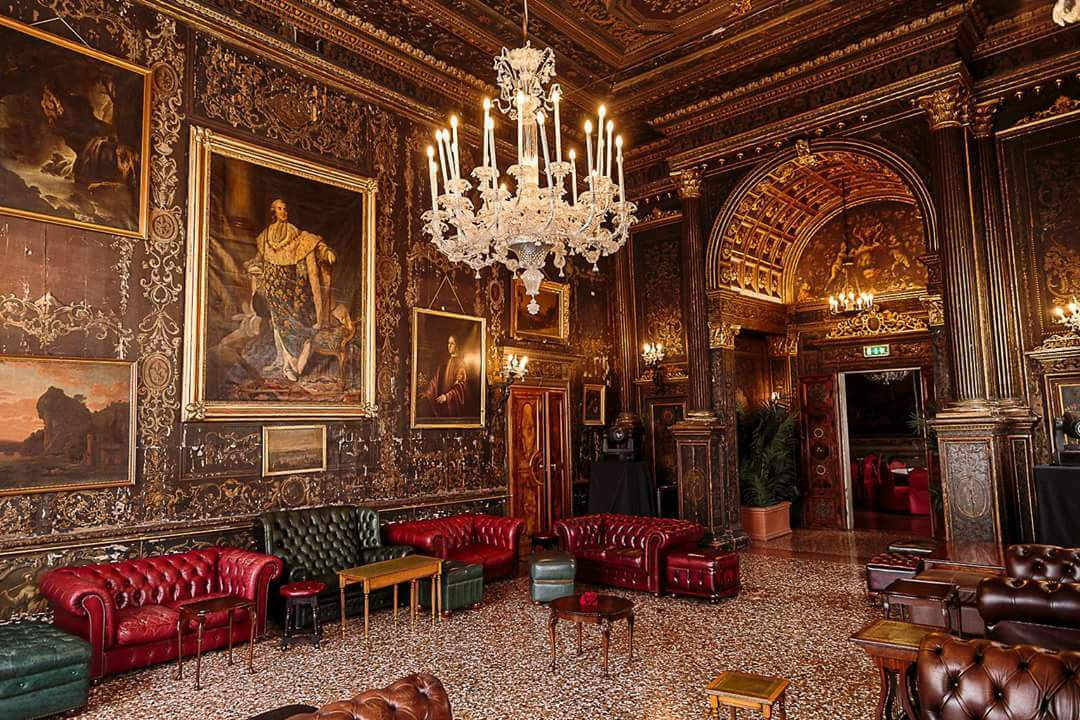
Gli opulenti interni della Ca' Loredan Vendramin Calergi

La bella facciata della Ca' Loredan Vendramin Calergi in pietra d'Istria reca l'iscrizione latina: Non nobis Domine. Il versetto deriva dall'Antico Testamento (Salmo 115:1) e fu l'inizio di un famoso motto inciso sulla bandiera di guerra dei Cavalieri Templari: "Nōn nōbīs, Domine, nōn nōbīs, sed nōminī tuō dā glōriam" ("Non a noi, o Signore, non a noi, ma al tuo nome dà gloria"). Il verso simboleggiava la gratitudine e l'umiltà dei Templari che, durante le Crociate, combatterono per la gloria di Dio e non per guadagno personale. È noto che Andrea Loredan, il commissario del palazzo, era vicino alle idee e all'eredità dei Templari, per cui il versetto biblico divenne successivamente il motto dell'intera famiglia Loredan. Grazie al suo interesse per la storia dei Templari, si ritiene addirittura che il suo palazzo fosse uno dei luoghi di ritrovo dell'Ordine di San Marco. Andrea, però, non fu solo un generale militare, ma anche un umanista protettore delle arti e, infatti, investì notevoli energie e capitali nel palazzo per ottenere una dimora degna del suo valore e della dignità della sua famiglia. Le foglie di quercia che circondano l'iscrizione rappresentavano nella tradizione latina il difensore della città, cioè colui che si impegna per il bene pubblico, un tema molto caro alla nobiltà veneziana dell'epoca. Con questa iscrizione Andrea Loredan sembra quasi voler nascondere la sua incredibile ricchezza, manifestando così un forte senso di umiltà e di devozione al Signore. L'essenza del motto Loredan è, infatti, una dimostrazione di pietà e umiltà proveniente da una famiglia molto potente.

## Membri illustri
- Pietro Loredan (1372 – 1438), ammiraglio e politico
- Antonio Loredan (1420 – 1482), comandante di Scutari, governatore a Spalato (Dalmazia), Albania Veneta, e in Morea
- Leonardo Loredan (1436 – 1521), settantacinquesimo Doge
- Pietro Loredan (1481 – 1570), ottantaquattresimo Doge
- Giovan Francesco Loredan (1607 – 1661), scrittore, fondatore dell'Accademia degli Incogniti
- Francesco Loredan (1685 – 1762), centosedicesimo Doge
- Teodoro Loredan Balbi (1745 – 1831), vescovo di Cittanova (Croazia)

## Ricchezza
Nel corso del Rinascimento e della prima età moderna, la ricchezza della famiglia Loredan a Venezia e nel resto della Repubblica era leggendaria, in particolare dal 1500 al 1800, e soprattutto nel XVIII secolo, quando la famiglia possedeva numerosi palazzi e centinaia di proprietà in tutto il nord-est dell’Italia e in vari altri territori della Repubblica.

### Nel Medioevo

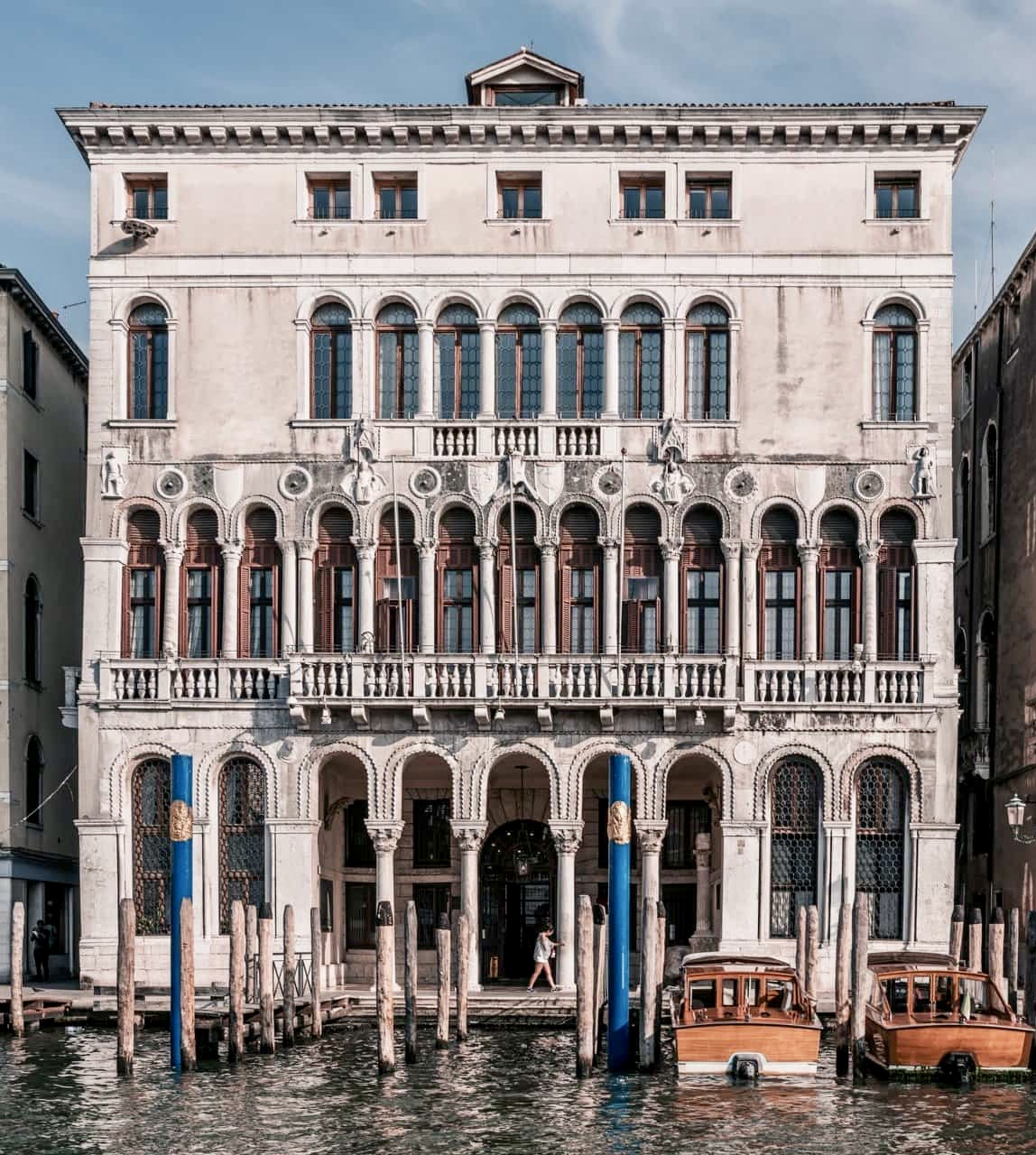
Ca' Loredan, palazzo del XIII secolo sul Canal Grande.

Alcuni storici, come Jacopo Zabarella, affermarono che i Loredan fossero già ricchi al momento del loro arrivo a Venezia, nei primi decenni dell’XI secolo, e alcune fonti sostenevano che discendessero da un’illustre stirpe antica originaria di Roma. Per questo motivo, Gaio Muzio Scevola veniva talvolta vantato come il progenitore tradizionale della famiglia. Sebbene l’origine romana dei Loredan non sia mai stata né confermata né smentita, è molto probabile che la famiglia abbia accresciuto notevolmente la propria ricchezza grazie all’industria redditizia della seta e delle spezie, nonché al commercio di schiavi, nel Medioevo. Dopo i viaggi di Marco Polo alla fine del XIII secolo, molti mercanti veneziani si dedicarono alla creazione di compagnie commerciali in Asia, e i Loredan non fecero eccezione: già negli anni 1330 la famiglia inviava e gestiva convogli commerciali verso l’Egitto, la Persia, l’India e la Cina.
Oltre alle attività commerciali ormai consolidate, alcune fonti fanno riferimento ad episodi di pirateria e a pratiche di usura organizzata da parte di membri della famiglia nel XIII e XIV secolo, accuse da cui riuscirono più volte a salvarsi mediante minacce o corruzione. Le ricchezze ottenute da queste attività furono poi investite nella costruzione di alcuni dei palazzi dei Loredan a Venezia.
Nel XV secolo, la famiglia entrò in possesso dell’isola egea di Antiparo, dove Giovanni Loredan fece costruire il Castello di Antiparo nel 1440 e vi portò abitanti a proprie spese. In questo periodo, il ramo della famiglia stabilitosi nell’Egeo contrasse matrimoni con le famiglie dominanti di altre isole greche, e Antonio Loredan arrivò persino a governare brevemente il Ducato dell’Arcipelago come reggente agli inizi del XVI secolo, mentre suo nipote e futuro duca Giovanni IV Crispo era ancora bambino.

### Nel Rinascimento e nel prima età moderna
La ricchezza della famiglia cominciò ad aumentare significativamente all’inizio del XVI secolo, principalmente grazie al potere e all’influenza derivanti dall’elezione di Leonardo Loredan a doge nel 1501. Oltre ad essere uno dei più importanti governanti della storia di Venezia, Leonardo fu fin da giovane un abile mercante e uomo d’affari, dedicandosi al commercio in Africa e nel Levante, accrescendo così le finanze familiari. Leonardo Loredan governò per vent’anni, fino al 1521, durante i quali, grazie alle sue astute manovre politiche e militari, la famiglia divenne incredibilmente ricca e potente. Nella guerra della Lega di Cambrai, dopo aver stretto un’alleanza con il re di Francia Luigi XII, Leonardo condusse Venezia alla vittoria contro gli Stati Pontifici, dopodiché il Papa fu costretto a saldare numerosi debiti arretrati con la famiglia Loredan, per un totale di circa 500.000 ducati, una cifra esorbitante. Per fare un confronto, un secolo prima Venezia aveva acquistato l’intera regione costiera della Dalmazia dall’Ungheria per 100.000 ducati.
Verso la fine del suo dogato, gli scandali finanziari divennero all’ordine del giorno a Venezia, e molti uffici e cariche pubbliche venivano acquistati a prezzi sproporzionati. Il doge non esitò a sfruttare la propria influenza, e numerosi titoli e cariche furono acquistati per i figli e i parenti. Dopo la sua morte, e a causa dei comportamenti discutibili degli ultimi anni, la famiglia fu citata in giudizio e condannata al pagamento di una pesante multa di 9.500 ducati, nonostante la difesa di Carlo Contarini, uno dei migliori avvocati dell’epoca. Sebbene ciò indichi che vi fosse un elemento incriminante nelle azioni di Leonardo, il processo fu comunque abilmente orchestrato a fini politici dalle famiglie rivali.

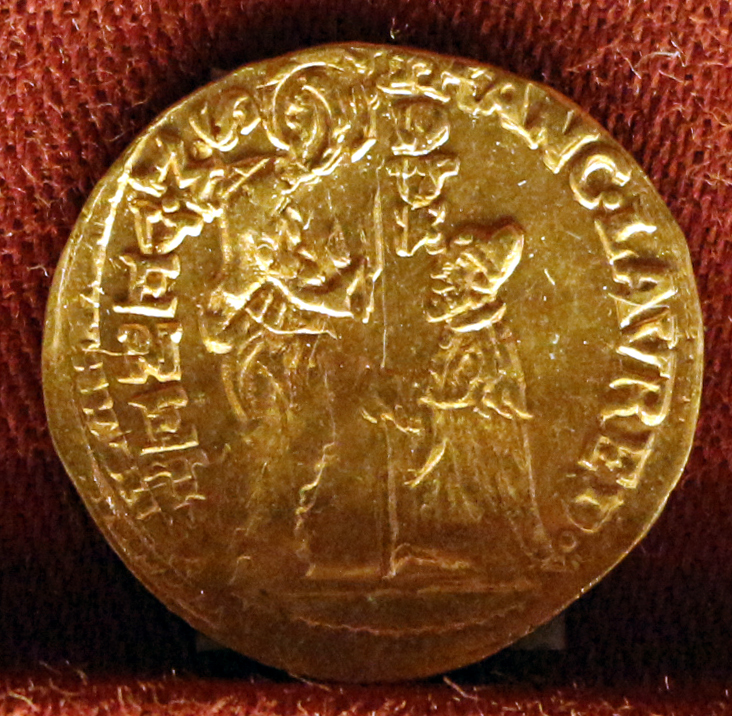
Zecchino con il doge Francesco Loredan (1752 – 1762)

All’epoca furono acquisiti e costruiti molti palazzi splendidi e iconici, tra cui il Palazzo Loredan dell’Ambasciatore, la Ca’ Loredan Vendramin Calergi e il Palazzo di Santo Stefano. Di particolare rilievo è l’imponente Ca’ Loredan Vendramin Calergi, che gli eredi di Andrea Loredan vendettero nel 1581 per 50.000 ducati a Eric II, duca di Brunswick-Calenberg, il quale dovette ricorrere a prestiti per potersela permettere. Sulla ricchezza colossale della famiglia nel XVIII secolo, basta considerare le entrate e le abitudini di spesa di un solo uomo: Francesco Loredan, eletto doge nel 1752. Secondo lo storico Giacomo Nani, Francesco poté affrontare gli oneri derivanti dal dogado perché la sua famiglia apparteneva a quelle “di prima classe”, cioè “molto ricche”. Nel 1741 dichiarò entrate per quasi 11.000 ducati; nel solo 1758 spese quasi 43.000 ducati per le attività dogali e, alla sua morte, il suo reddito superava i 118.000 ducati. A ciò si aggiungevano le vastissime proprietà fondiarie della famiglia. I costi delle feste per l’elezione sono stati spesso stimati in modo errato, anche dai contemporanei (un documento del 1772 nell’archivio Loredan parla di 90.000 ducati, mentre Samuele Romanin li stima attorno ai 21.700). Tuttavia, l’elenco dettagliato delle voci di spesa superstiti permette di stimare il costo a poco più di 38.600 ducati (di cui 2310 per l’orchestra, 7635 per i rinfreschi, 5800 donati al popolo e 2140 agli arsenalotti). La cifra per i festeggiamenti sembra incredibilmente alta, e Romanin la considerava molto superiore a quella sostenuta da dogi precedenti e non eguagliata da diversi successori. Nonostante ciò, uno dei sonetti composti per l’occasione lamentava risultati insufficienti, deridendo la musica e affermando che la “macchina” dei fuochi d’artificio aveva riferimenti funebri. Anche le spese del primo anno del dogado furono impressionanti, superando i 117.000 ducati, compresi 6250 ducati spesi in pellicce. Tuttavia, il suo interesse più costante fu la gestione del patrimonio familiare. Oltre al famoso palazzo, due edifici a S. Stefano e una casa a San Basso, dai censimenti delle decime del 1739 e da altre fonti risultano almeno 76 case e botteghe di proprietà in vari sestieri di Venezia e a Mazzorbo. Vi erano anche numerosi edifici, terreni agricoli e campi nella terraferma veneziana (Marghera, Meolo), nel Polesine (Canda, Anguillara Veneta, San Martino di Venezze, Rovigo, Badia Polesine, Polesella) e nel territorio padovano (Montagnana, Cittadella, Piove di Sacco, Altichiero), trevigiano (Monastier, Conegliano, Asolo), vicentino (Noventa Vicentina), veronese, friulano (Latisana) e in Istria (Rovigno e Barbana). Di particolare rilievo le ville e i terreni a Stra, Canda e Noventa Vicentina. Sembra che questi beni, fino al 1755 in comproprietà con lo zio Giovanni di Leonardo, fratello del padre, risalissero in gran parte al matrimonio, avvenuto negli anni '20 del Seicento, tra Francesca Barbarigo e Francesco Loredan, bisnonno del doge. Secondo una stima del 1755, le terre ex Barbarigo rendevano 11.000 ducati all’anno.

## Palazzi

### Venezia

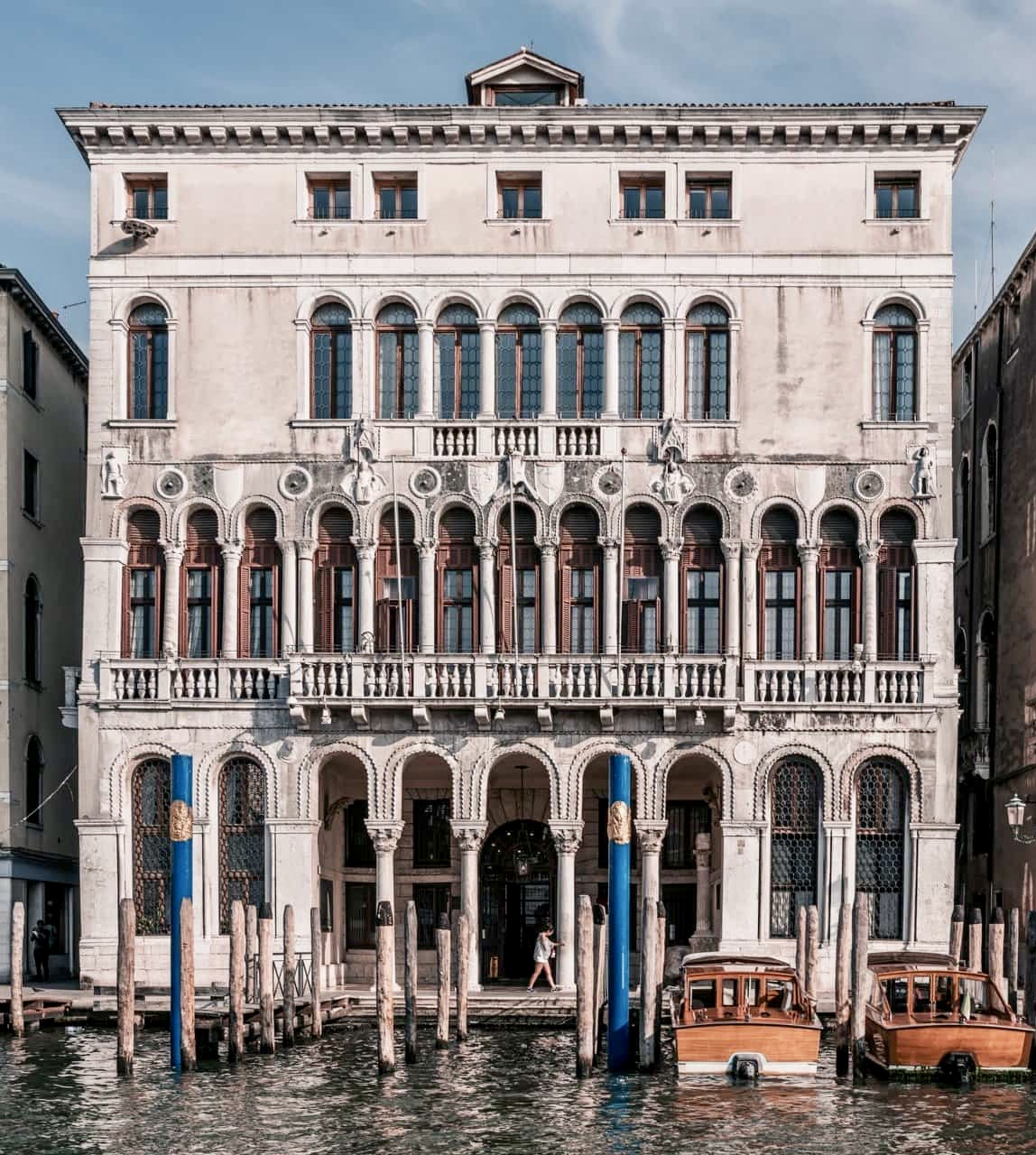
Ca' Loredan, XIII secolo
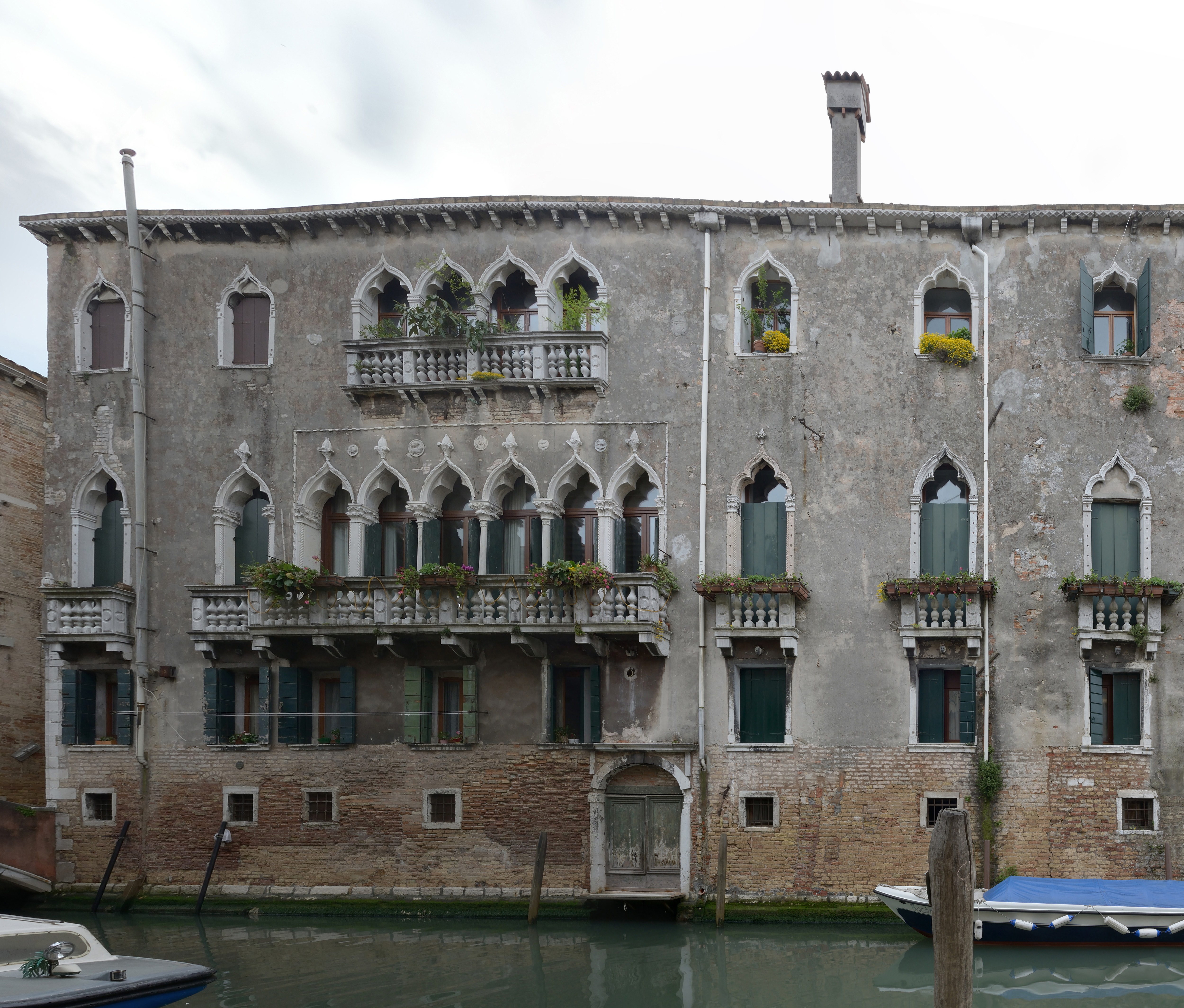
Palazzo Loredan Gheltoff, XIV secolo
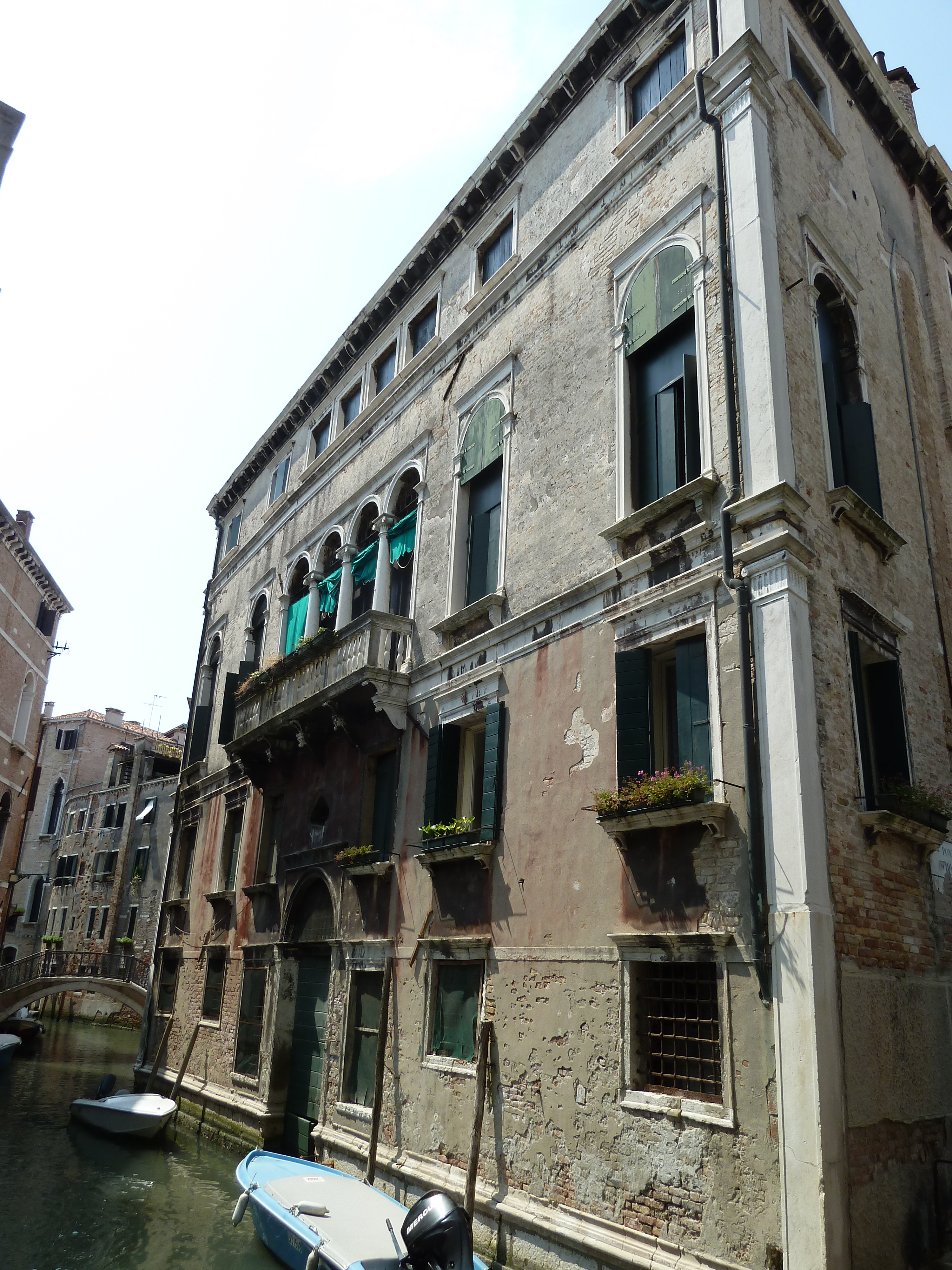
Palazzo Loredan a San Cancian, XIV secolo
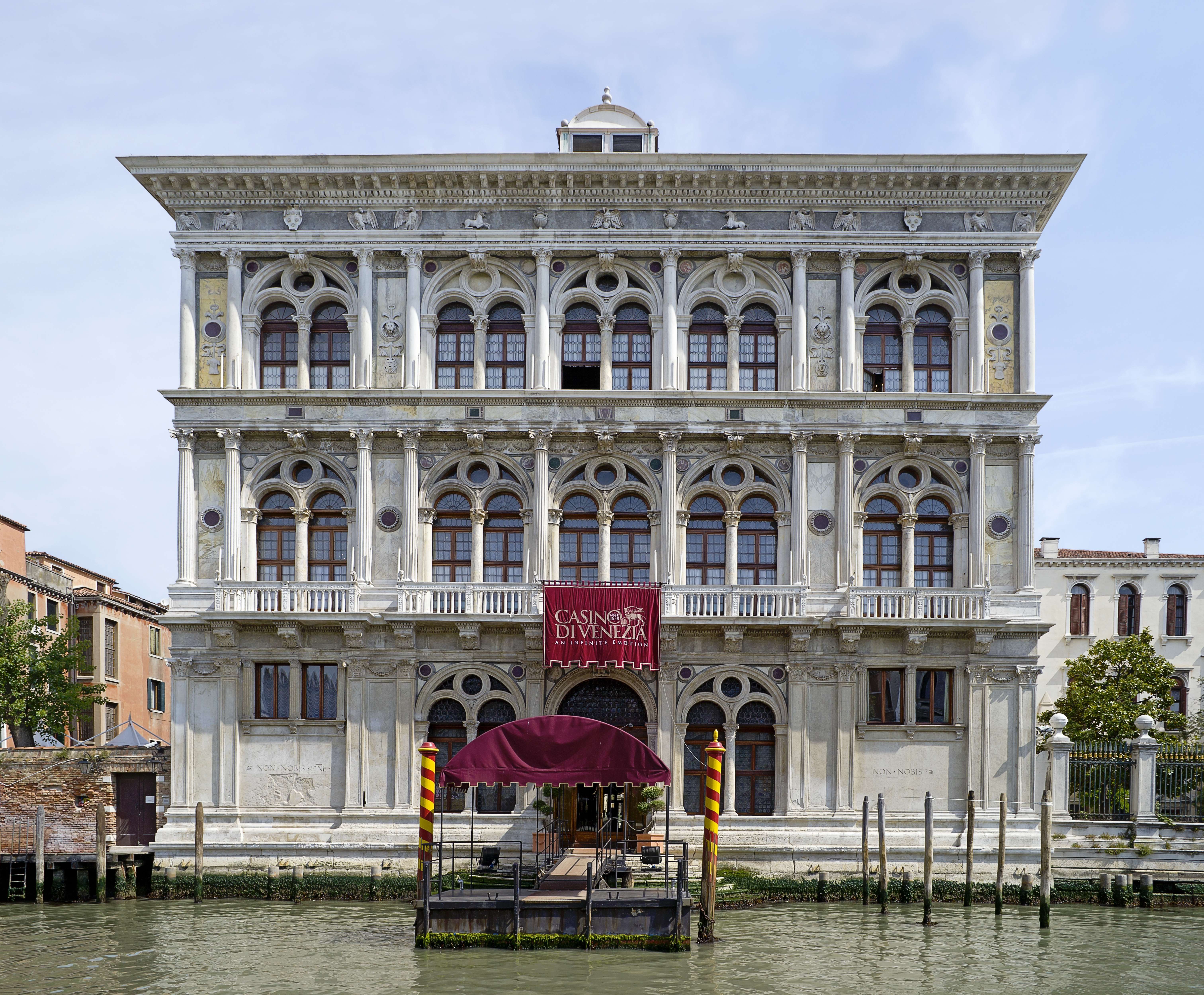
Ca' Loredan Vendramin Calergi, XV secolo
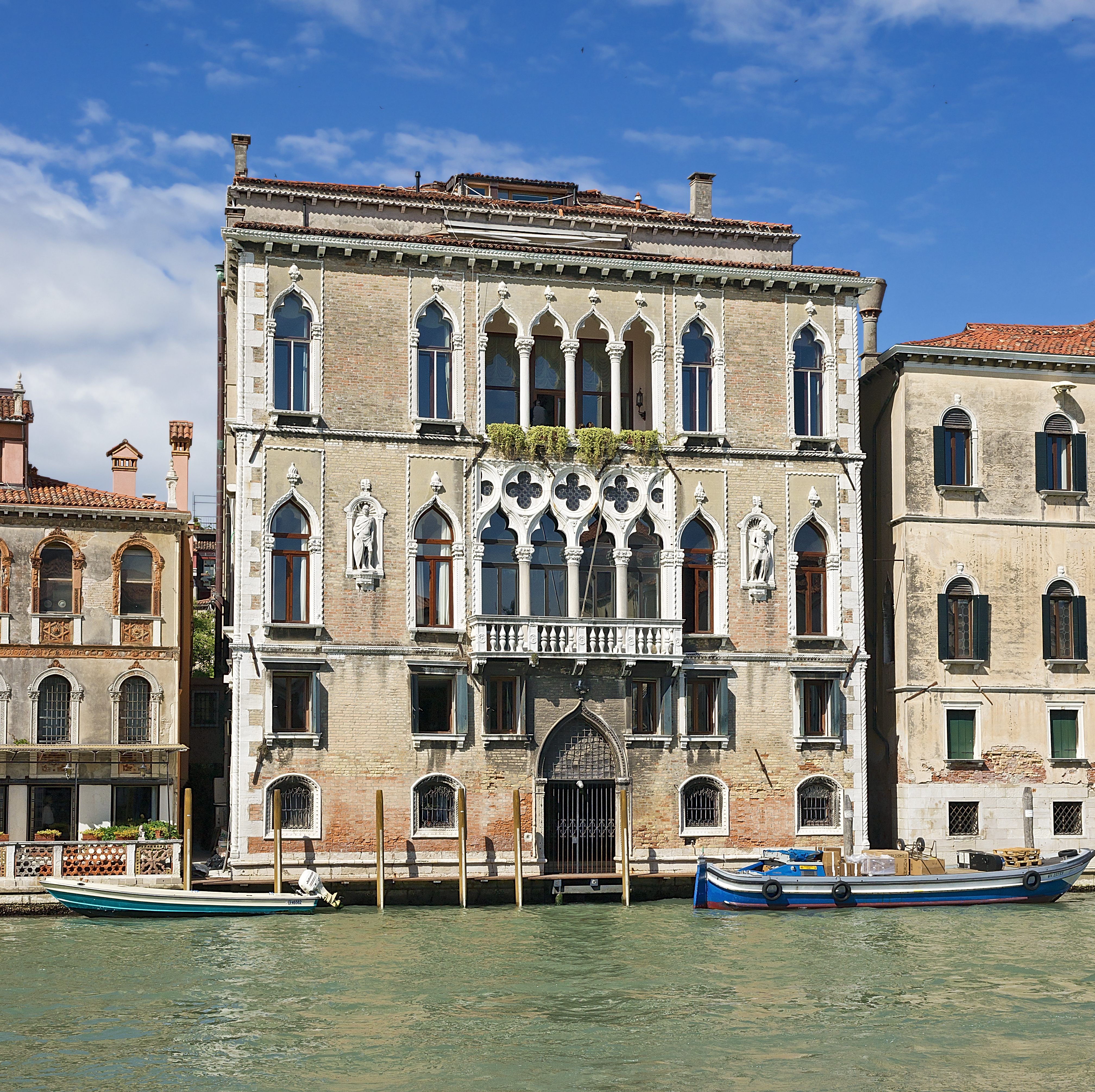
Palazzo Loredan dell'Ambasciatore, XV secolo
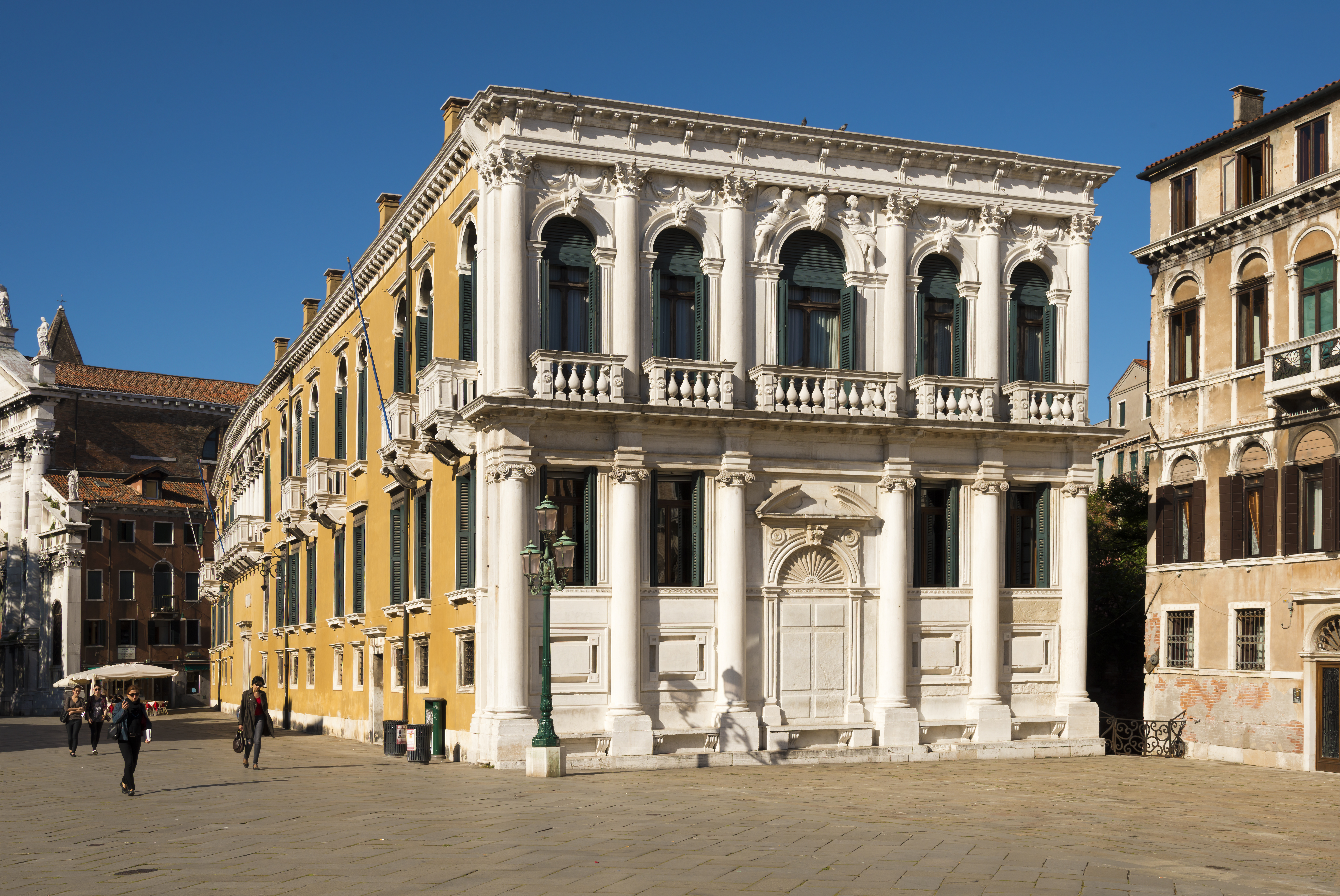
Palazzo Loredan a Campo Santo Stefano, XVI secolo
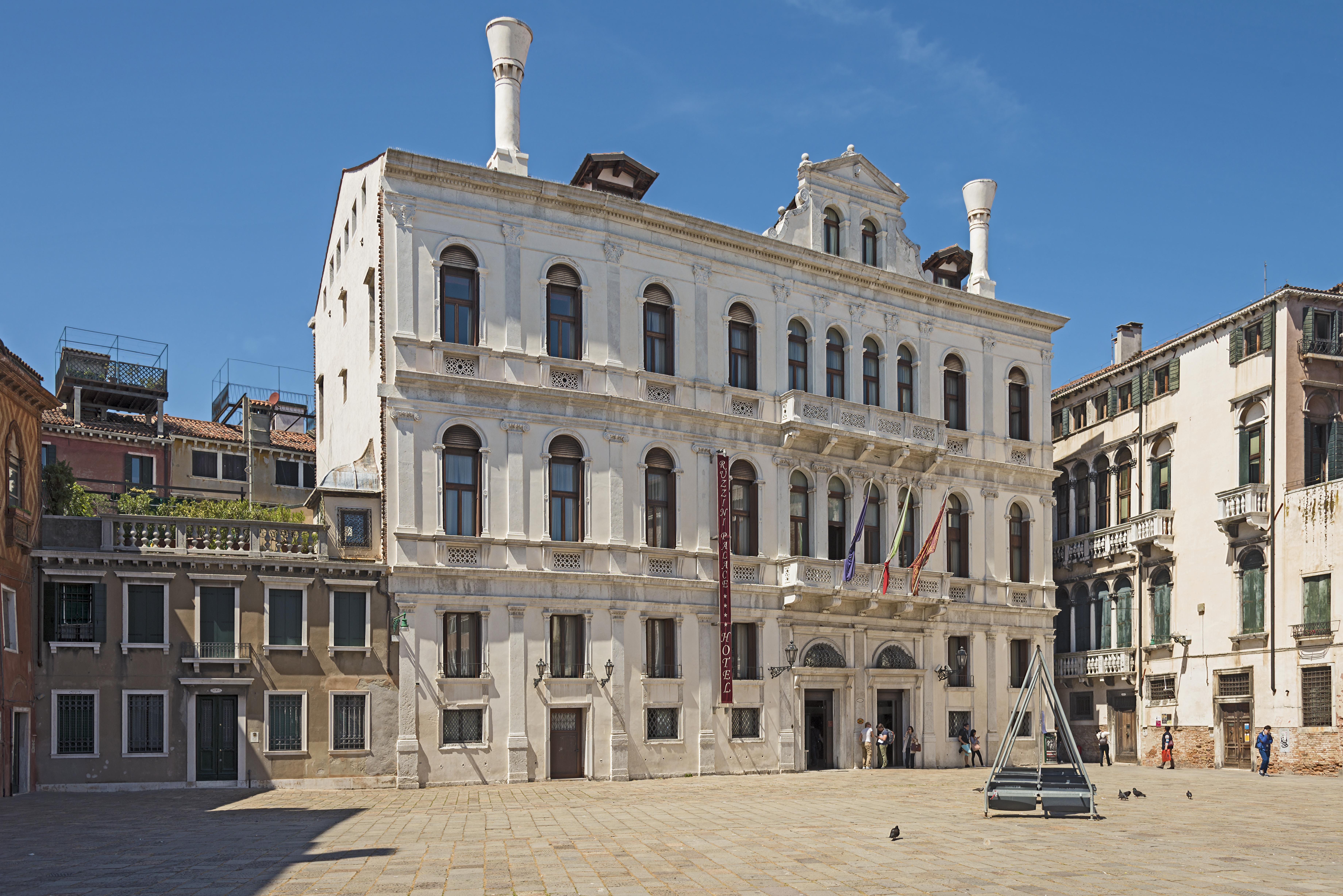
Palazzo Priuli Ruzzini Loredan, XVI secolo
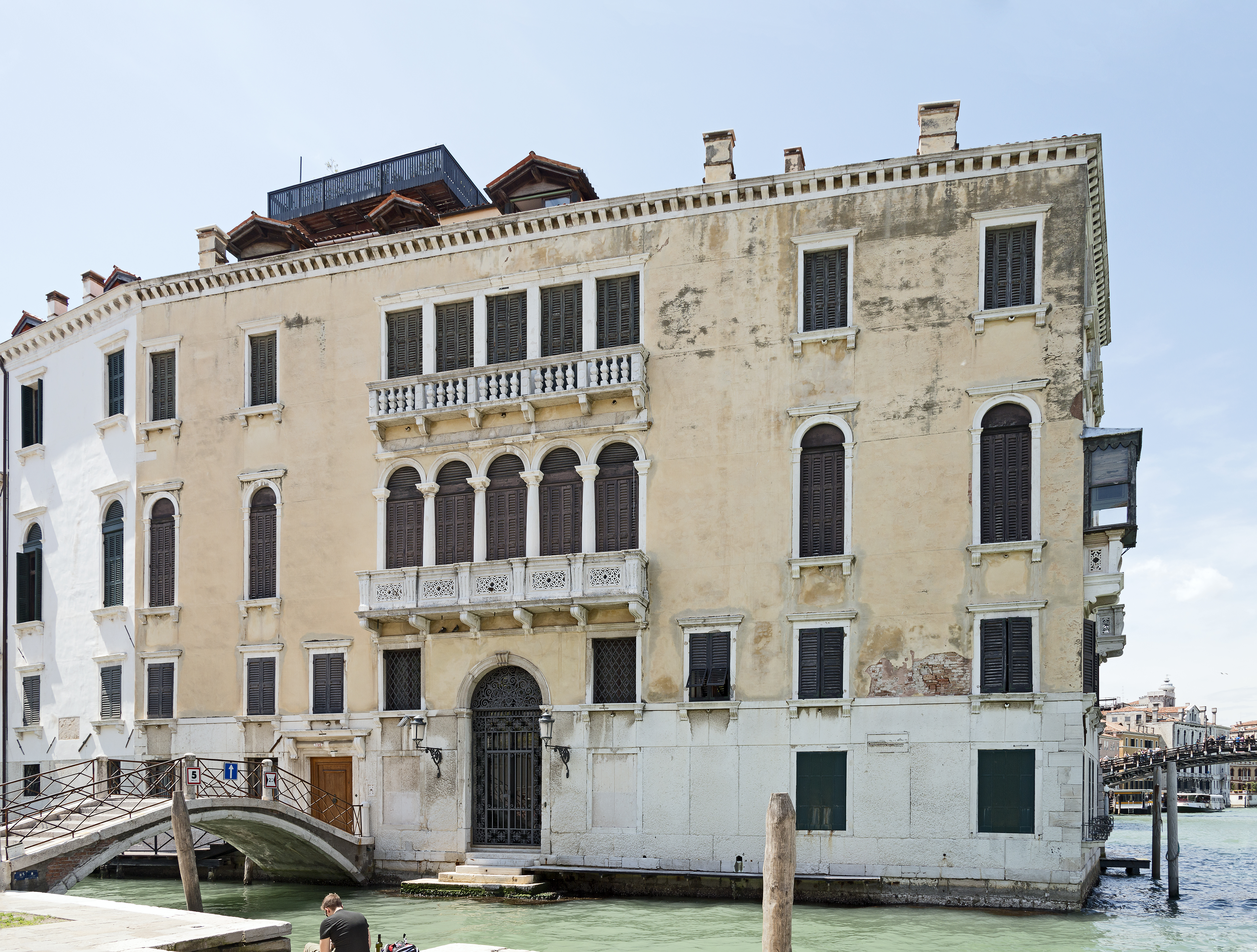
Palazzo Loredan Cini, XVI secolo
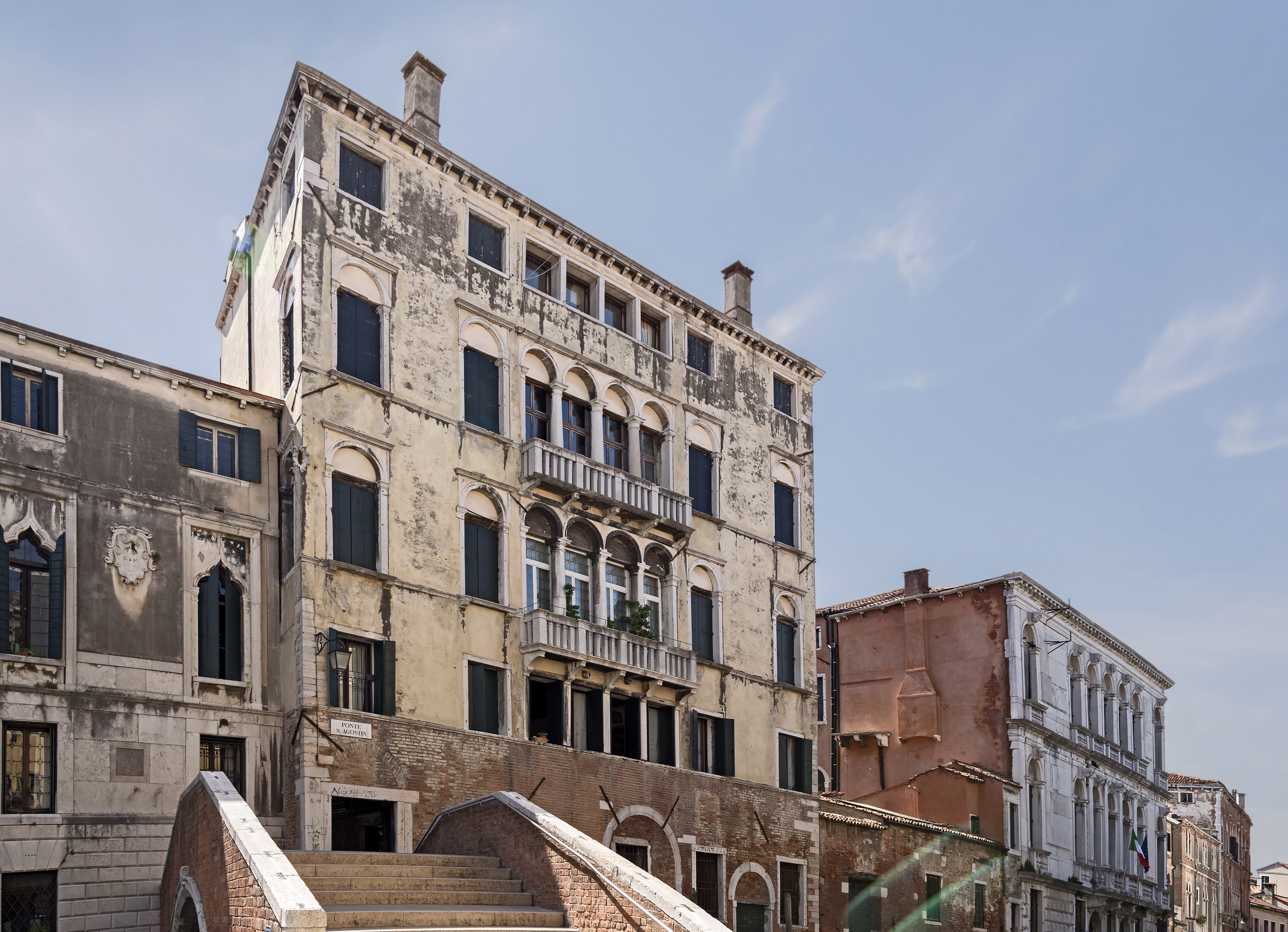
Palazzo Giustinian Loredan, XVI secolo
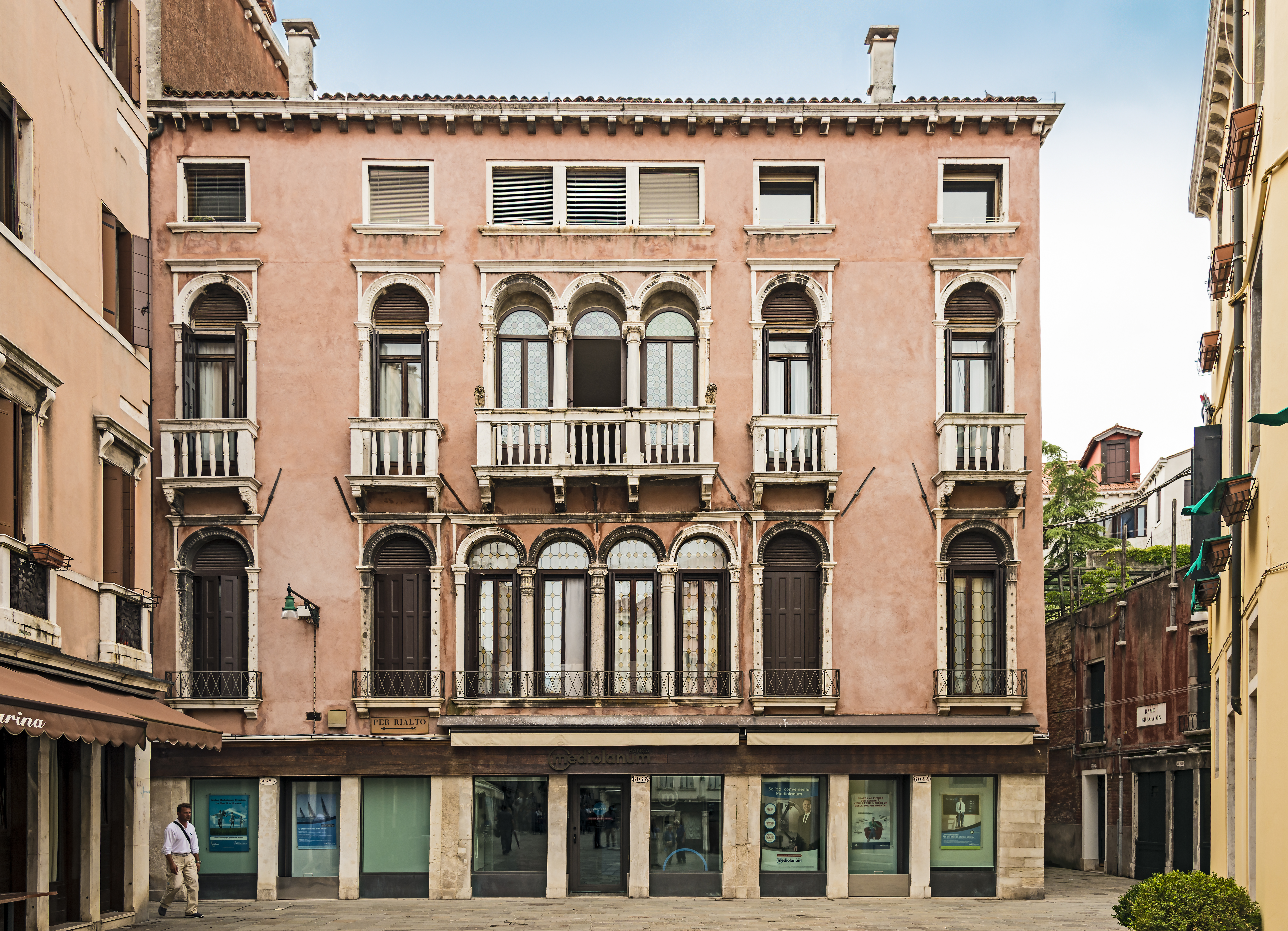
Palazzo Loredan a Santa Marina
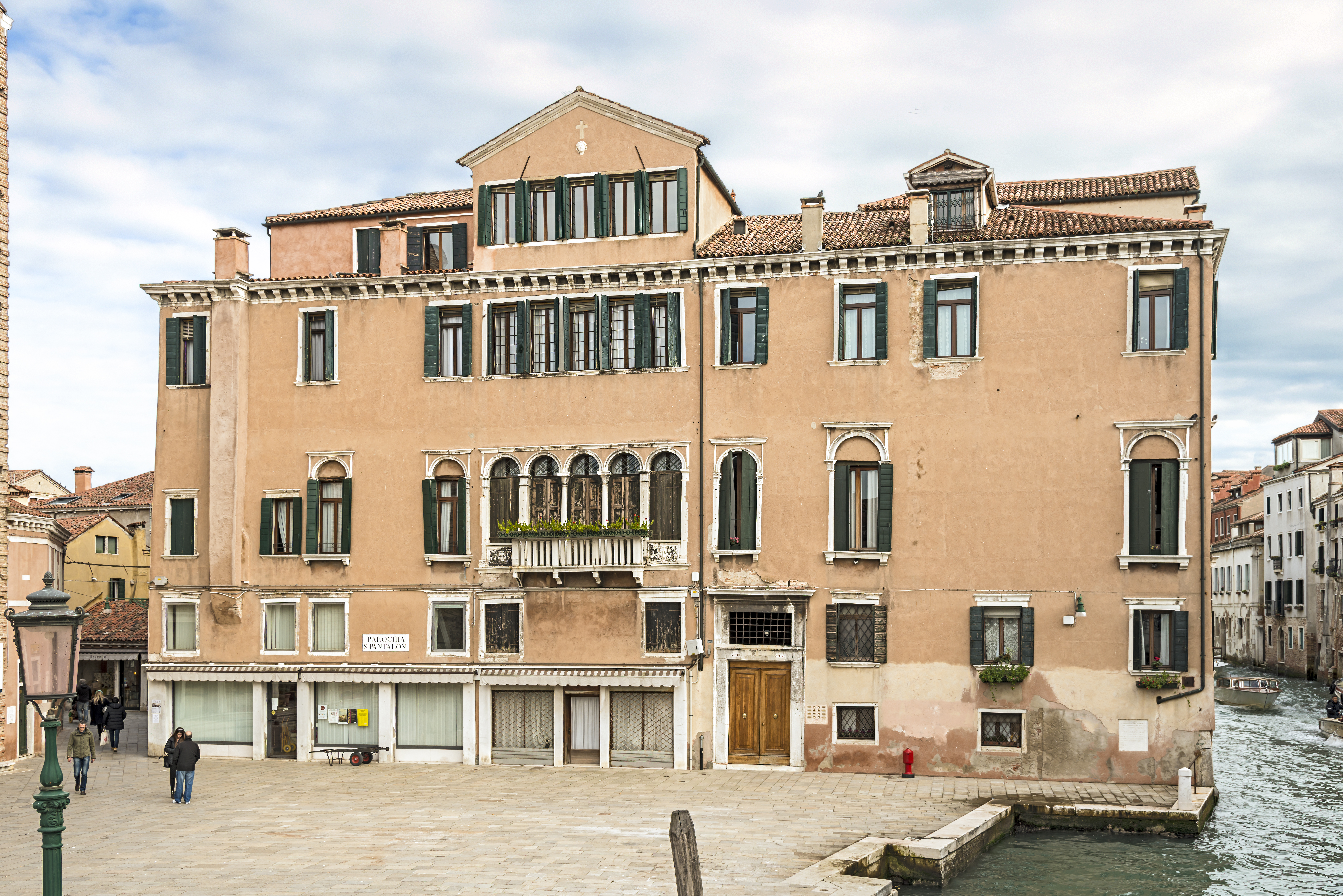
Palazzo Signolo Loredan

### Veneto

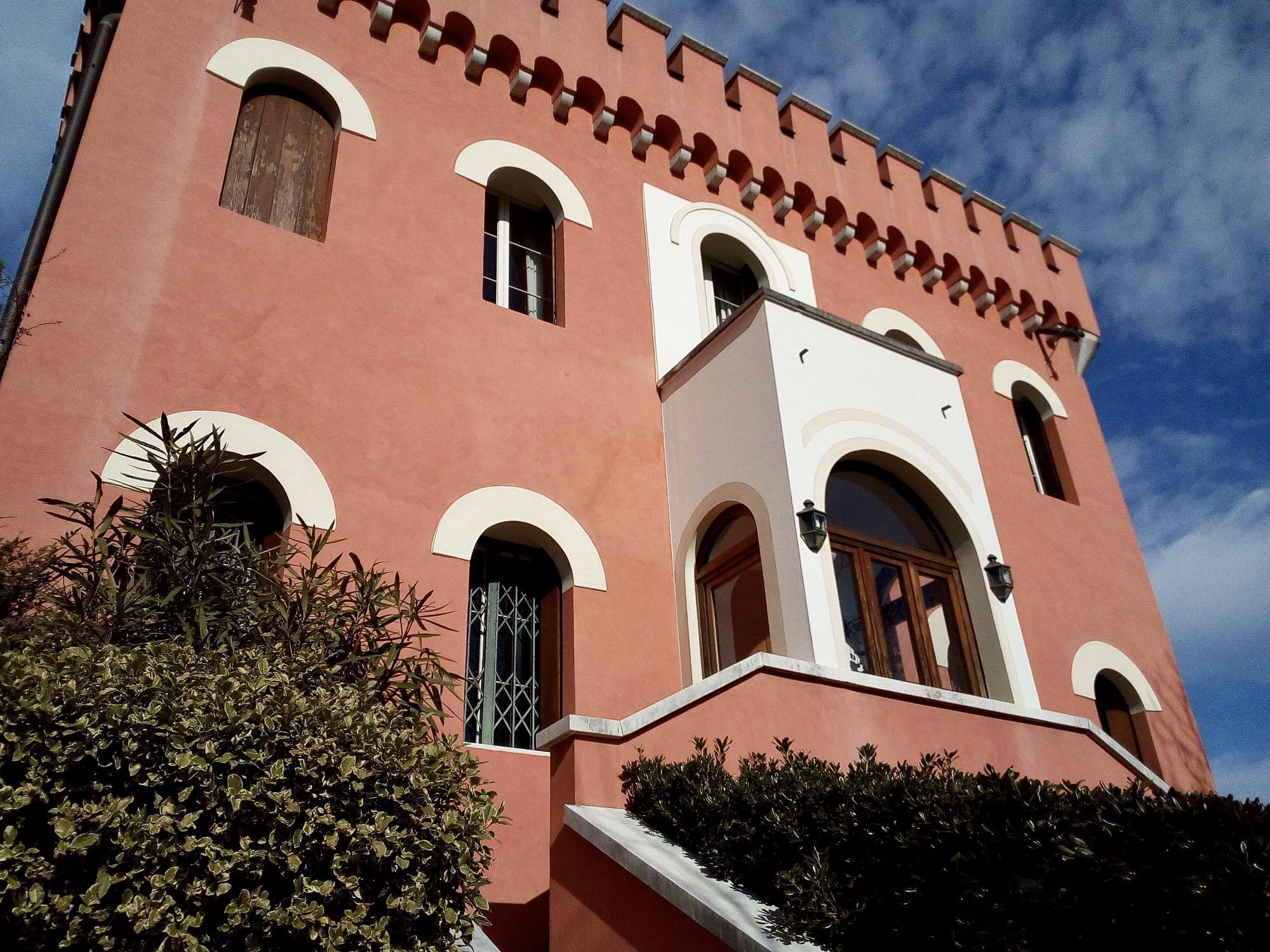
Villa Loredan van Axel, XV secolo
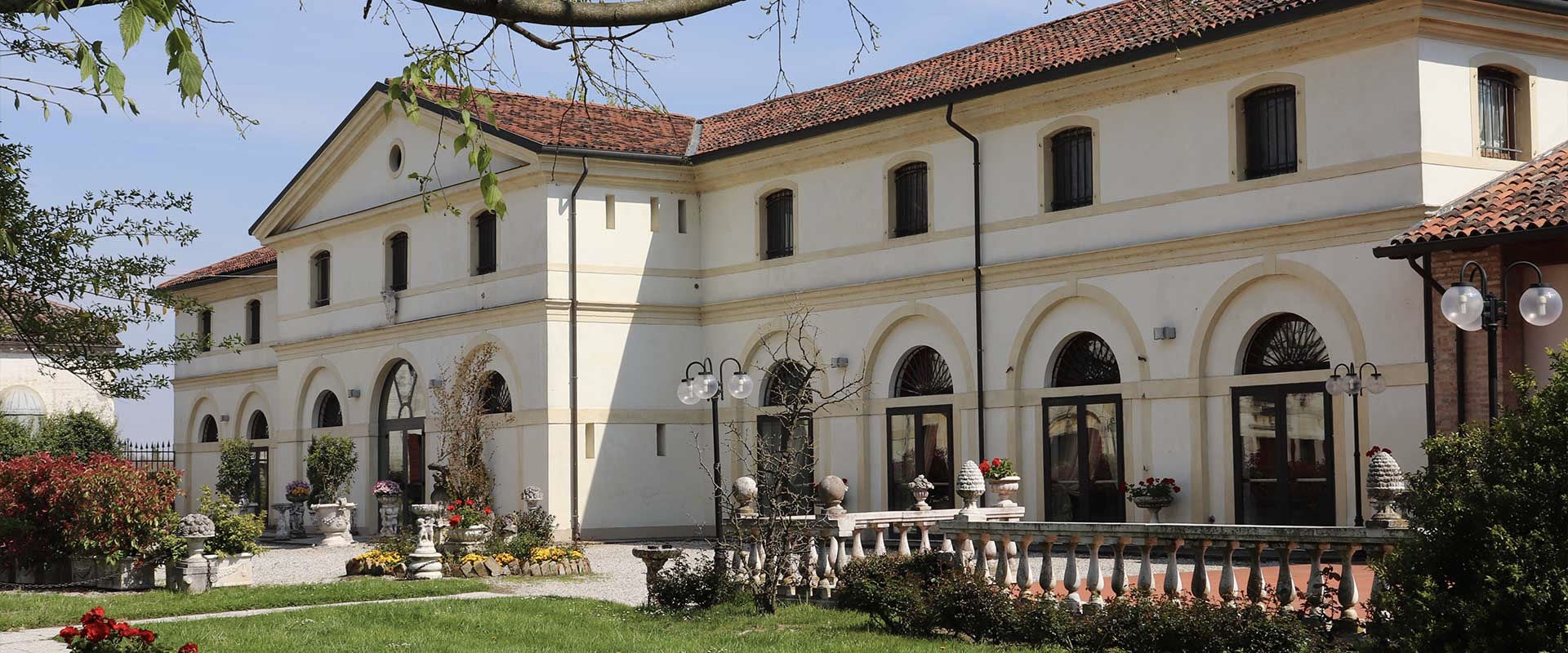
Villa Marcello Loredan Franchin, XV secolo
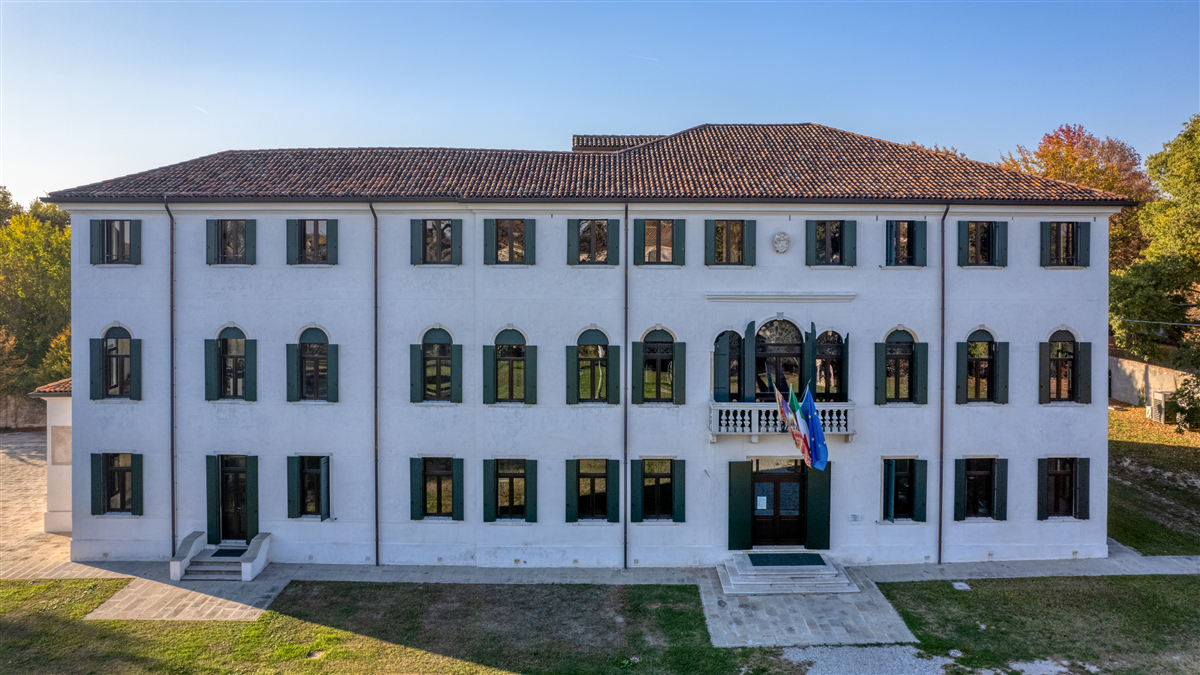
Villa Loredan a Stra, XVI secolo
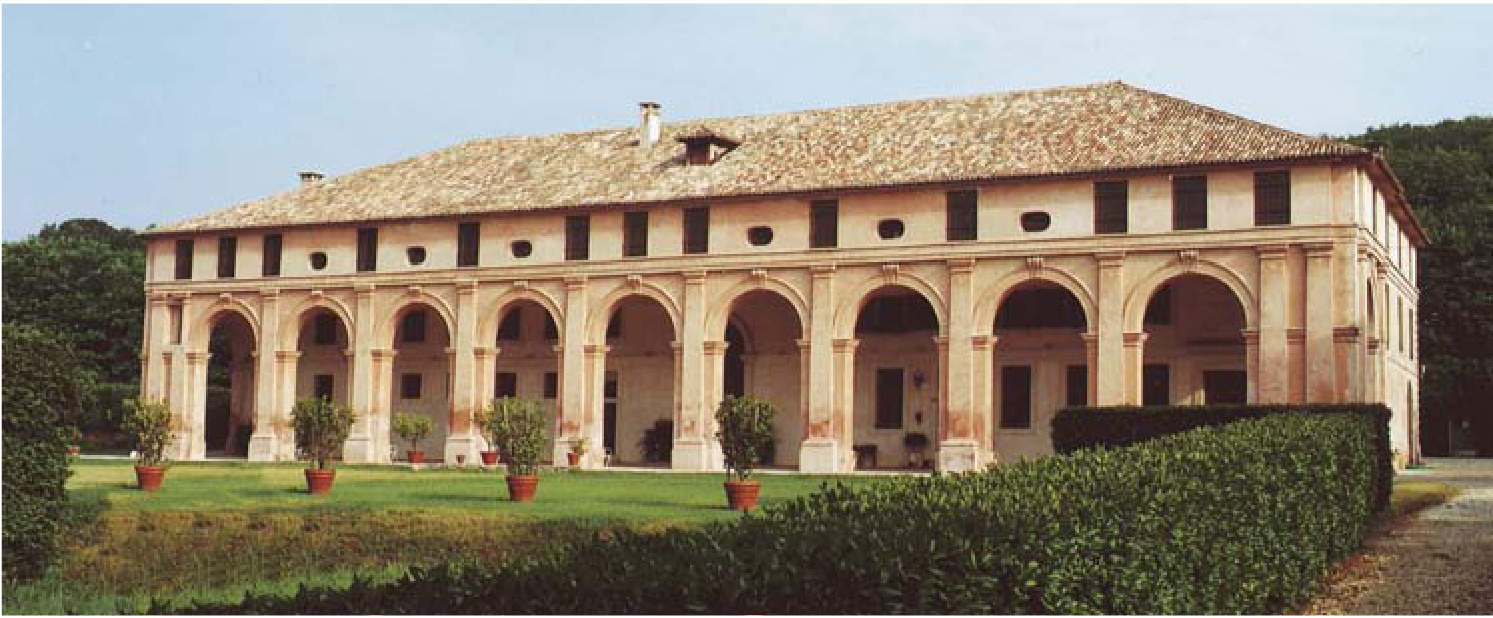
Barchessa Loredan, XVI secolo
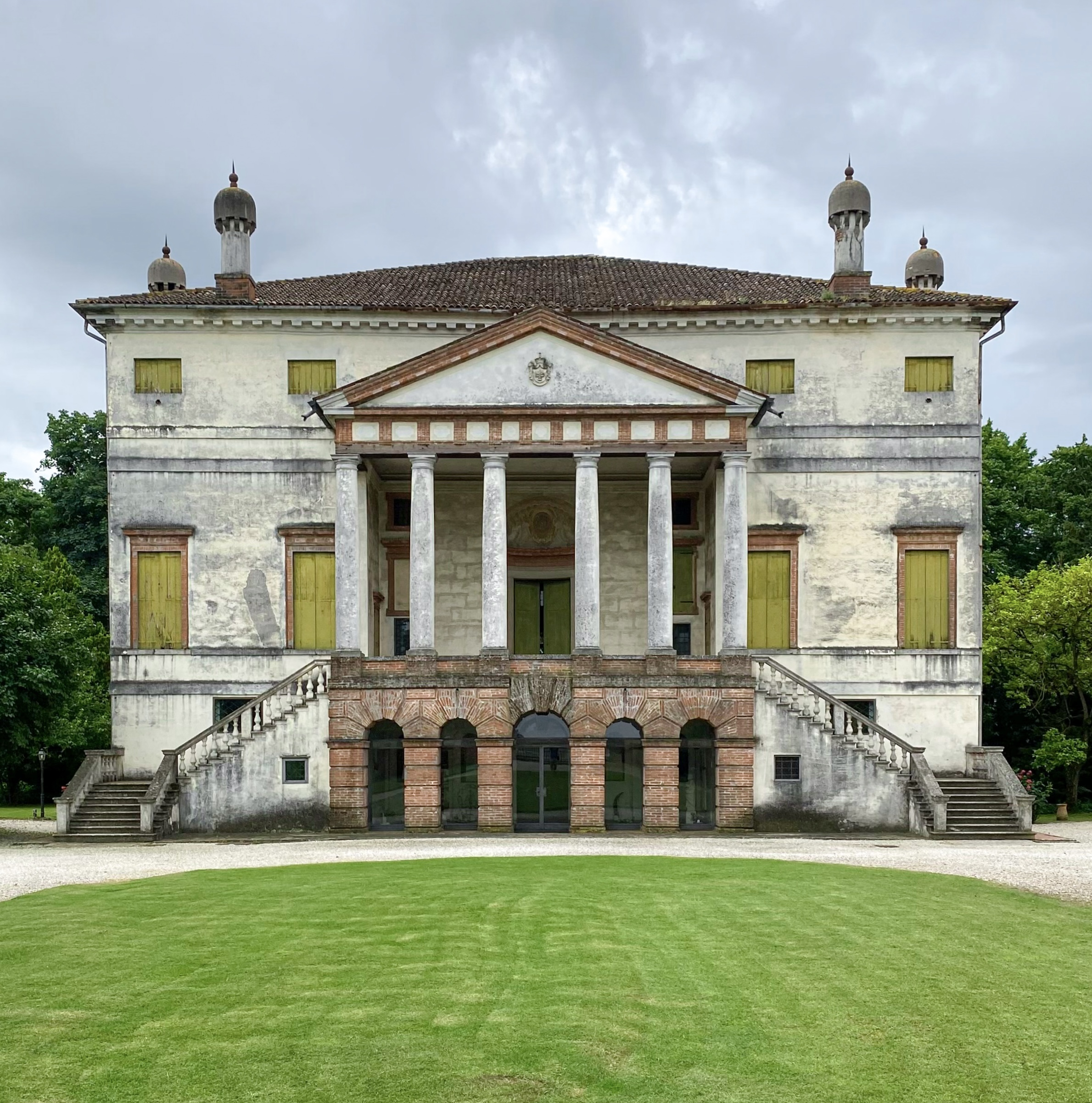
Villa Loredan Grimani, XVI secolo
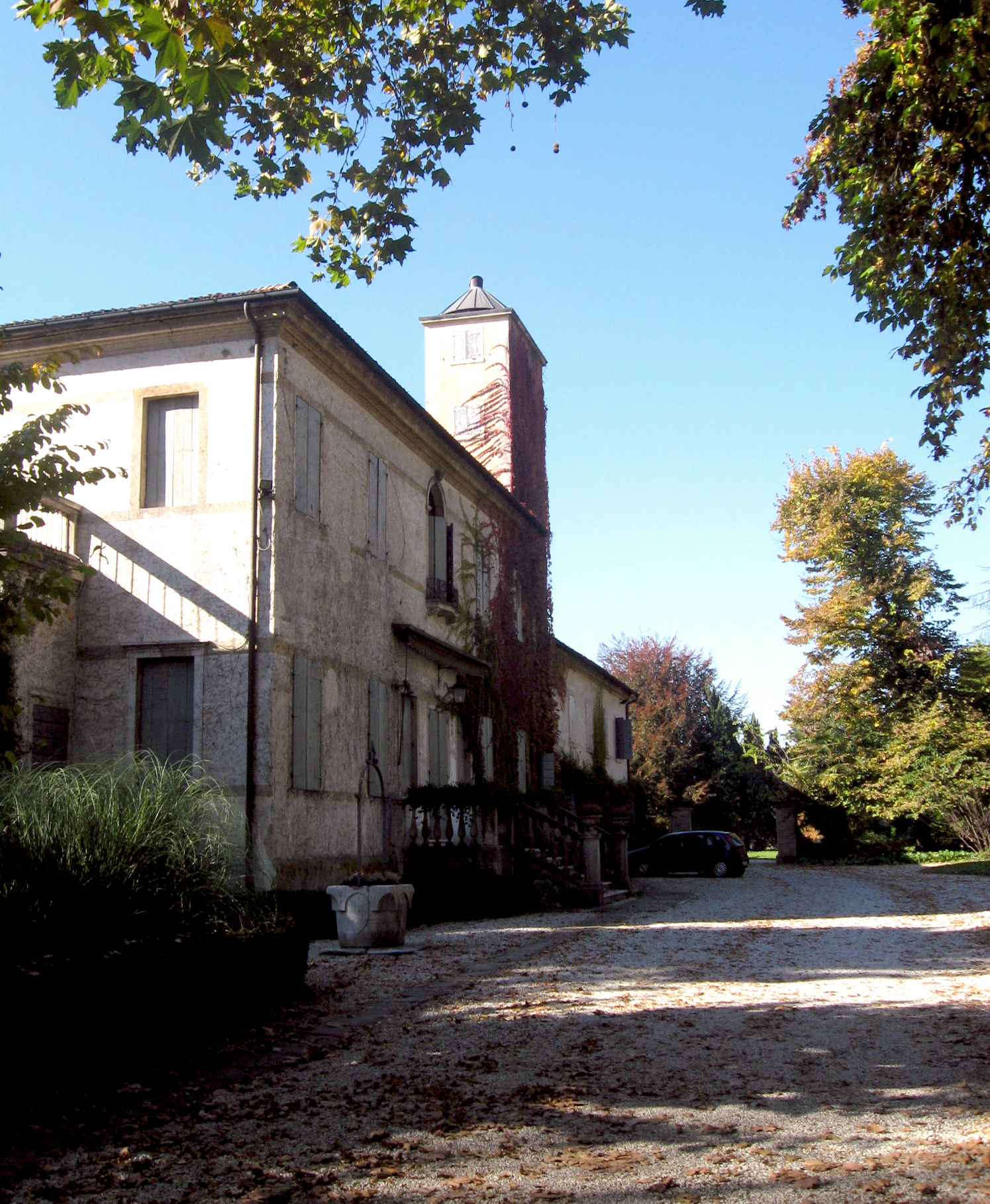
Villa Loredan Bragadin, XVI secolo
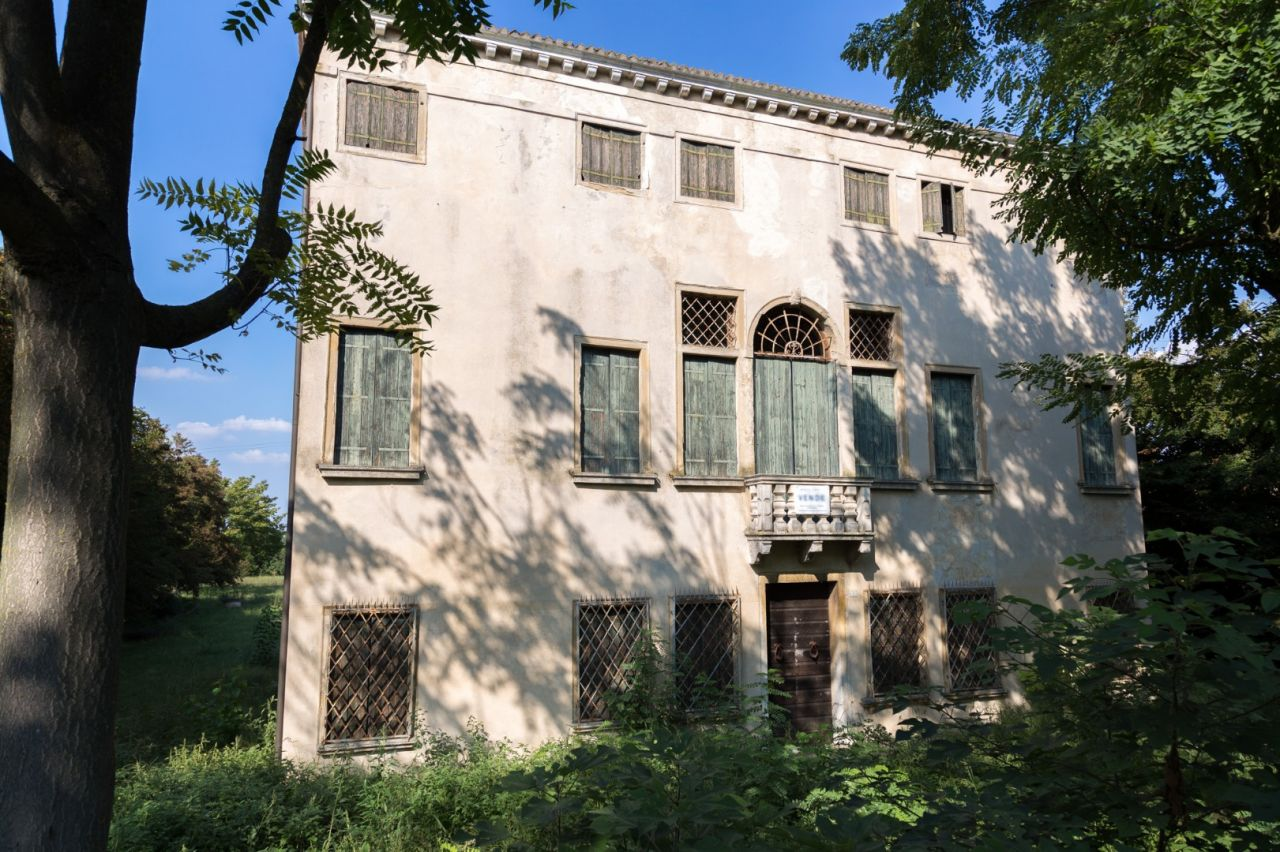
Villa Nani Loredan, XVI secolo
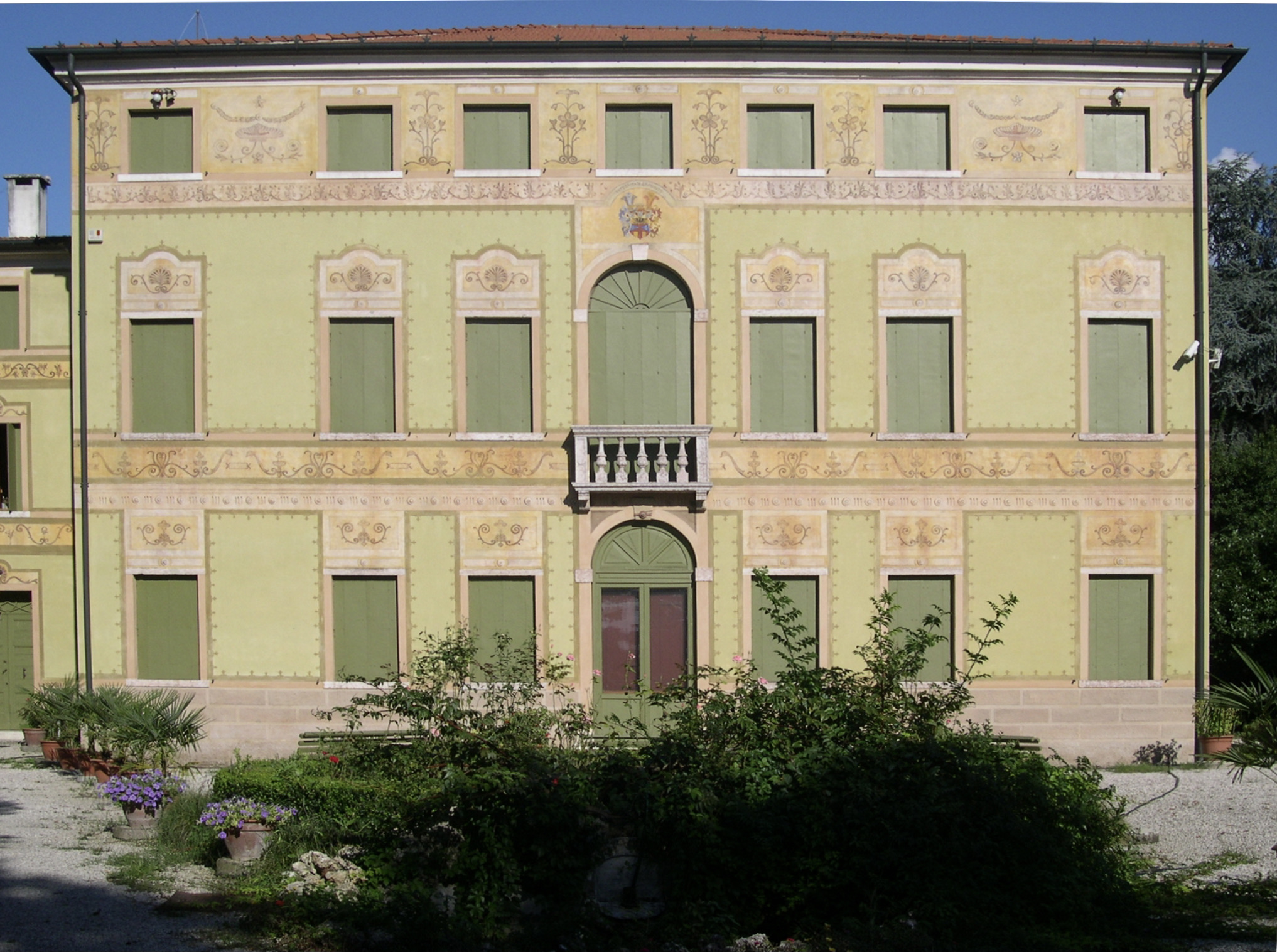
Villa Loredan Morosini, XVI secolo
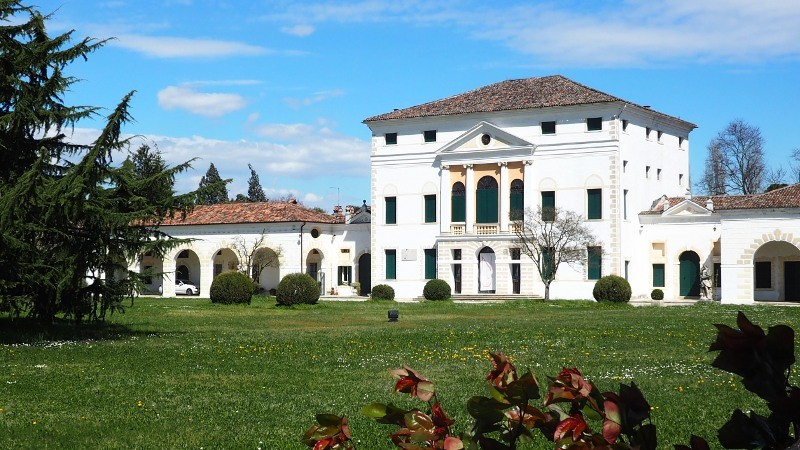
Villa Loredan Perocco, XVII secolo
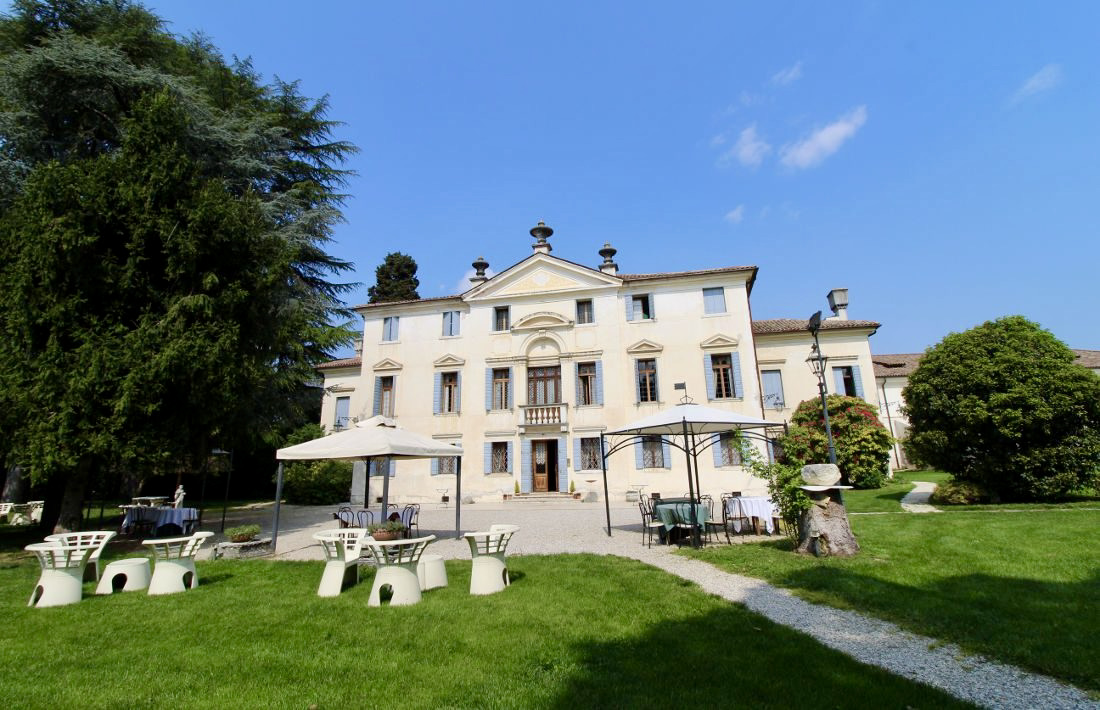
Villa Razzolini Loredan, XVII secolo
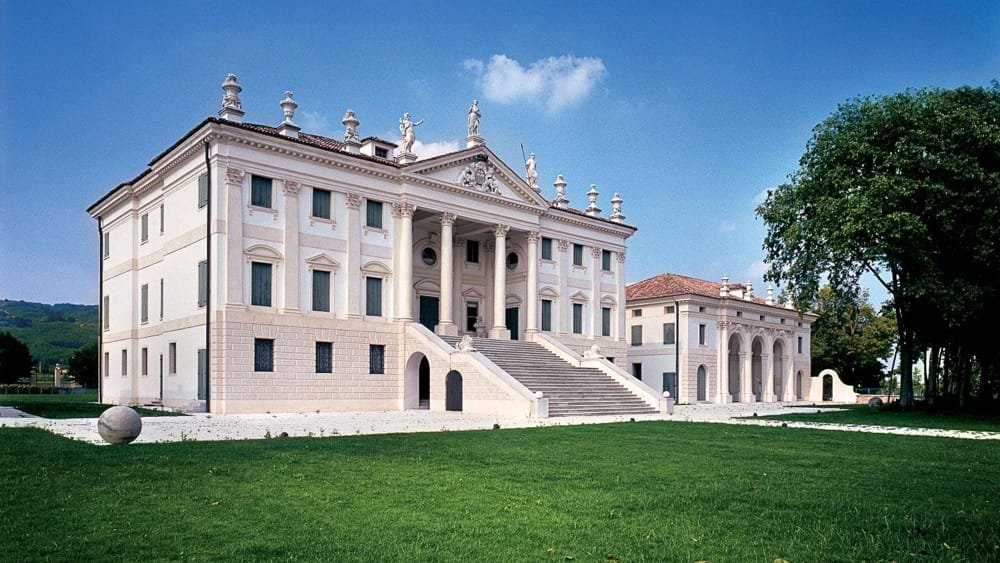
Villa Spineda Loredan, XVIII secolo

### Croazia

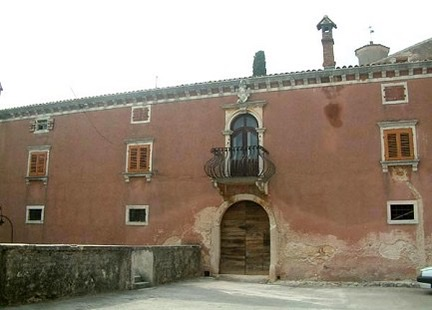
Palazzo Loredan (Barbana, Istria), XVI secolo
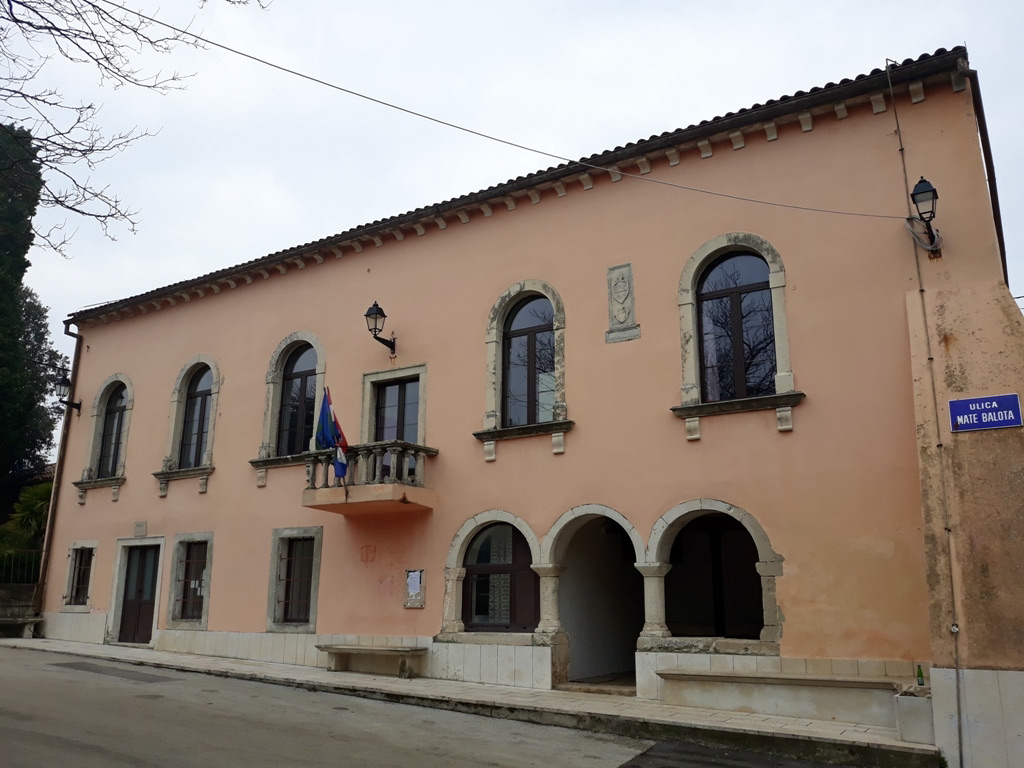
Palazzo Loredan (Rachele, Istria), XVI secolo

### Grecia

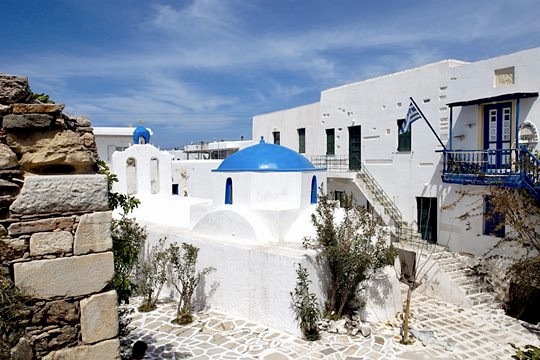
Castello d'Antiparo, XV secolo

## Eredità

### Impatto sulla storia ebraica

#### Ghetto di Venezia

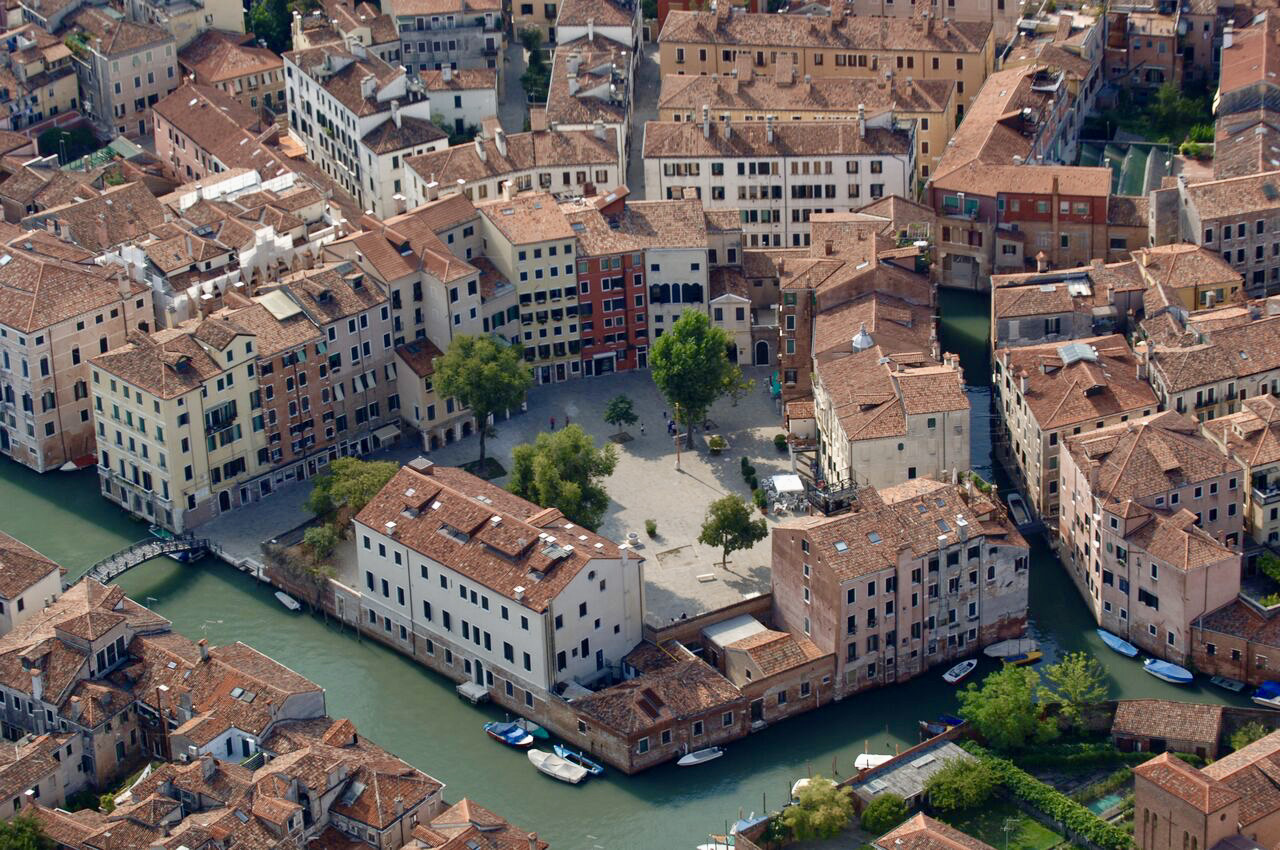
Il Ghetto di Venezia dall'alto.

Il 29 marzo 1516, con un decreto del Doge Leonardo Loredan, il Senato veneziano stabilì che, se gli ebrei desideravano continuare a vivere a Venezia, dovevano risiedere in una piccola isola circondata da canali nella parte settentrionale della città. Con questa decisione, venne istituito nel sestiere di Cannaregio il primo ghetto ebraico del mondo, dando inizio a secoli di segregazione che si sarebbero diffusi in tutta Europa. Il termine veneziano "ghèto" divenne presto un termine comune per descrivere comunità urbane isolate di minoranze etniche. Gli studiosi ritengono che il governo dei Loredan, che istituì il Ghetto, lo fece perché credeva che gli ebrei non potessero essere integrati con la popolazione prevalentemente cattolica romana della città.
La vita nel Ghetto era molto restrittiva, e il movimento degli ebrei al di fuori del ghetto era difficile. Gli ebrei venivano chiusi nel ghetto di notte, e guardie cristiane su barche pattugliavano i canali stretti e i ponti corti per far rispettare le regole. Gli ebrei erano persino costretti a pagare gli stipendi dei loro sorveglianti cristiani. Sebbene fosse una discriminazione terribile, per alcuni rappresentava un rifugio da persecuzioni ancora peggiori altrove.
Sebbene ospitasse un gran numero di ebrei, circa 1.000 persone su una popolazione cittadina di 160.000 all'epoca, e fosse composto principalmente da mercanti, la popolazione che viveva nel Ghetto veneziano non si assimilò mai per formare un'etnia "ebraica veneziana" distinta. Quattro delle cinque sinagoghe erano chiaramente divise secondo l'identità etnica: esistevano sinagoghe separate per le comunità tedesca (la Scuola Grande Tedesca), italiana (la Scola Italiana), spagnola e portoghese (la Scola Ponentina), e sefardita levantina (la Scola Levantina). La quinta, la Scuola Canton, fu probabilmente costruita come sinagoga privata e serviva anche la comunità ashkenazita veneziana. Al suo apice, a metà del XVII secolo, quasi 5.000 ebrei vivevano nel Ghetto. Per ospitare nascite e nuovi arrivi, potevano costruire solo verso l'alto, portando alla realizzazione di alcuni dei primi "grattacieli" del mondo, che con sette o otto piani sono ancora tra gli edifici più alti della città.
Nel 1797, l'Armata d'Italia francese, comandata dal ventottenne Napoleone Bonaparte, occupò Venezia, costringendo la Repubblica a crollare il 12 maggio 1797, e pose fine alla separazione del ghetto dalla città l'11 luglio dello stesso anno. Oggi, il Ghetto è ancora un centro della vita ebraica nella città. La comunità ebraica di Venezia, che conta circa 450 persone, è culturalmente attiva, sebbene solo pochi membri vivano nel Ghetto poiché l'area è diventata sempre più costosa. Eventi commemorativi si tengono nel ghetto e includono una produzione dell'opera di William Shakespeare "Il mercante di Venezia" e una grande mostra intitolata "Venezia, gli ebrei e l'Europa", al Palazzo Ducale – lo stesso luogo in cui il decreto che istituì il ghetto fu firmato 500 anni fa.

#### Rapporto con la comunità ebraica

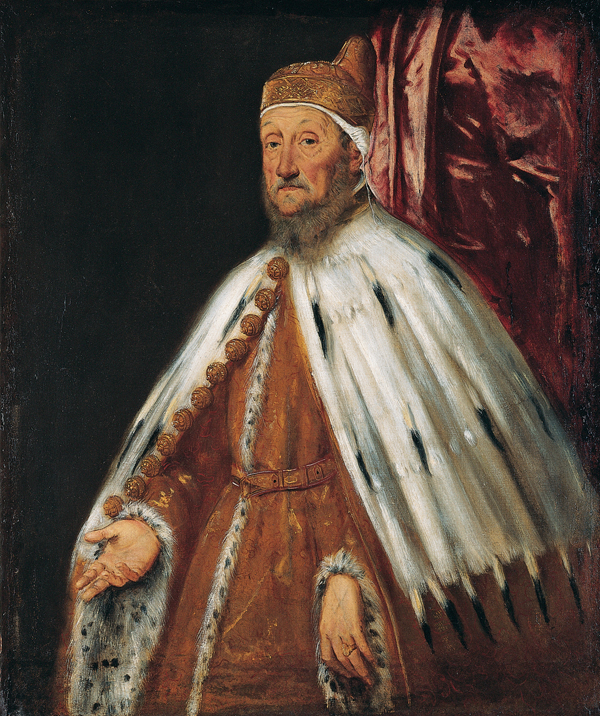
Pietro Loredan fu tra coloro che sostennero i diritti degli ebrei nella seconda metà del XVI secolo.

Nonostante il coinvolgimento nella creazione del primo ghetto ebraico, la decisione di istituirlo non fu presa esclusivamente da Leonardo Loredan, ma anche da altri senatori che sostennero la segregazione, convinti che la presenza degli ebrei in città e le loro attività di prestito di denaro avrebbero corrotto la morale e i valori cristiani dei cittadini veneziani. Più avanti, nel corso del XVI secolo, alcuni membri della famiglia Loredan, tra cui Pietro Loredan, si batterono in Senato per la riduzione della somma che gli ebrei dovevano pagare per il loro “condotto”.
A partire dal XVII secolo, i Loredan furono noti per aver sostenuto e accolto ebrei in arrivo a Venezia, alcuni dei quali adottarono il cognome “Loredan” in segno di riconoscenza per la generosità ricevuta. Esistono, ad esempio, documenti che attestano il caso di una famiglia ebraica spagnola in fuga dalle persecuzioni in Spagna, che assunse il nome Loredan dopo che un membro della famiglia veneziana aveva patrocinato la loro educazione e conversione al cristianesimo. Di conseguenza, discendenti di questi convertiti con il nome Loredan si trovano ancora oggi nei territori dell’ex Repubblica e nella diaspora.
Nel XVIII secolo, in qualità di Capitano Generale da Mar, un Loredan scrisse lettere di raccomandazione per numerosi ebrei provenienti da città e isole del Mediterraneo e li aiutò a permettersi il viaggio e l’imbarco su navi dirette a Venezia.

### Mecenatismo e impatto sulla storia dell'arte

#### I Loredan nell'arte

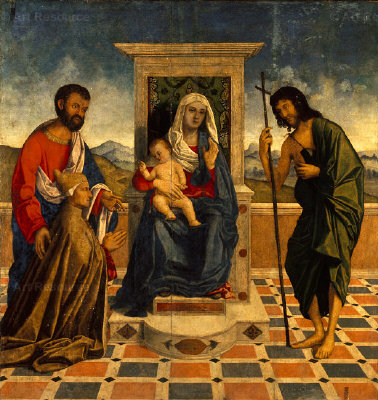
La Vergine con il Bambino e i Santi adorata dal doge Leonardo Loredan, di Vincenzo Catena, 1506, Palazzo Ducale

Molti membri della famiglia Loredan furono ritratti da celebri artisti della Scuola veneziana, sia contemporanei ai committenti che postumi. Il più famoso di questi è il Ritratto del doge Leonardo Loredan, dipinto da Giovanni Bellini nel 1501/02, in prossimità dell’ascesa di Leonardo al dogato, oggi esposto alla National Gallery di Londra. Un altro celebre ritratto del doge è il Ritratto di Leonardo Loredan di Vittore Carpaccio, conservato al Museo Correr. Un’ulteriore rappresentazione nota è il Ritratto del doge Leonardo Loredan con quattro figli, ancora una volta opera di Bellini, oggi custodito alla Gemäldegalerie di Berlino. Leonardo Loredan fu inoltre rappresentato da Gentile Bellini, Palma il Giovane, Vincenzo Catena, Domenico Tintoretto, Carlo e Gabriele Caliari, Pompeo Batoni, Francesco Maggiotto, oltre a numerosi altri pittori, e da scultori come Girolamo Campagna, Danese Cattaneo e Pietro Lombardo. Fu anche raffigurato postumamente in varie opere celebrative della sua vittoria sulla Lega di Cambrai. Anche il secondo doge della famiglia, Pietro, fu ritratto da diversi artisti; la rappresentazione più famosa è il Ritratto di Tintoretto, dipinto nel 1567 e oggi esposto al Kimbell Art Museum di Fort Worth, Texas. Un’altra rappresentazione nota è Il doge Pietro Loredan che supplica la Vergine di Palma il Giovane, conservata a Palazzo Ducale. Il terzo doge, Francesco, fu ritratto nel XVIII secolo da Fortunato Pasquetti, Jacopo Guarana e altri artisti.

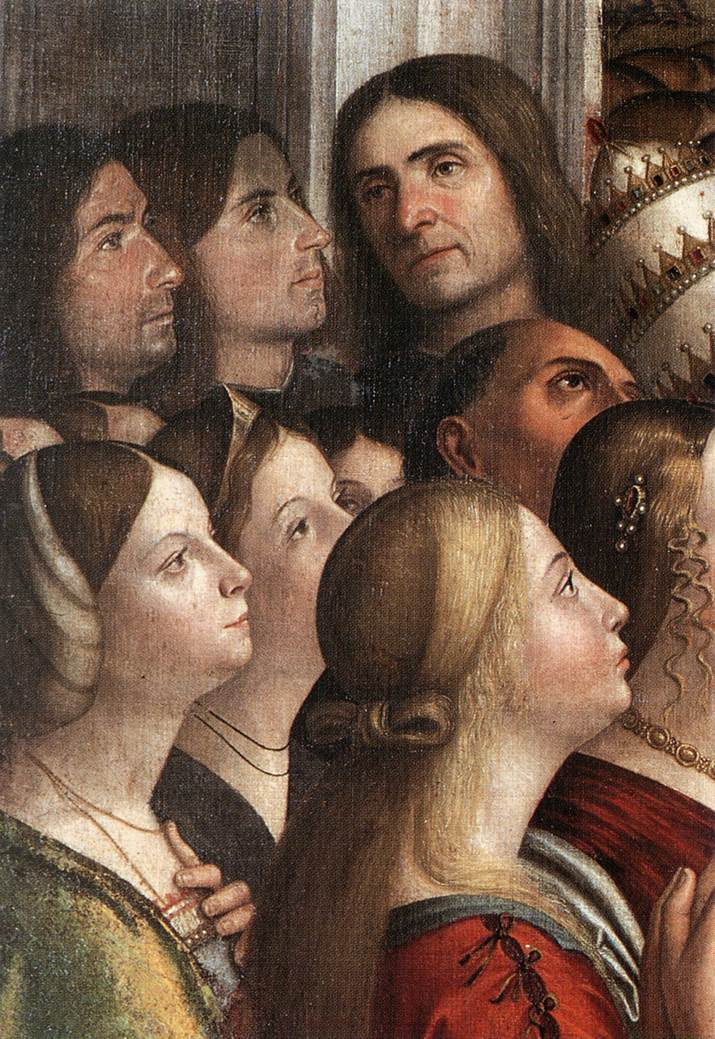
I tre figli di Antonio Loredan, particolare dell'Apoteosi di Sant'Orsola, di Vittore Carpaccio, 1491, Gallerie dell'Accademia, Venezia
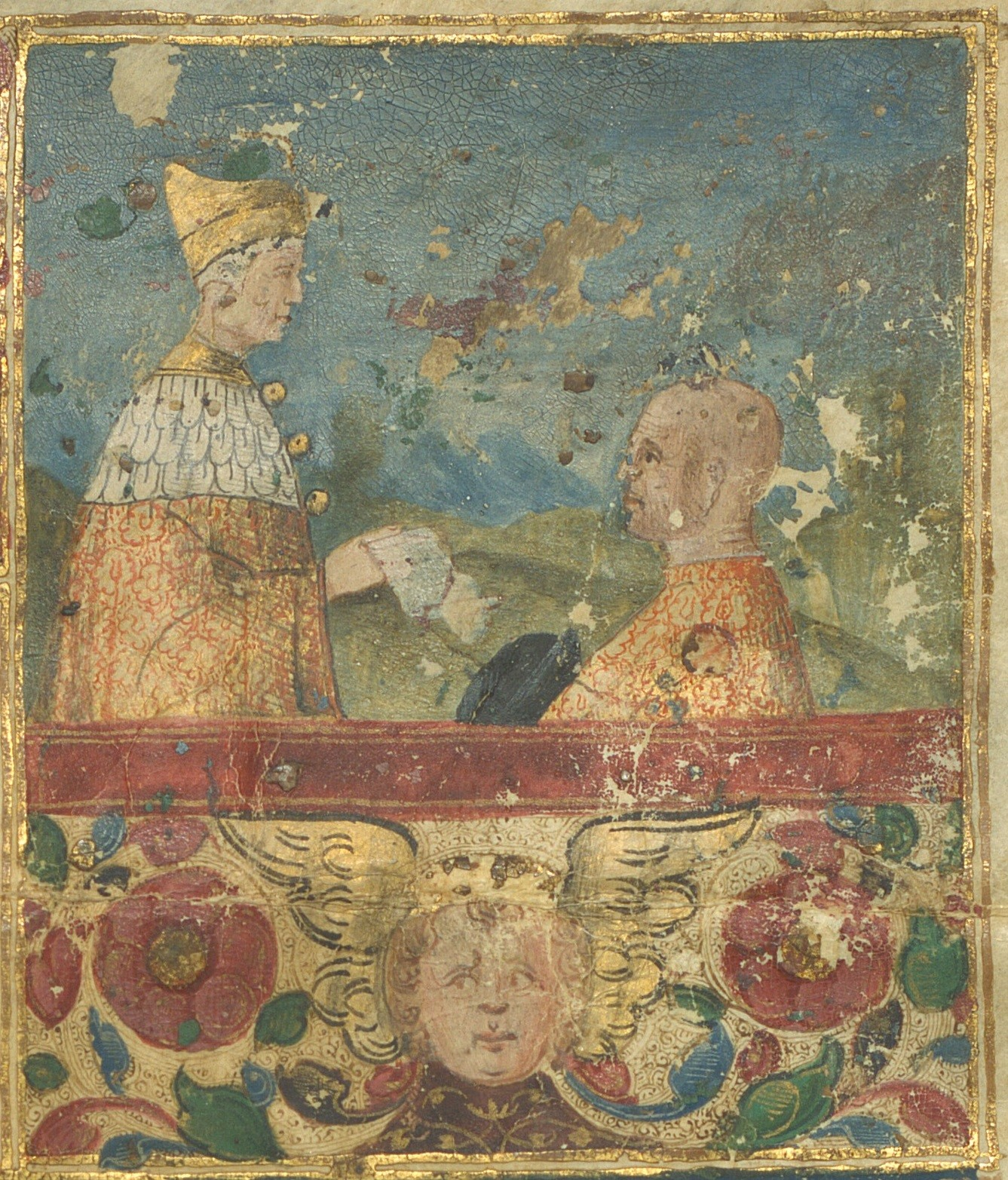
Il doge Leonardo Loredan consegna una pergamena a Zauli Naldi, 1504, Biblioteca Manfrediana, Faenza
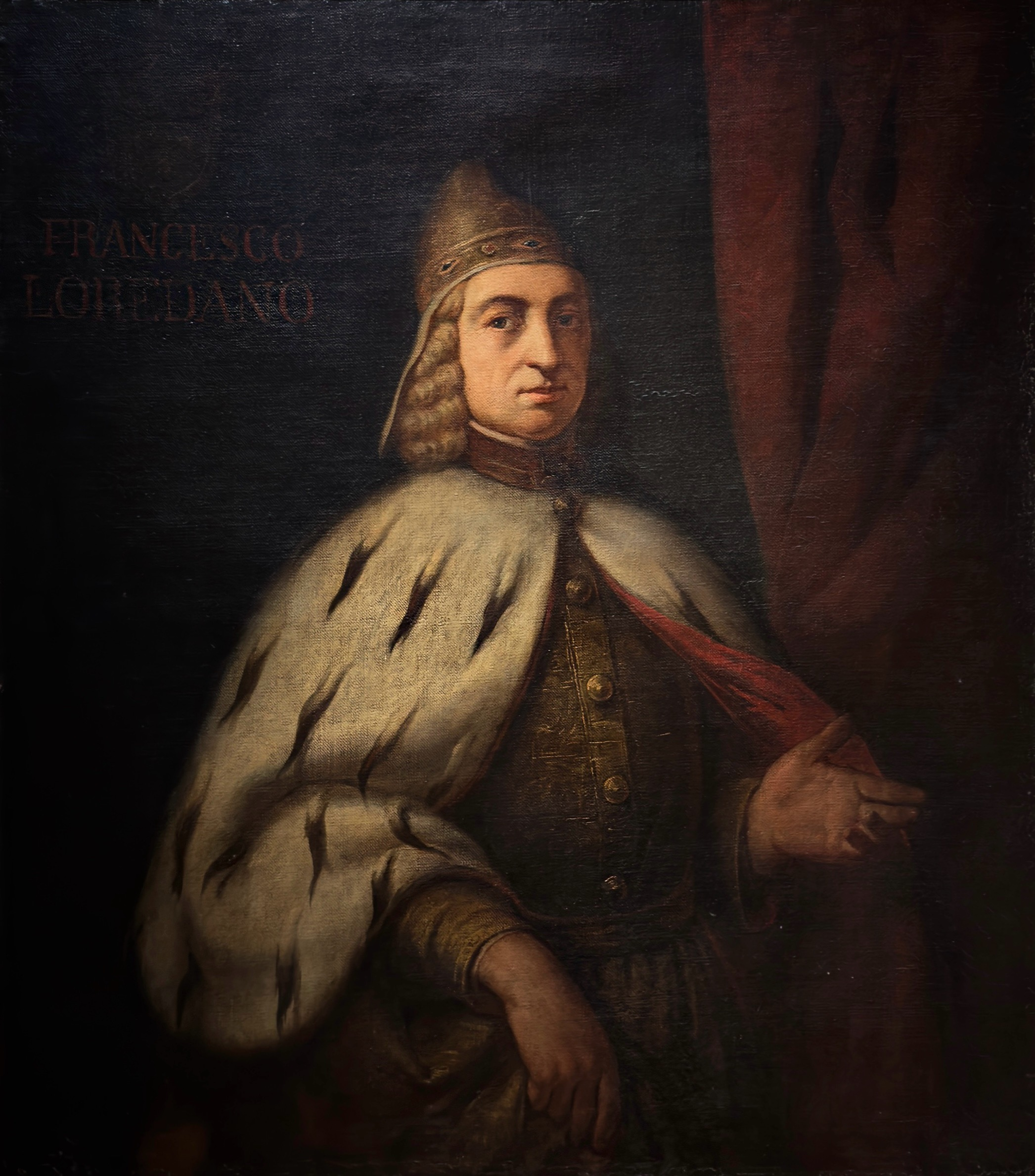
Ritratto del doge Francesco Loredan, oggi esposto negli appartamenti ducali di Palazzo Ducale, Venezia
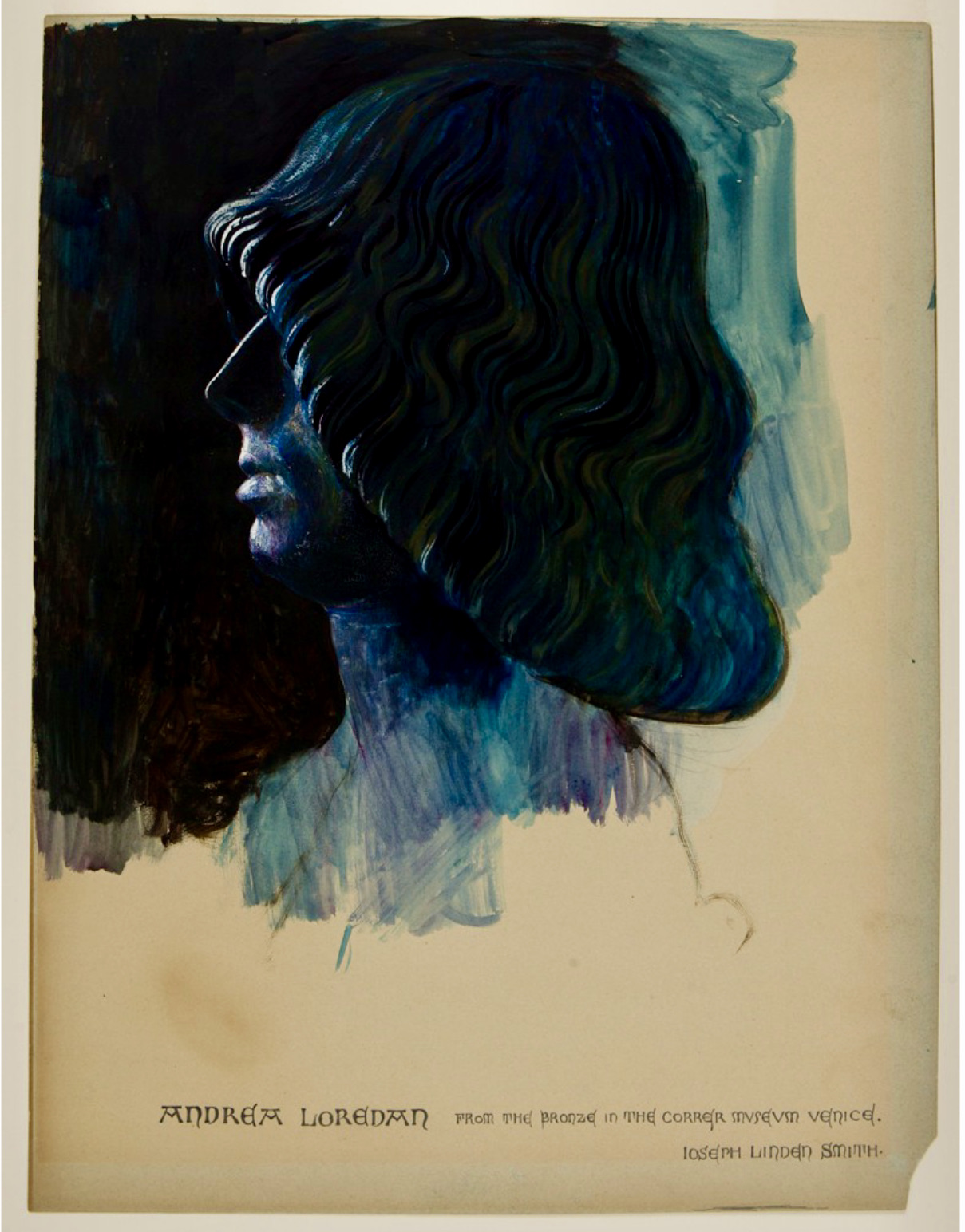
Ritratto laterale di Andrea Loredan, di Joseph Lindon Smith, Harvard Art Museums, ispirato al busto di Andrea Loredan di Antonio Rizzo del XV secolo.

#### Mecenatismo
Immortalato nei dipinti di numerosi artisti rinomati, Leonardo Loredan è una delle figure più facilmente riconoscibili del Rinascimento italiano. Tuttavia, si sa relativamente poco del suo mecenatismo artistico durante quest’epoca cruciale nella storia dell’arte. Inoltre, rimane ancora molto da esplorare riguardo all’ampia gamma di imprese artistiche realizzate per la famiglia allargata del doge, molte delle quali si sovrapposero a quelle promosse direttamente da Leonardo. Questo vale in particolare per Andrea Loredan, cugino di Leonardo e uno dei più importanti collezionisti d’arte del tempo. È certo, tuttavia, che il mecenatismo dei Loredan — che abbracciava tanto l’ambito pubblico quanto quello privato, quello ufficiale, religioso e dinastico — fu un’impresa di enorme portata, intricatamente connessa, che adornò numerosi luoghi di Venezia e coinvolse quasi tutti i principali artisti attivi in città in quel periodo.

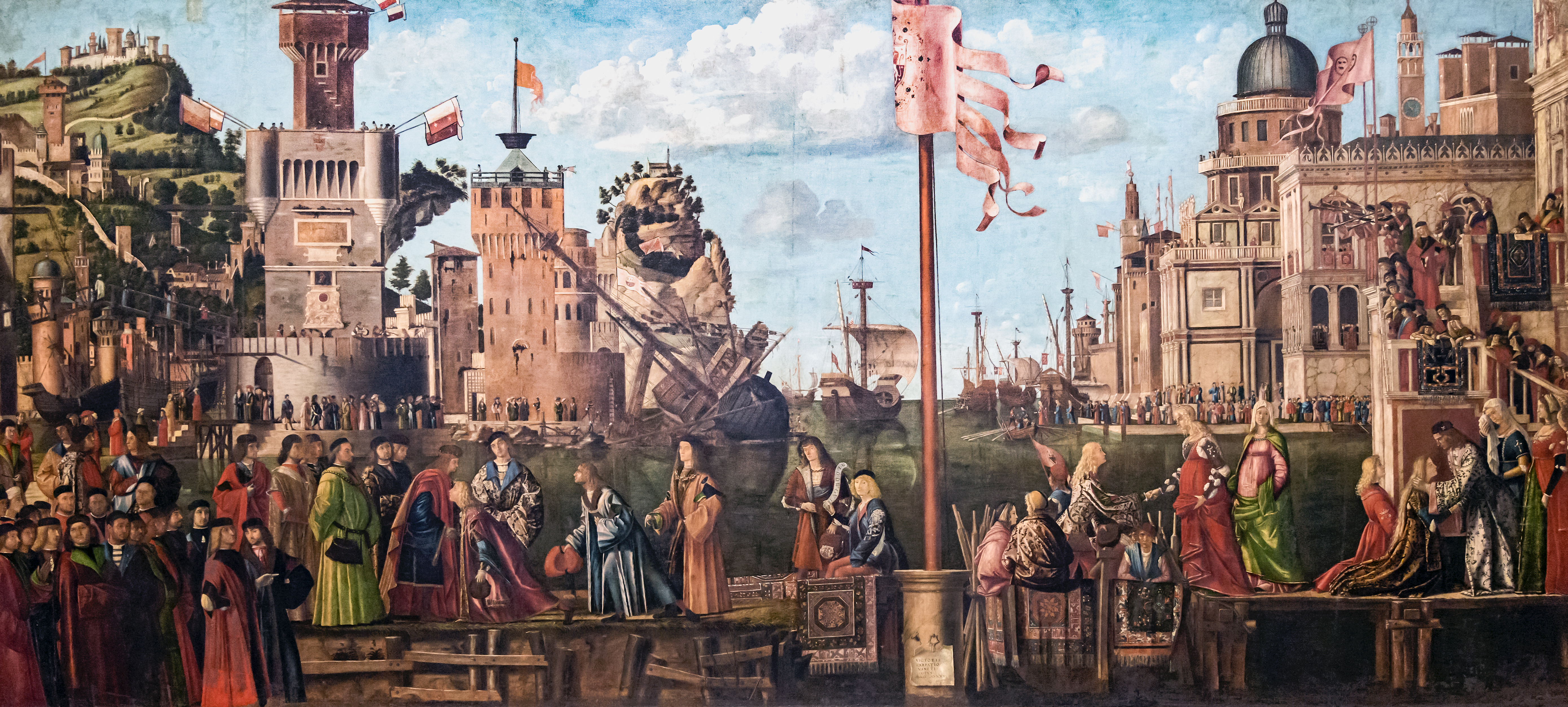
Incontro dei fidanzati e partenza per il pellegrinaggio, di Vittore Carpaccio, 1497, Gallerie dell'Accademia. Al centro, seduto su un parapetto, è Antonio Loredan, membro della Compagnia della Calza e committente dell'opera.

Tra le opere d’arte più celebri commissionate dalla famiglia figura le Storie di Sant’Orsola, una serie di grandi teleri realizzati dal maestro del Rinascimento veneziano Vittore Carpaccio. Originariamente concepiti per la Scuola di Sant’Orsola, posta sotto il patronato della famiglia, i dipinti sono oggi esposti alle Gallerie dell’Accademia di Venezia. La serie fu commissionata da Antonio Loredan, che appare raffigurato in diverse scene, sebbene le opere siano state realizzate ben dopo la sua morte.

La famiglia fu inoltre tra le prime a scoprire i talenti di Tiziano, Giorgione e Sebastiano del Piombo. Il primo capolavoro di Tiziano, La fuga in Egitto, dipinto quando aveva appena 18 anni, fu commissionato da Andrea Loredan ed era destinato al portico del nuovo palazzo di Andrea sul Canal Grande, oggi noto come Ca’ Loredan Vendramin Calergi. Analogamente, la prima opera di Sebastiano del Piombo, Il giudizio di Salomone, fu commissionata circa nello stesso periodo, anch’essa con lo scopo di decorare il nuovo palazzo dei Loredan.

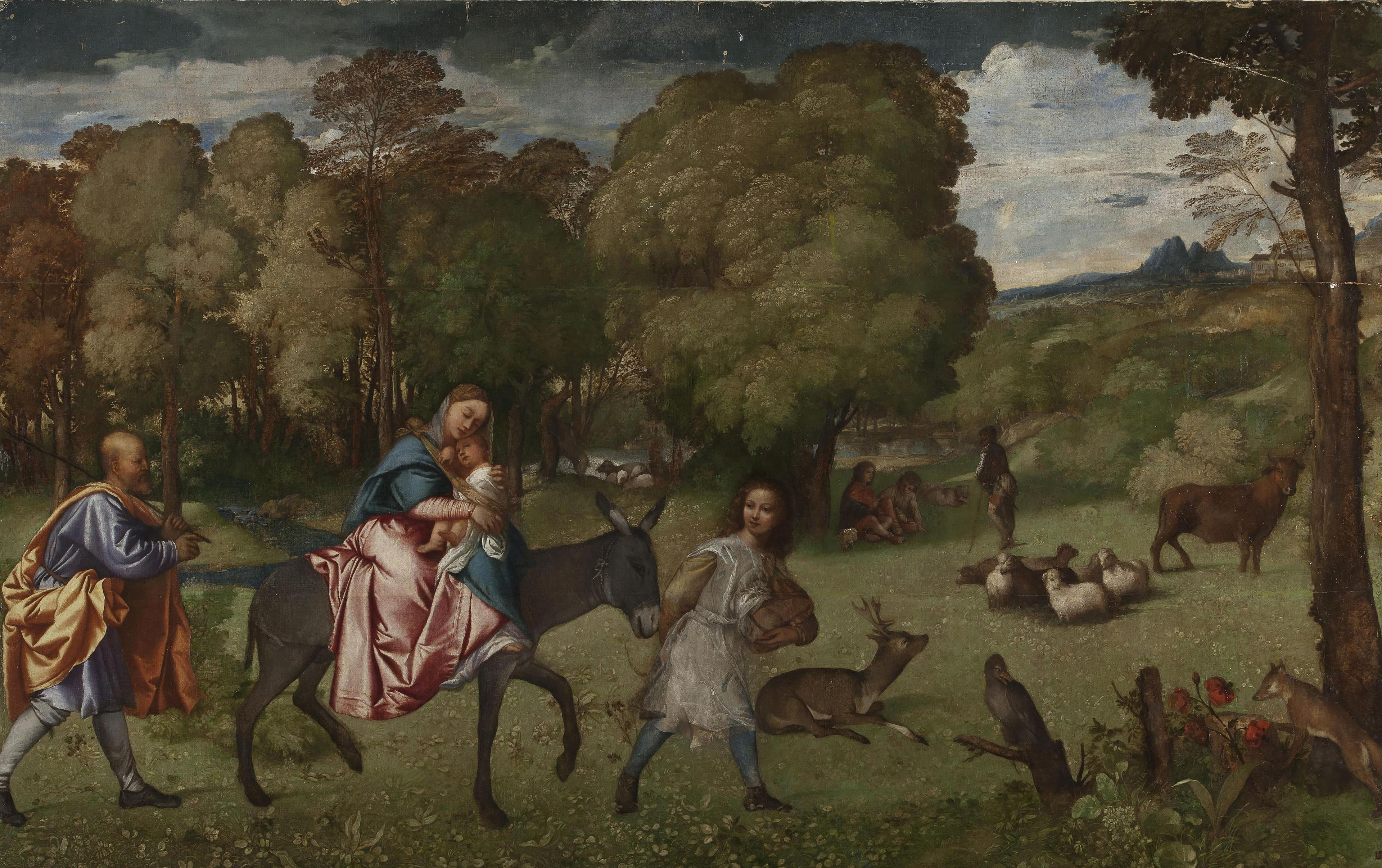
La fuga in Egitto, di Tiziano, 1508, Museo dell'Ermitage, San Pietroburgo
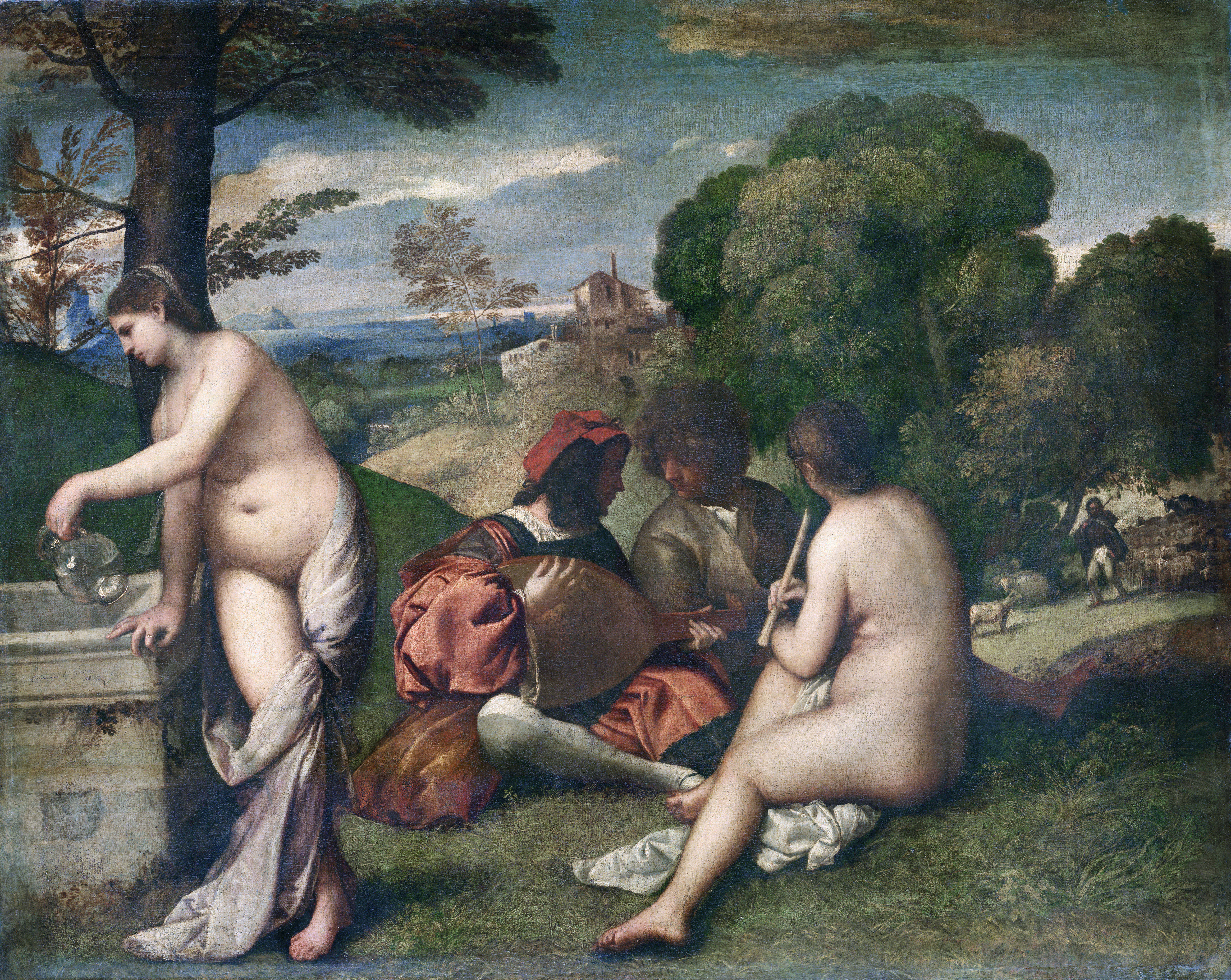
Concerto campestre, di Tiziano o Giorgione, 1509, Museo del Louvre, Parigi
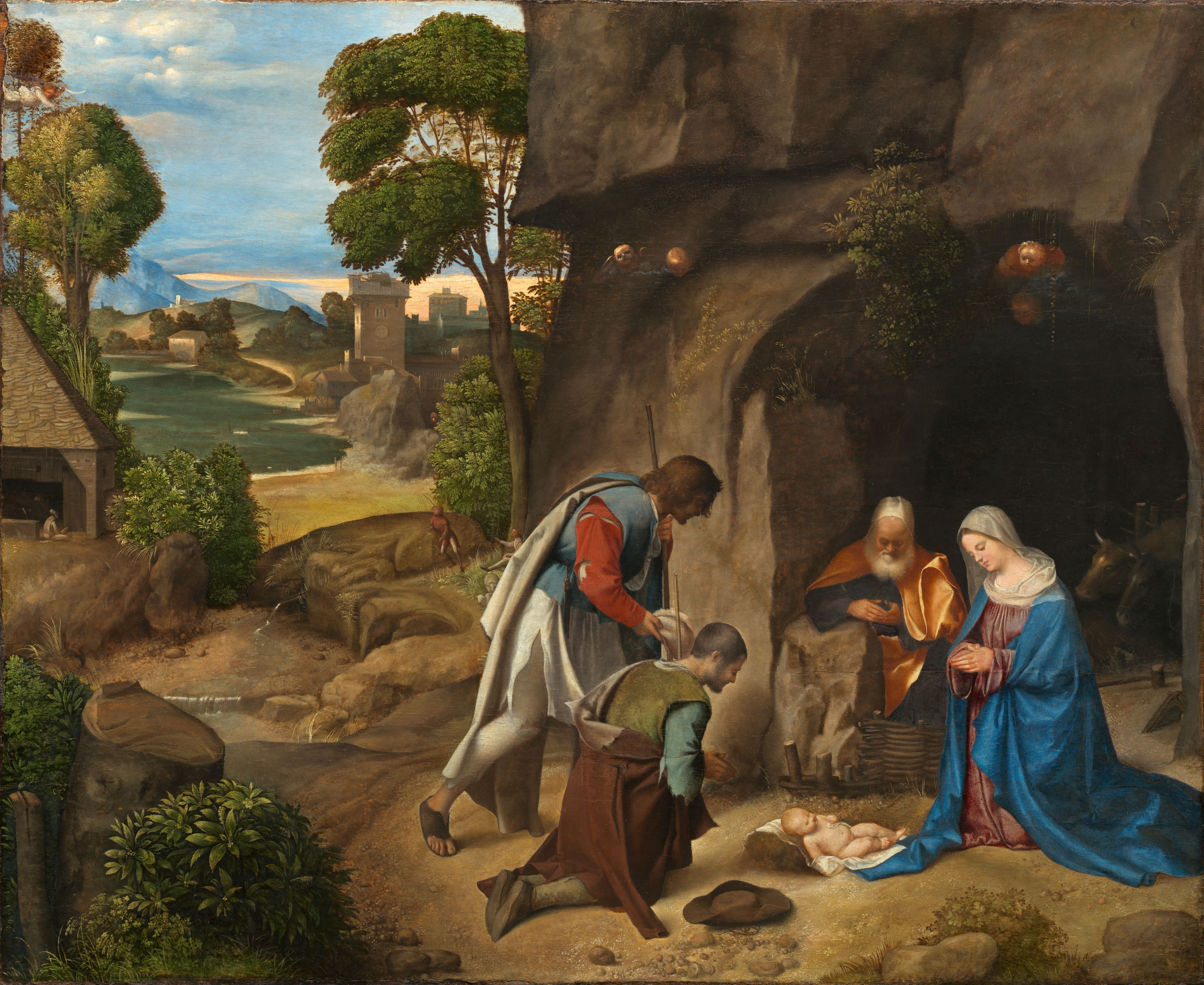
Adorazione dei pastori, di Giorgione, c. 1505–1510, National Gallery of Art, Washington, D.C.
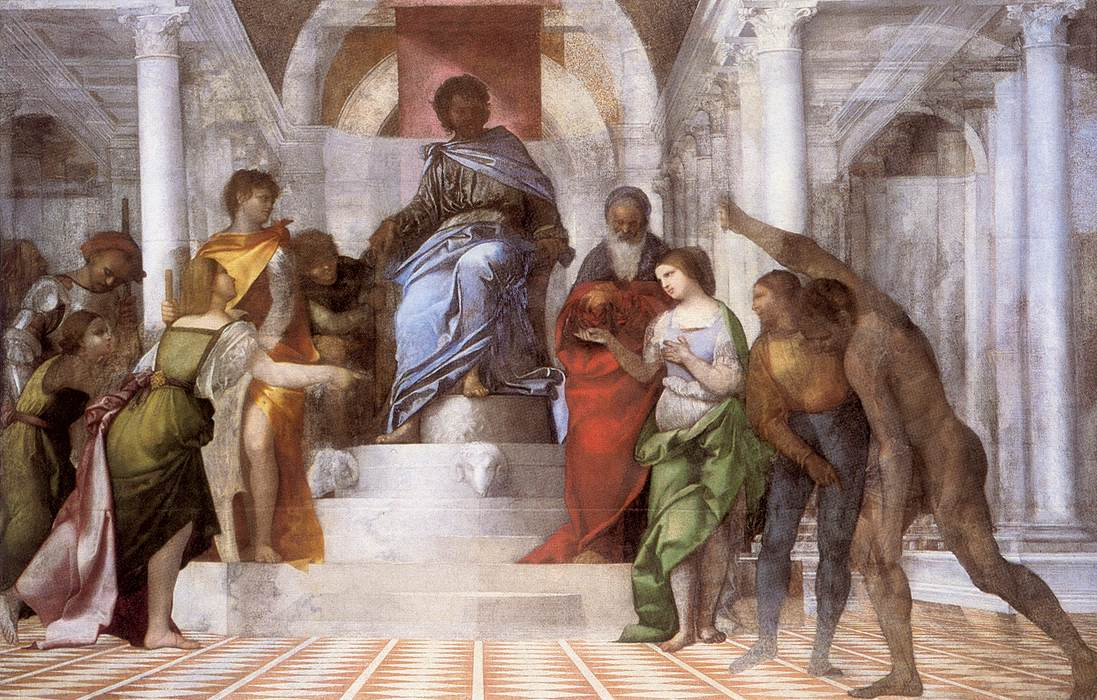
Giudizio di Salomone, di Sebastiano del Piombo, c. 1505–1510, Kingston Lacy (National Trust), Dorset

### Impatto sul folklore regionale

#### Corsa ad anello

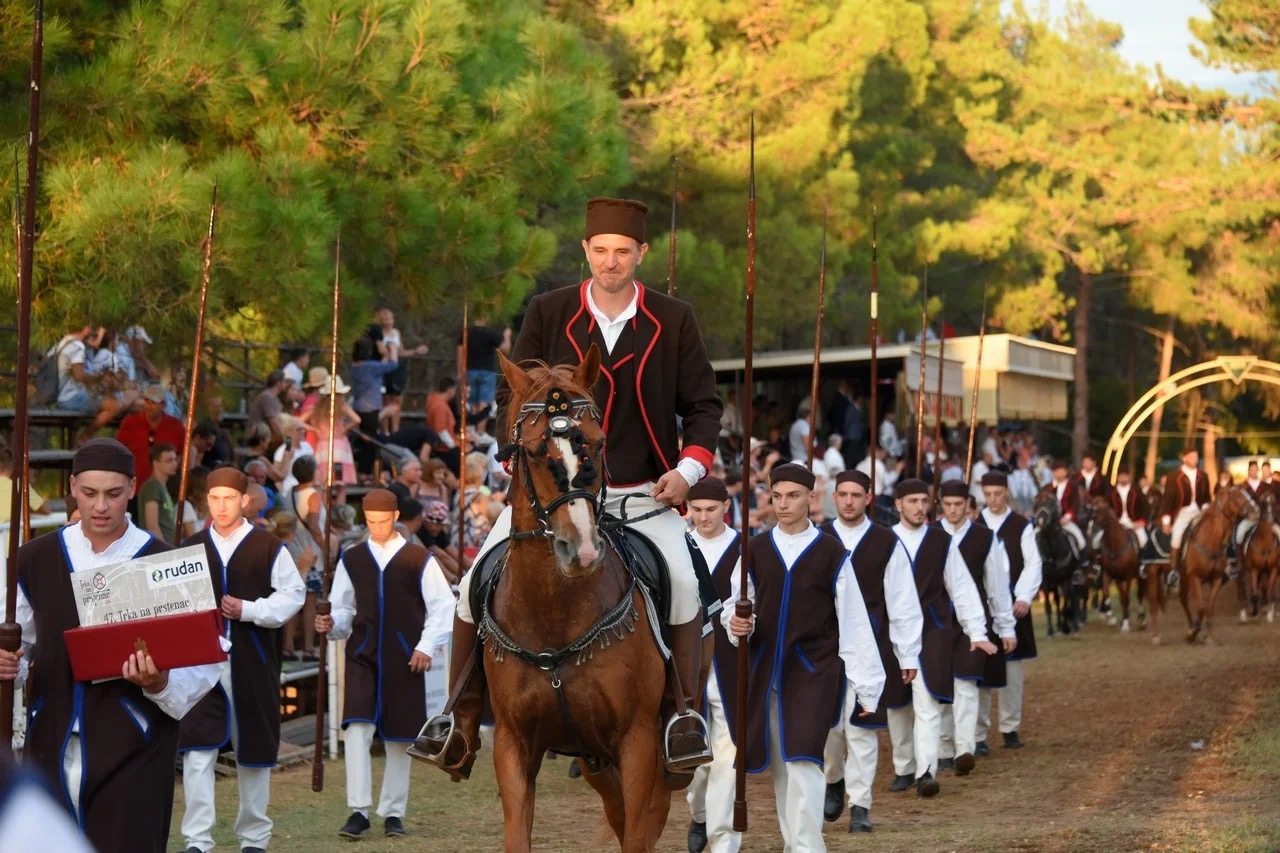
Uno dei cavalieri della Corsa ad anello, 2022.

La Corsa ad anello (in croato: Trka na Prstenac) è una tradizionale competizione equestre che si tiene ogni anno ad agosto nella cittadina di Barbana, in Istria, Croazia, una delle antiche proprietà della famiglia Loredan. Le sue origini risalgono al XVII secolo, quando, durante la fiera locale della Pentecoste, il 10 giugno 1696, Francesco Loredan, signore feudale di Barbana, organizzò una gara cavalleresca di tiro all’anello. Si ritiene che la competizione sia stata istituita per rafforzare i valori cavallereschi, incoraggiare la lealtà verso Venezia e promuovere l’intrattenimento pubblico. All’epoca, la corsa continuava a essere organizzata ogni anno sotto il patrocinio dei signori Loredan e potrebbe essere stata ispirata a tornei simili tenuti a Venezia o nelle città dalmate. La competizione serviva anche come forma di addestramento militare e di celebrazione locale della fedeltà feudale verso i Loredan.
La corsa, modellata sui tornei cavallereschi medievali, si svolge ancora oggi. Cavalieri in costumi tradizionali galoppano a tutta velocità verso un anello metallico (prstenac), sospeso su un filo, tentando di infilzarne il centro con una lancia. L’anello è suddiviso in sezioni con diversi punteggi, e l’obiettivo è ottenere il maggior numero di punti in tre tentativi. L’evento è una grande festa culturale, accompagnata da sfilate, danze popolari, musica, artigianato locale e cibo tradizionale. Resta una delle manifestazioni più importanti dell’identità e del patrimonio istriano. Nel 2024, vi ha partecipato anche il Presidente della Repubblica di Croazia.

### Nella cultura popolare

Il doge Francesco Loredan e Giacomo Casanova in Casanova (2005).

Francesco Loredan fu interpretato da Tim McInnerny (nel ruolo di “Il Doge”) nel film romantico americano Casanova del 2005, liberamente ispirato alla vita del celebre avventuriero e scrittore Giacomo Casanova, che fu imprigionato nei Piombi durante il governo di Loredan nel 1755 per offesa alla religione e al comune senso del pudore.
Leonardo Loredan apparve come uno dei personaggi del videogioco d’azione e avventura Assassin’s Creed II, pubblicato nel 2009. Ambientato all’apice del Rinascimento italiano, il gioco presenta anche altri personaggi storici dell’epoca, tra cui Leonardo da Vinci, Niccolò Machiavelli, Caterina Sforza, Bartolomeo d'Alviano, la famiglia Medici, la famiglia Pazzi, la famiglia Barbarigo e Papa Alessandro VI.

### MVLoredan

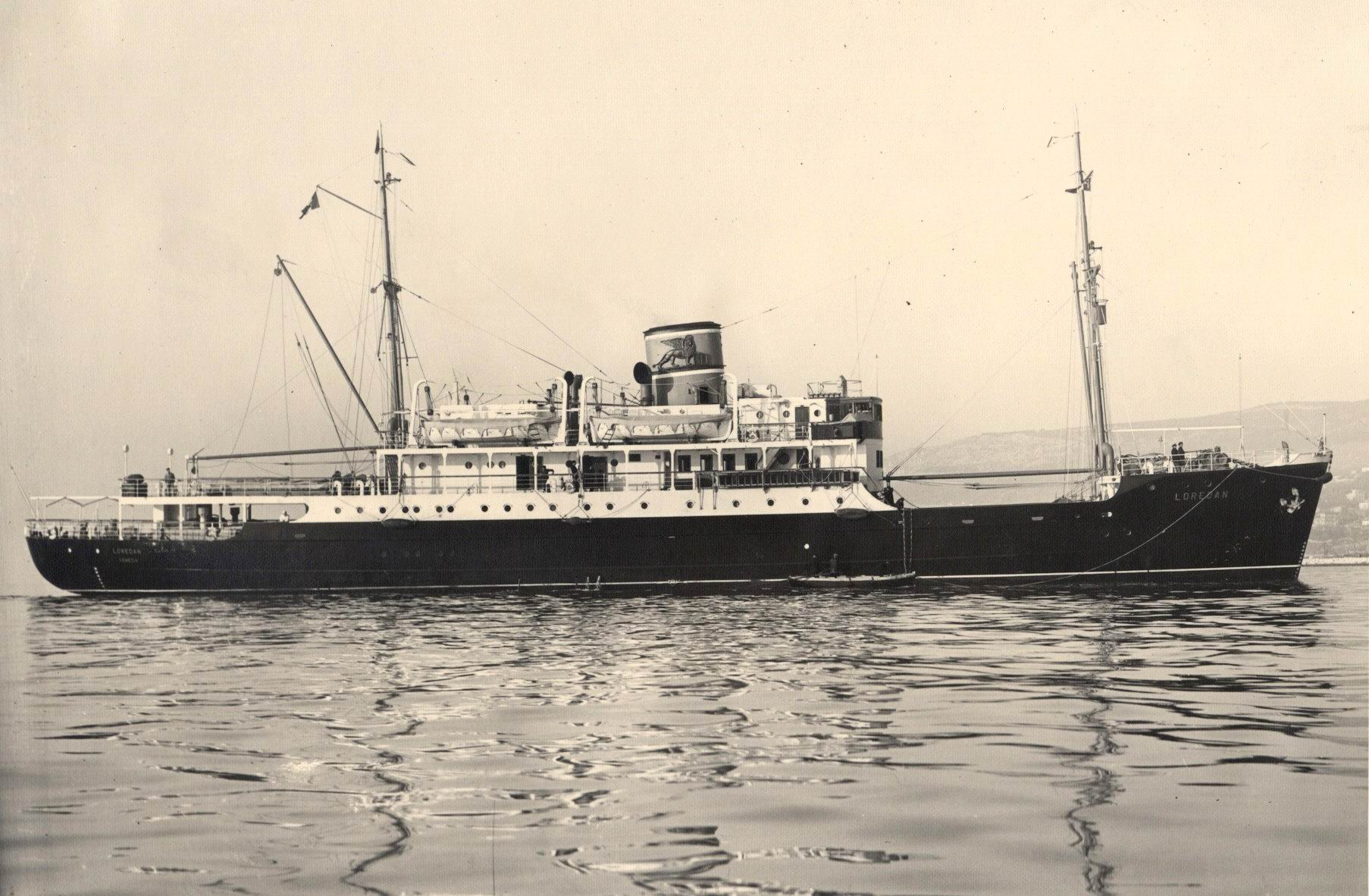
La MV Loredan, con il Leone di San Marco visibile sul fumaiolo.

La MV Loredan fu una motonave mista italiana e un incrociatore ausiliario della Regia Marina durante la Seconda guerra mondiale, intitolata in onore dei numerosi ammiragli della famiglia Loredan.
Costruita nel 1936 a Monfalcone, inizialmente prestò servizio come nave da trasporto civile su varie rotte del Mare Adriatico. Nel 1941 fu iscritta nei registri della Regia Marina come incrociatore ausiliario. In ventuno mesi di servizio, compì un totale di 193 missioni, costituite principalmente da scorte nel Mar Tirreno.
Il 10 aprile 1943 salpò dal porto di Cagliari come scorta a un piccolo convoglio diretto all’arcipelago di La Maddalena. Poco dopo la partenza, il convoglio fu individuato dal sommergibile britannico HMS Safari, che lanciò siluri contro le navi italiane, affondando la Loredan con quasi tutto il suo equipaggio.
Il relitto della Loredan giace sul fianco sinistro, con la poppa gravemente danneggiata, a una profondità compresa tra i 52 e i 67 metri, sul fondale del Golfo di Cagliari, a 39°08' N e 9°23' E. Oggi è una meta frequente per le immersioni.
Una nuova nave da carico Loredan fu successivamente costruita nel 1946 e demolita nel 1971.

## Curiosità

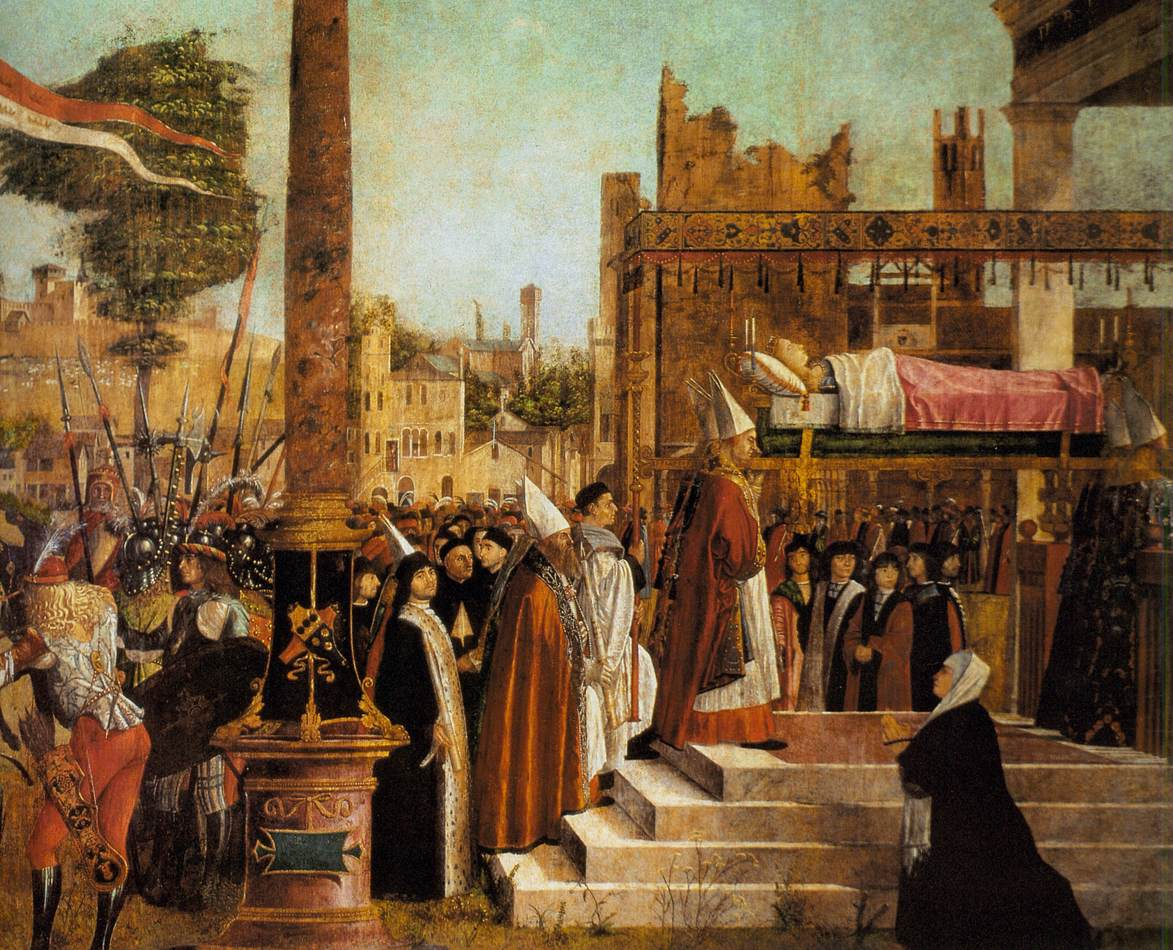
Martirio dei pellegrini e funerali di sant'Orsola, di Vittore Carpaccio, 1497, Gallerie dell'Accademia, Venezia. La figura inginocchiata è Madonna Maria Eugenia Caotorta Loredan, morta nel 1493. La firma dell'artista e la data si trovano su un cartiglio alla base della colonna che porta lo stemma Loredan incrociato con un altro, forse dei Caotorta.

- Il più antico documento conosciuto che menziona la famosa gondola veneziana è un privilegio ducale a favore dei Loredan datato 1094: "Gondulam vero nullam nobis nisi libera voluntate vestra factura estis" ("Ma non ci costruirete una gondola se non per vostra libera volontà").[45]
- Nel 1316, Zanotto Loredan si ammalò gravemente, tanto che si pensò fosse morto, e fu portato nella Chiesa di San Maffio a Murano per la sepoltura. Dopo il rito funebre, mentre stavano per deporre il corpo nella tomba, qualcuno notò che il colore del suo viso era cambiato. Fu portato all’ospedale del convento, riscaldato e si riprese. In seguito, visse normalmente, si sposò ed ebbe figli.[46]
- Nel 1410, Andrea Loredan, che era conte di Drivasto, saccheggiò la città di tutto il denaro e scomparve con esso. La Signoria lo condannò in absentia poco dopo.[47]
- Nella battaglia di Motta del 1412, Pietro Loredan contribuì alla decisiva vittoria veneziana contro l'Ungheria bruciando astutamente i ponti intorno all’accampamento veneziano, impedendo così ai soldati in fuga di scappare durante un improvviso assalto ungherese.[48] Questa decisione calcolata cambiò completamente le sorti dello scontro, riportando i veneziani in combattimento e garantendo loro la vittoria.[49] Dopo la battaglia, Pietro ordinò il bombardamento di Motta, costringendo gli Ungheresi alla resa della città.[50]
- Nella battaglia di Gallipoli del 1416, Pietro Loredan guidò la flotta veneziana alla vittoria sugli Ottomani, pur essendo stato ferito da una freccia sotto l’occhio e il naso, da un’altra che gli trafisse la mano sinistra e da diverse altre con minori conseguenze.[51] Dopo la battaglia, catturò 1.100 soldati ottomani, la maggior parte dei quali venne poi venduta come schiavi.[52]
- Nel 1423, quando Pietro Loredan perse l’elezione a doge contro il suo acerrimo rivale Francesco Foscari, due delle sue figlie, Maria e Marina, furono deliberatamente date in sposa a Francesco Barbaro ed Ermolao Donà, entrambi oppositori di Foscari. Inoltre, quando Foscari propose un matrimonio tra sua figlia e un figlio di Loredan, la proposta fu rifiutata.[53]
- Nel 1500, il Senato veneziano accusò Vincenzo Loredan e altri tre nobili di essere entrati ripetutamente di notte nel Monastero delle Vergine per dormire con alcune monache. Questi incontri continuarono per anni senza essere scoperti o puniti.[54]
- Il Ritratto del doge Leonardo Loredan di Giovanni Bellini (1501) è significativo perché fu il primo ritratto frontale di un sovrano italiano. In precedenza, i ritratti frontali erano riservati alle figure sacre, mentre i mortali venivano ritratti di profilo per indicare la loro incompletezza spirituale.[55]
- Durante il dogado di Leonardo Loredan, nel 1507, si verificò l’episodio del Fornaretto di Venezia, la storia di un giovane panettiere ingiustamente condannato a morte per un omicidio mai commesso.[56] Il racconto popolare trovò ampia diffusione anche fuori Venezia dopo la pubblicazione nel 1846 del dramma storico in 5 atti di Francesco Dall'Ongaro, che ne riprende le vicende.
- Al culmine della guerra della Lega di Cambrai, con le risorse veneziane in declino, il doge Leonardo Loredan diede l’esempio inviando alla Zecca tutti i suoi piatti d’oro e d’argento, nonché i gioielli della sua defunta moglie, affinché venissero fusi per finanziare la difesa della Repubblica.[57] Nel suo discorso al Maggior Consiglio, descritto come un modello di patriottismo ed eloquenza e accolto con entusiasmo, invitò anche gli altri nobili a contribuire quanto più possibile alle spese di guerra.[58]
- Nell’iscrizione latina sulla tomba del doge Leonardo Loredan, l’anno della sua morte è erroneamente scritto come MDXIX (1519) invece di MDXXI (1521).

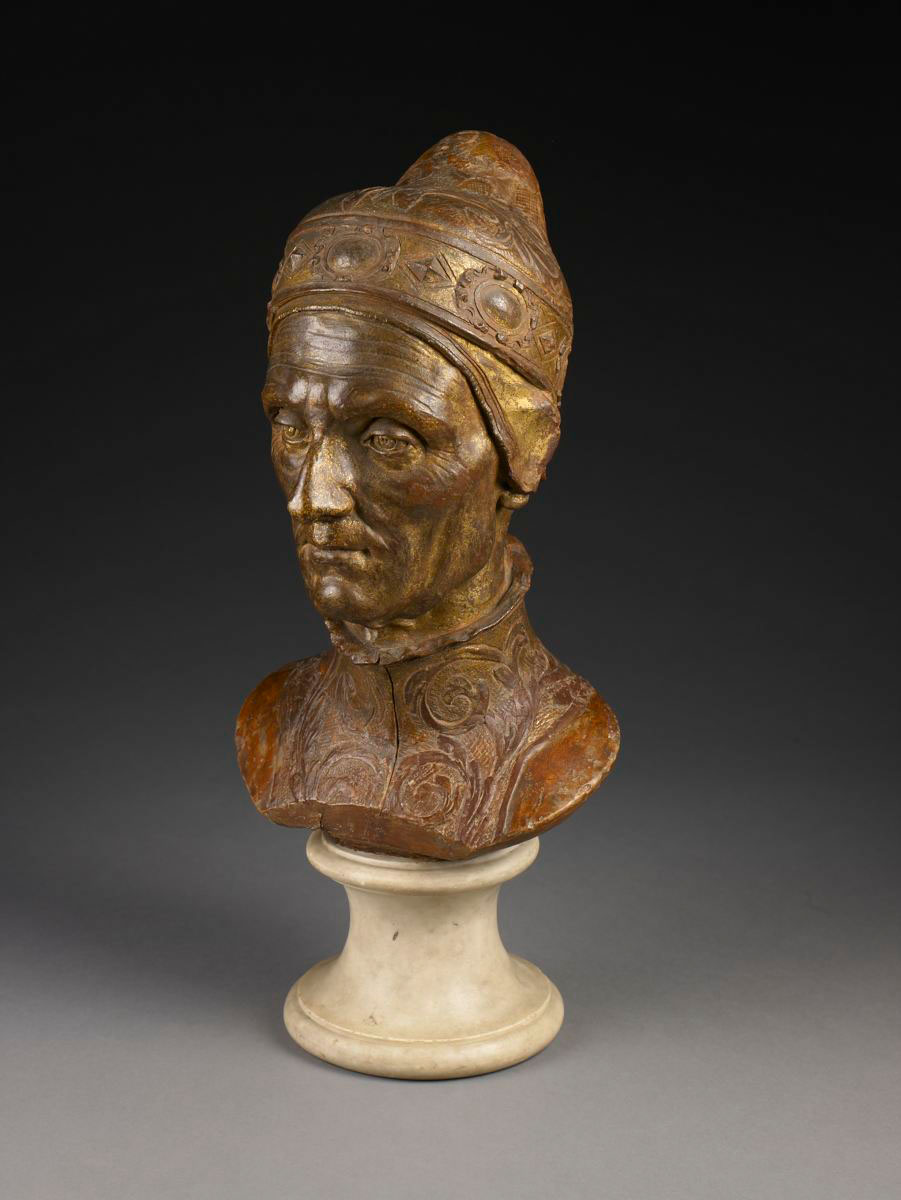
Busto del doge Leonardo Loredan, di Danese Cattaneo, XVI secolo, Birmingham Museum of Art, Birmingham

- Alla morte del doge Pietro Loredan nel 1570, il popolo veneziano cantava: "Gioite, gioite! È morto il Doge che ci ha dato il miglio nel pane!" e "Viva i nostri santi e signori di nobile schiatta, morto è il Doge che ci portò la disfatta!"[59], riferendosi ai suoi tentativi di affrontare la carestia del 1569-1570 introducendo il pane di miglio, misura per cui fu ritenuto personalmente responsabile della fame.[60]
- Un'altra teoria sulla morte di Pietro Loredan sostiene che, anziché essere colpito da una malattia, morì pacificamente nella sua villa nell’Italia orientale. Mentre veniva nutrito con uva dai suoi servitori, la sua amante gli rivolse la parola, facendogli soffocare un acino d'uva. I tentativi di rimuoverlo dalla gola furono vani.
- Nel 1598 avvenne un episodio che diede origine alla leggenda del Fantasma di Fosco Loredan.[61] Per un impeto di gelosia nei confronti della moglie Elena, che attirava molti corteggiatori, Fosco Loredan la decapitò al Campiello del Remèr.[62] Il doge Marino Grimani, suo zio, lo condannò a camminare fino a Roma portando sulle spalle il corpo mutilato per chiedere perdono al Papa, l’unico che poteva assolvere un nobile del suo rango.[63] Dopo aver ascoltato la storia, Papa Clemente VIII si rifiutò di riceverlo. Fosco, disperato, tornò a Venezia e si annegò nel Canal Grande. Si dice che, nell'anniversario dell'uccisione della moglie, il suo fantasma vaghi per le strade di Venezia in cerca di pace.[64]
- La dogaressa Paolina Loredan decise di non apparire mai nelle cerimonie pubbliche per paura di essere derisa dal popolo a causa della sua corporatura imponente e del suo aspetto poco avvenente.[65] Portò in dote l’enorme somma di 26.000 ducati al momento del matrimonio con Carlo Contarini, il che gli permise di finanziare i suoi fastosissimi viaggi diplomatici e contribuì in modo significativo alla sua elezione a Doge. Dopo la loro morte, i busti ritratti di Paolina e del marito furono trasferiti sulla facciata della chiesa di San Vidal (sebbene senza menzionare i loro nomi), in violazione del severo divieto allora vigente di autocelebrazione dei Dogi negli spazi pubblici al di fuori delle chiese e degli ambienti privati.[66] Dopo il 1859, i resti umani della coppia andarono perduti nel corso della secolarizzazione e della ricostruzione.[67]
- Nel 1675, vicino a Palazzo Contarini-Sceriman, Leonardo Loredan fu trovato morto in una barca. La sua morte inspiegabile diede origine a molte voci, tra cui ipotesi di morte accidentale, omicidio da parte di parenti o degli Inquisitori di Stato.[46]
- Nel 1752, nonostante l’enorme quantità di denaro spesa da Francesco Loredan per le celebrazioni della sua elezione a doge, un sonetto composto per l’occasione lamentava risultati insufficienti, deridendo la musica e affermando che la “macchina” dei fuochi d'artificio aveva riferimenti funebri.[68]
- I Loredan furono una delle rare famiglie in cui la proprietà feudale poteva essere ereditata da una donna. Il loro feudo istriano di Barbana e Rachele era l’unico in Istria a consentire la trasmissione ereditaria femminile, permettendo alla famiglia di mantenerne la proprietà fino al 1869, un secolo dopo l’estinzione della linea maschile del ramo di Santo Stefano.[46]
- La nave MV Loredan, costruita nel 1936 e intitolata in onore dei numerosi ammiragli Loredan nella storia, fu silurata dal sottomarino britannico HMS Safari il 10 aprile 1943, a 10 miglia dalla costa della Sardegna, mentre trasportava merci da Cagliari all'arcipelago de La Maddalena, servendo come parte della Marina Militare Italiana durante la Seconda guerra mondiale.[69] La nave affondò immediatamente con quasi tutto il suo equipaggio.[70] Il relitto della Loredan giace sul lato sinistro, con la poppa gravemente danneggiata, a una profondità compresa tra 52 e 67 metri, sul fondale del Golfo di Cagliari, alle coordinate 39°08' N e 9°23' E. Oggi è una meta frequente per le immersioni subacquee.[71]
- Francesco Loredan è stato interpretato dall'attore Tim McInnerny nel film romantico del 2005 Casanova, liberamente ispirato alla vita del famoso avventuriero e scrittore Giacomo Casanova.
- Leonardo Loredan appare come uno dei personaggi nel videogioco d'azione e avventura del 2009 Assassin’s Creed II, insieme ad altre figure storiche del Rinascimento, tra cui Leonardo da Vinci, Niccolò Machiavelli, Caterina Sforza, Bartolomeo d'Alviano, la famiglia Medici, la famiglia Pazzi, la famiglia Barbarigo e Papa Alessandro VI.
- Il nome femminile Loredana, diffuso in Italia e Romania, deriva dal nome della famiglia Loredan.[72] Tra le persone celebri con questo nome figura anche la botanica e dogaressa di Venezia Loredana Marcello (1533-1572).

## Cantine vinicole

### Conte Loredan Gasparini

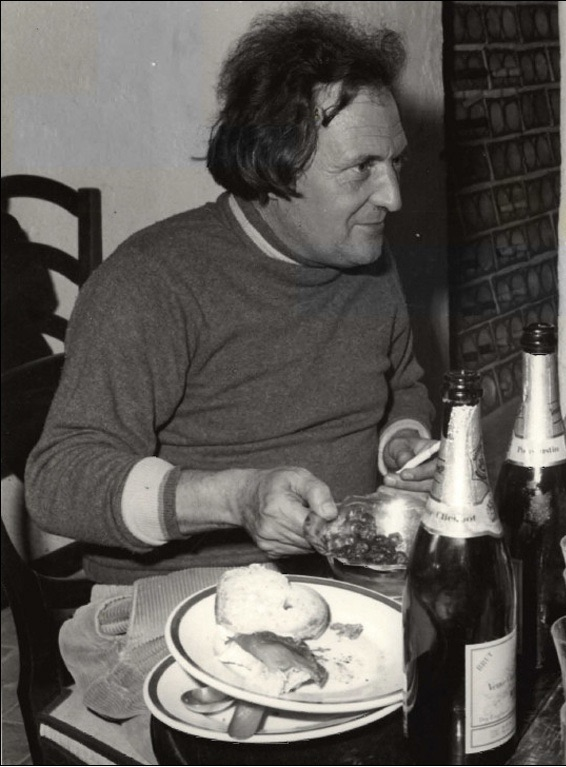
Il Conte Piero Loredan, fondatore della cantina Conte Loredan Gasparini.

La cantina Conte Loredan Gasparini è stata fondata negli anni ’50 dal Conte Piero Loredan, discendente del Doge di Venezia Leonardo Loredan, il quale scelse il territorio di Venegazzù per stabilire la propria residenza in una grandiosa villa palladiana – Villa Spineda Loredan.

La cantina si trova a Venegazzù di Volpago del Montello, in Veneto, nel cuore della Marca Trevigiana, una zona rinomata per la produzione di vini sin dal XVI secolo.

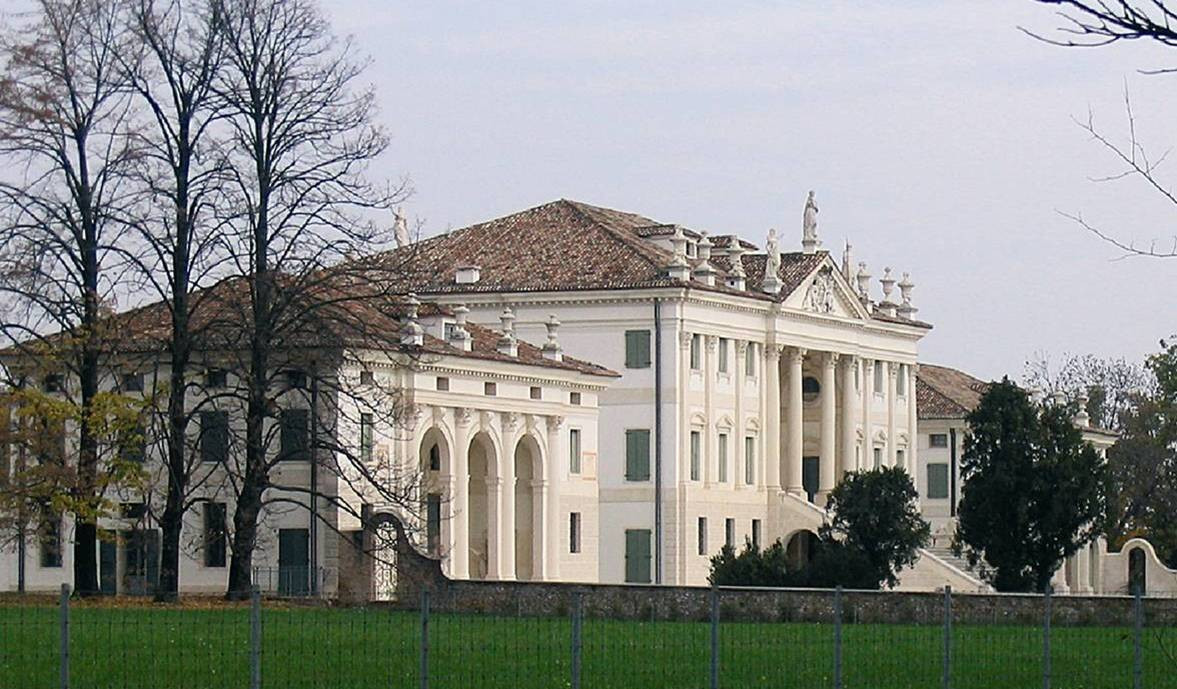
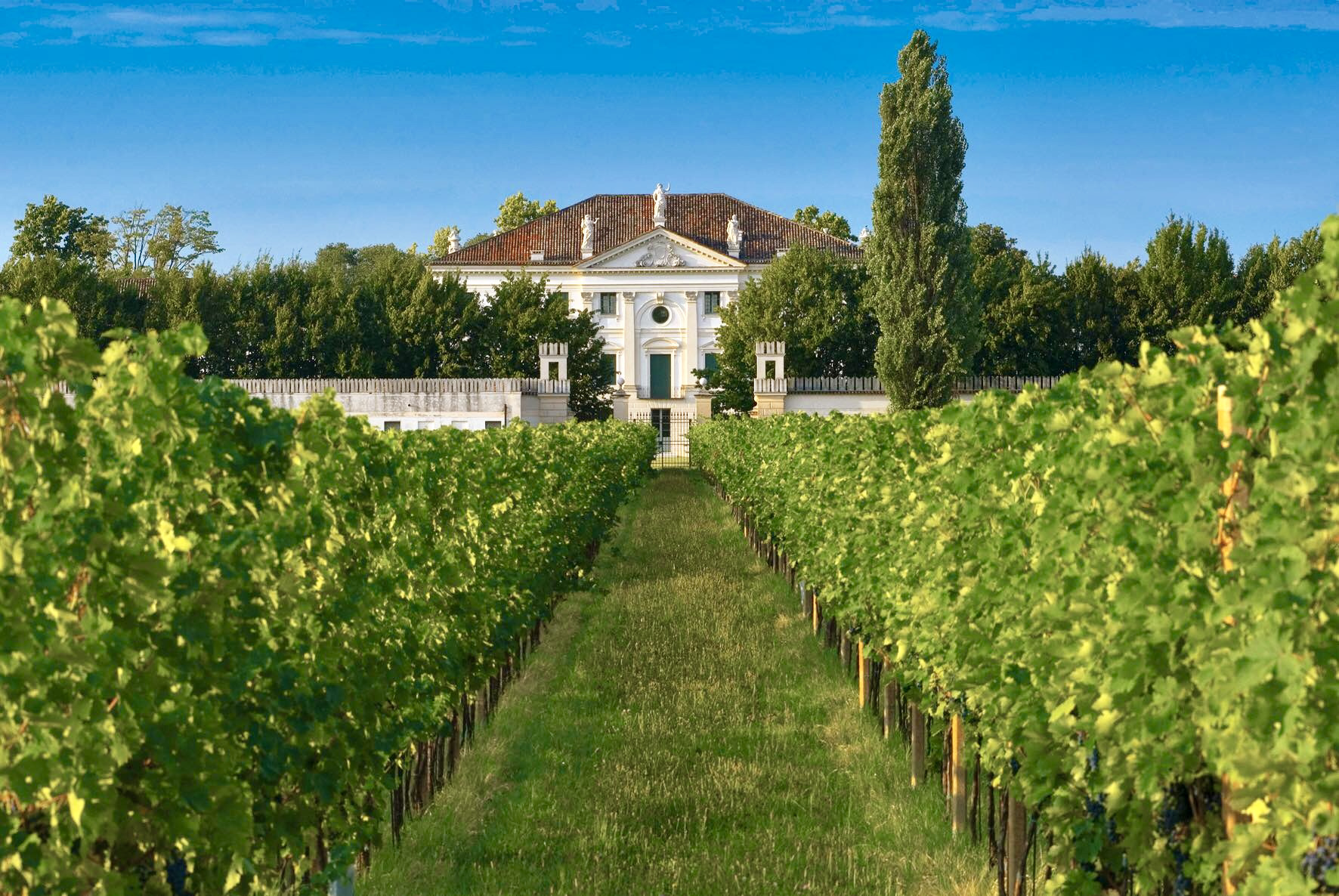
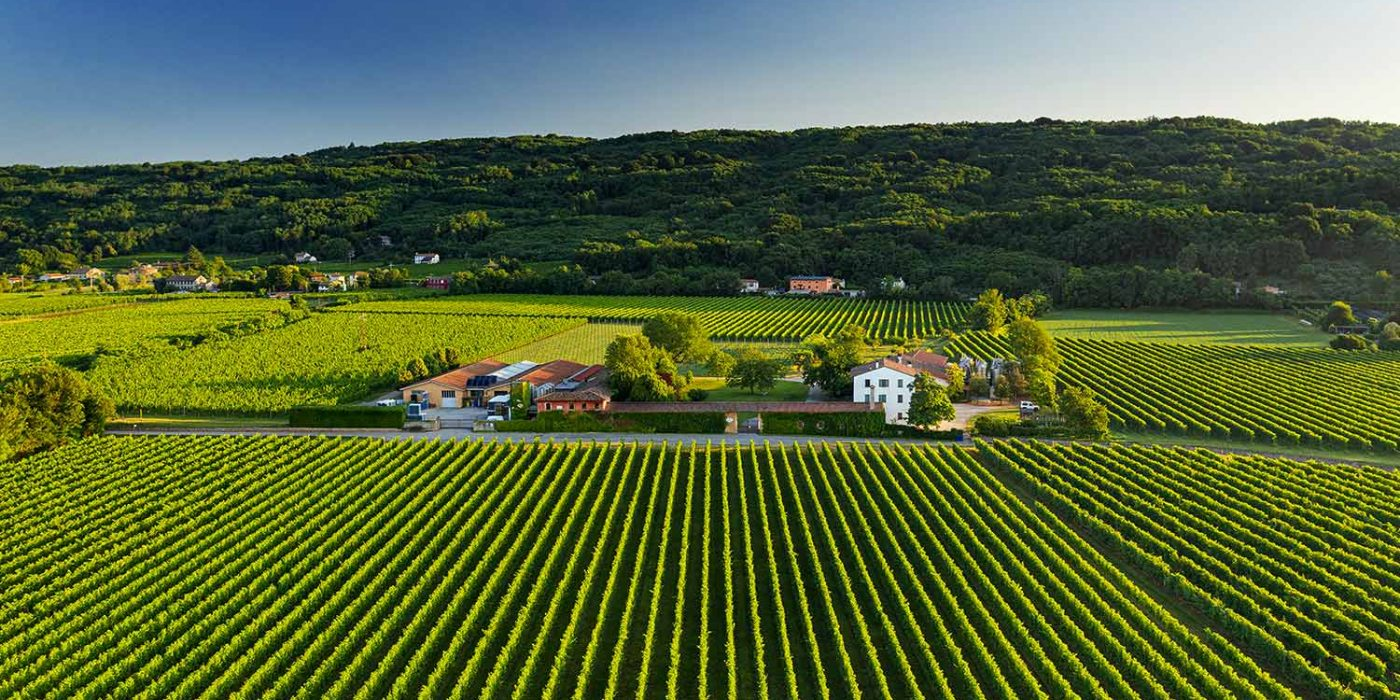
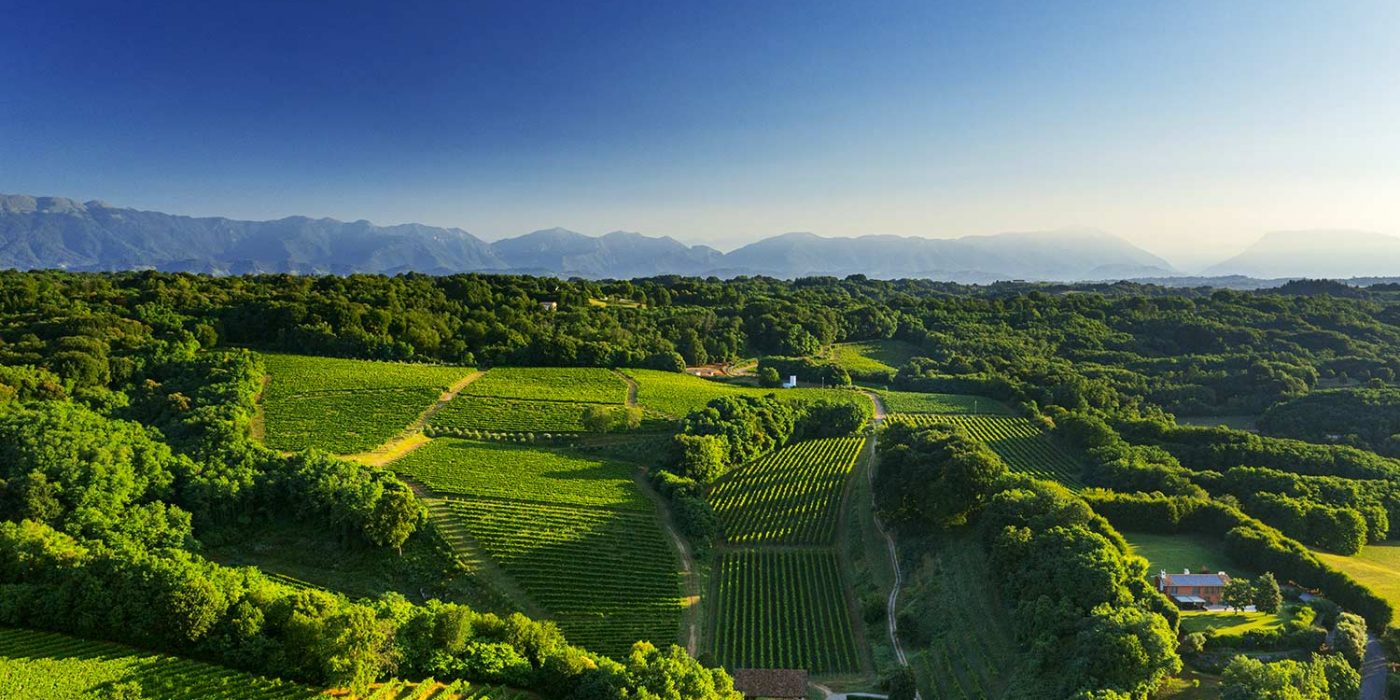

### Barchessa Loredan

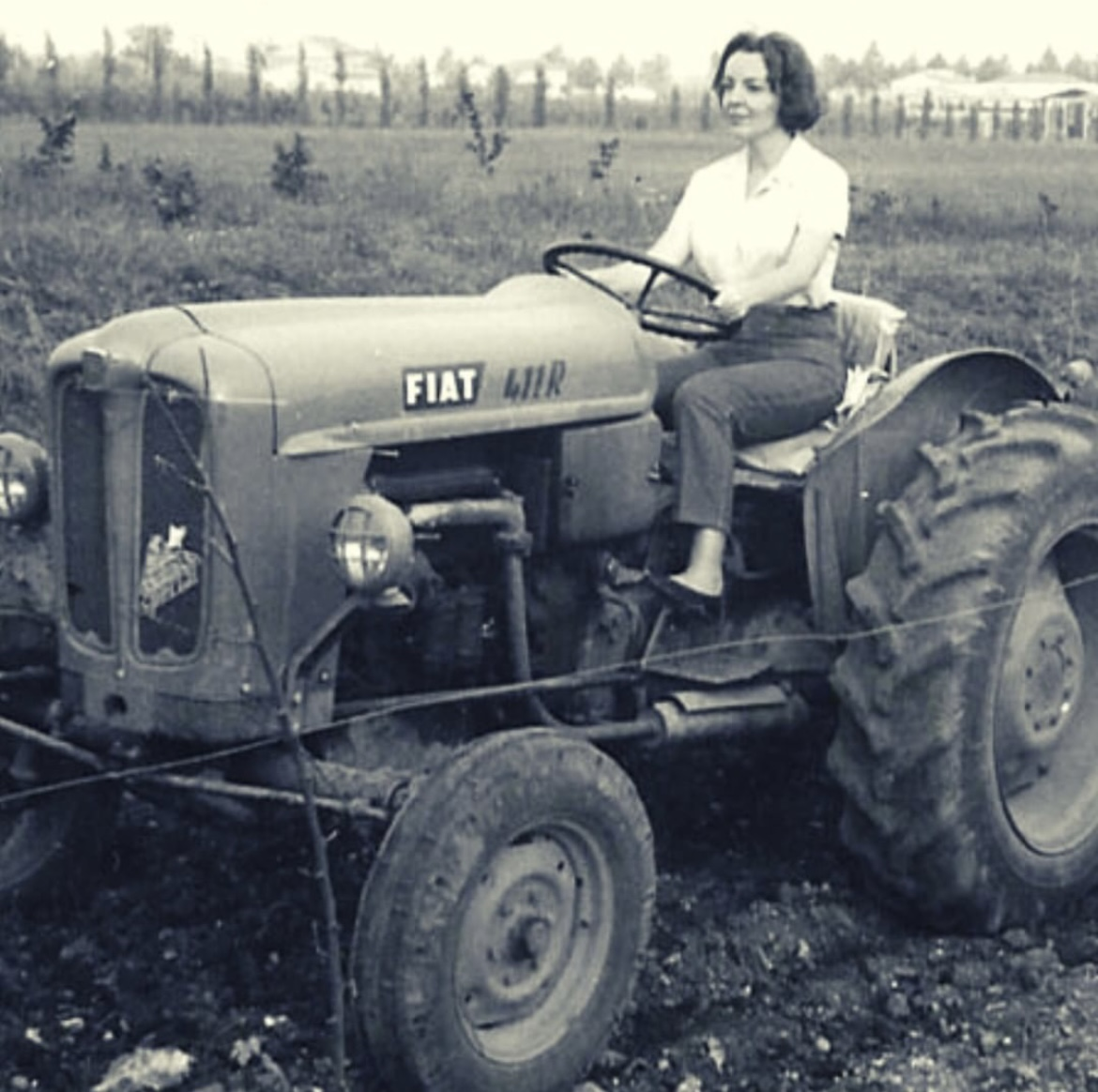
La Contessa Nicoletta Loredan negli anni ’60.

La cantina Barchessa Loredan si trova a Selva del Montello, all’interno di una barchessa palladiana del XVI secolo. È di proprietà della famiglia Loredan, che ha curato l’ultimo restauro.
Produce e commercializza direttamente i propri vini ottenuti da uve provenienti dalle denominazioni D.O.C. Montello e D.O.C.G. Asolo. L’azienda agricola si estende su una superficie di 50 ettari di vigneti nelle frazioni di Selva e Venegazzù, ed è gestita dalla Contessa Nicoletta Loredan Moretti degli Adimari, che la fondò negli anni ’60. La Barchessa, circondata dai vigneti, è ben visibile anche dalla strada statale Schiavonesca (Montebelluna – Conegliano), alla quale è collegata da un lungo viale di noccioli secolari.
La Barchessa Loredan è un magnifico esempio di architettura palladiana. La residenza nobiliare fu costruita nel XVI secolo; in origine faceva parte di un vasto complesso che comprendeva anche una grande villa, distrutta nel 1840.
Dell’antico complesso rimangono la maestosa Barchessa, i cancelli d’ingresso e parte del muro di cinta. L’edificio è composto da nove arcate con chiave di volta a voluta, incorniciate da lesene doriche che sorreggono un fregio modanato che si estende su tutto il piano terra.

Sopra il portico si eleva il primo piano, con una vastissima mansarda, perfettamente restaurata, nella quale sono custoditi i ricordi più significativi della famiglia Loredan.

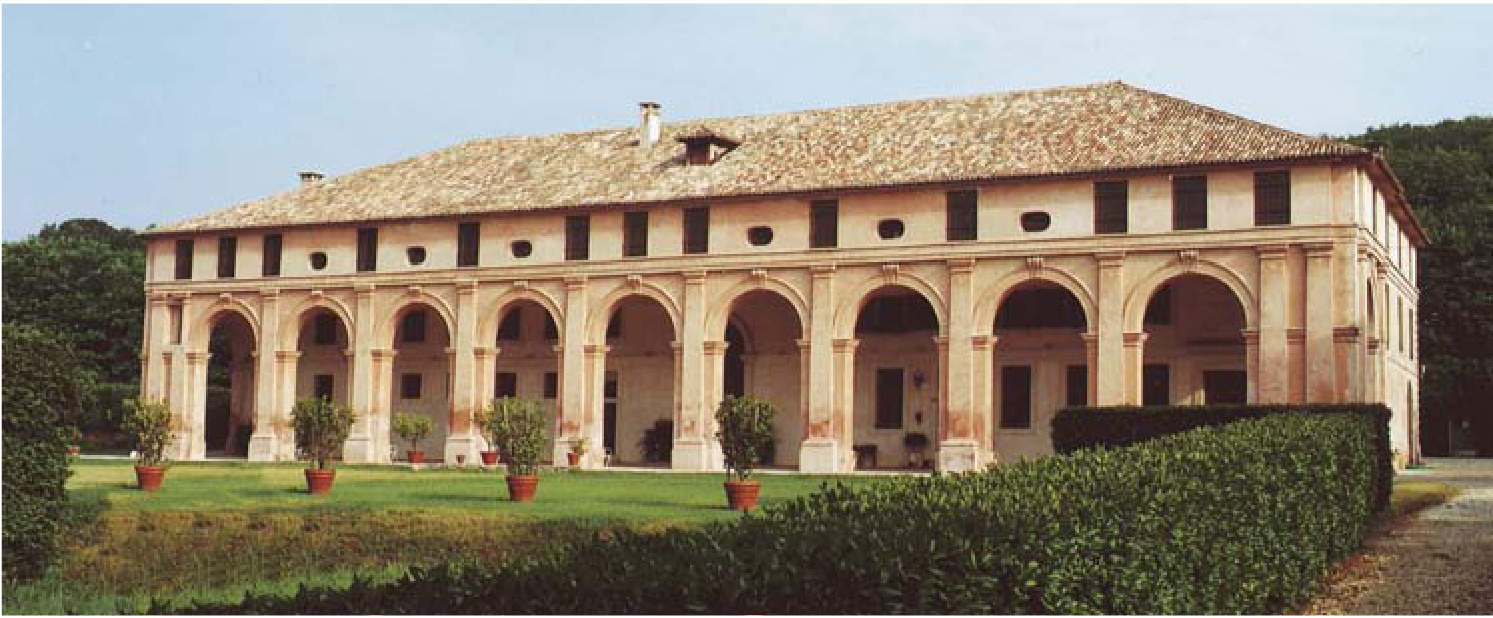
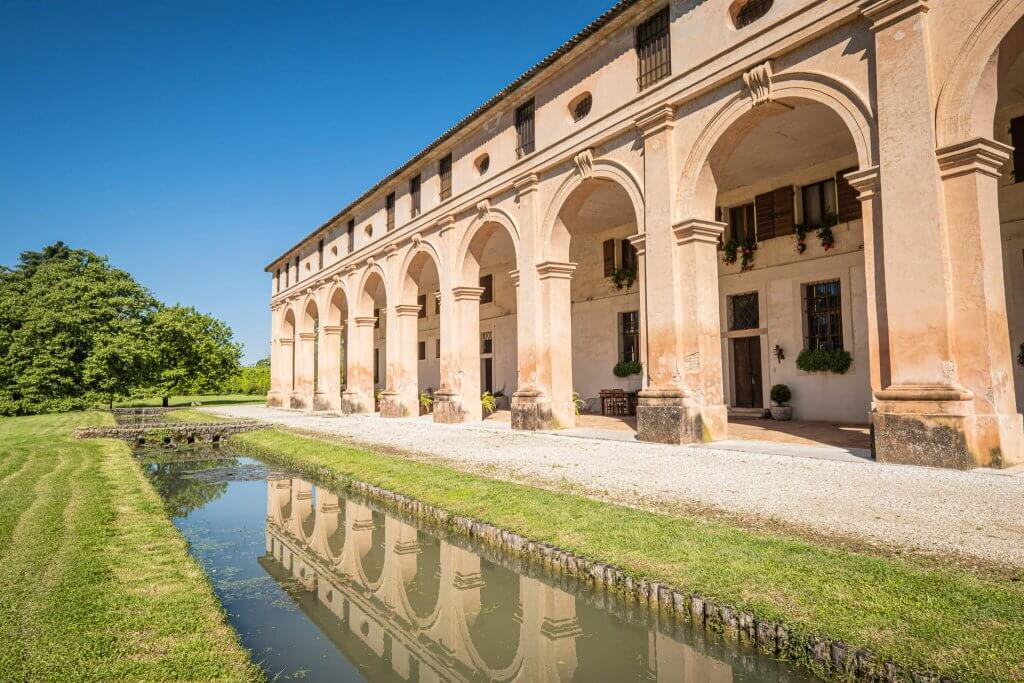
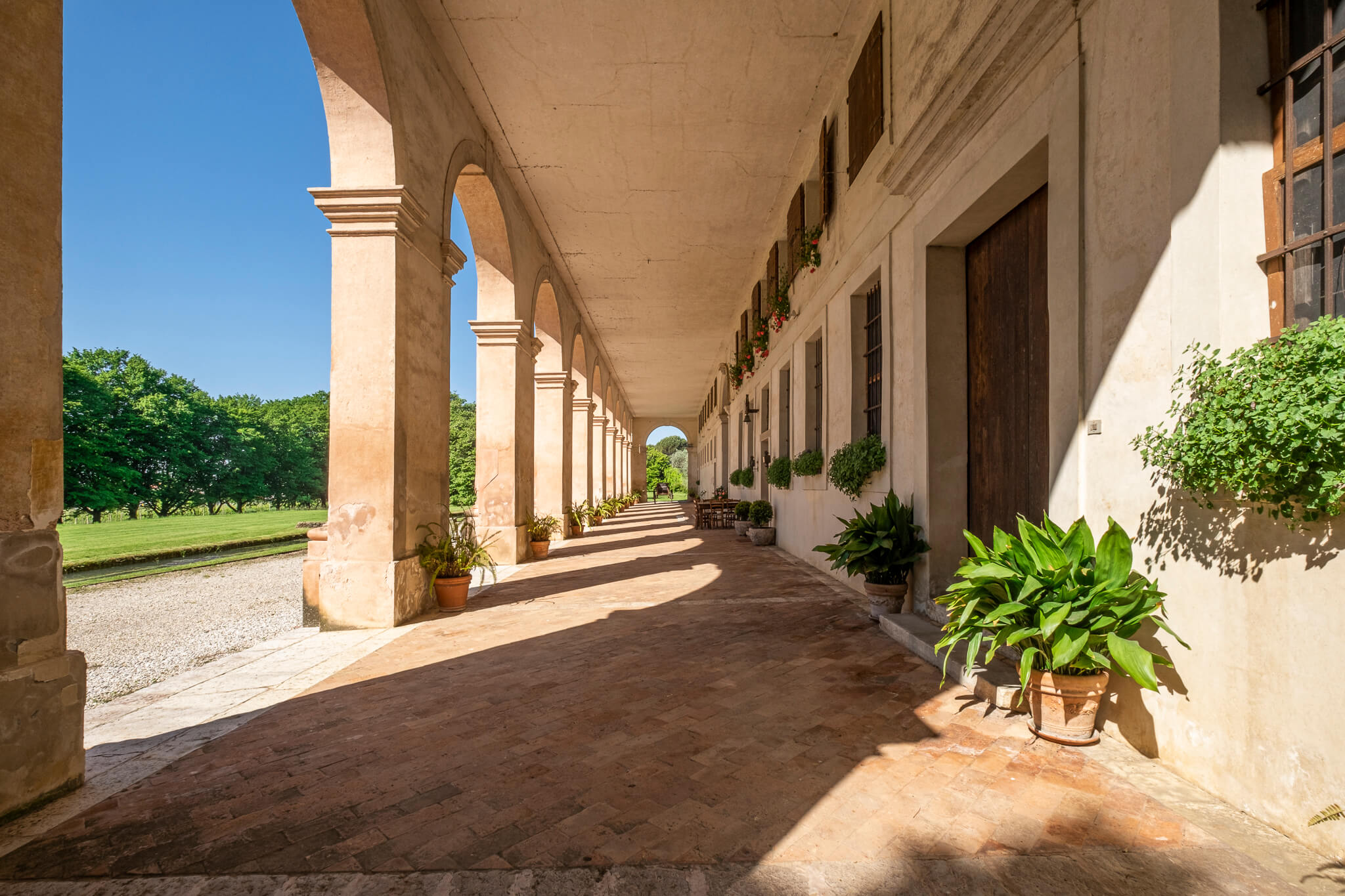
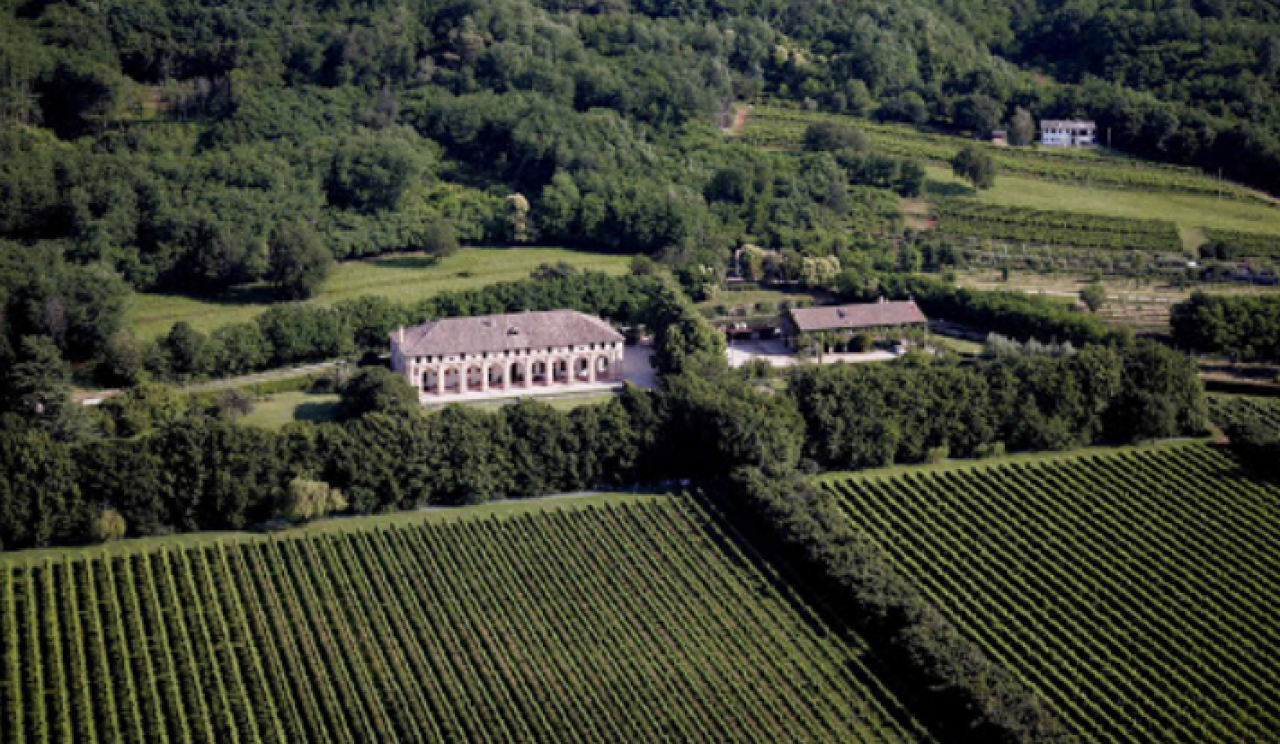

### Guerrieri Rizzardi

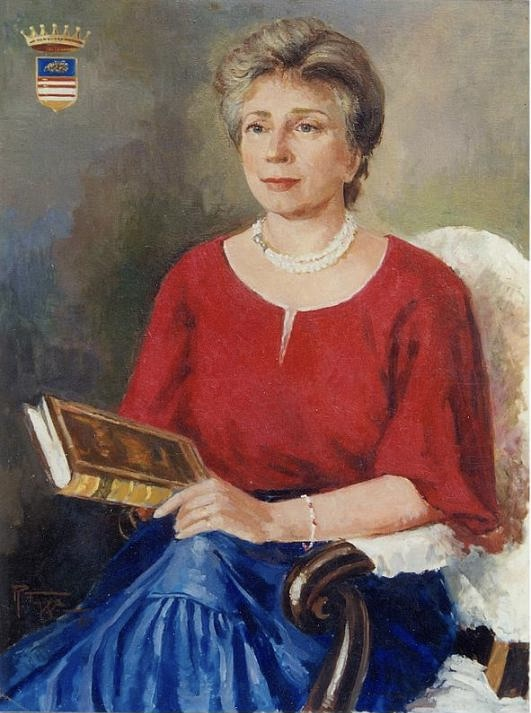
Ritratto della Contessa Maria Cristina Loredan, di Remo Faggi, 1992

Negli anni ’80, dopo la morte del marito Antonio Rizzardi, la Contessa Maria Cristina Rizzardi Loredan si ritrovò a gestire la cantina Guerrieri Rizzardi, con sede sul Lago di Garda. Proseguendo il lavoro del marito, sviluppò ulteriormente le tenute e i vigneti, cercando nuovi mercati internazionali e creando nuovi vini. Riuscì ad ampliare la cantina con nuovi vigneti e prodotti, applicando anche il concetto di “Cru” come marchio di qualità riservato a un vigneto ben definito. La Contessa sarebbe poi diventata una figura di riferimento nel mondo del vino, e il suo impegno, la sua visione lungimirante e la sua determinazione furono ampiamente riconosciuti. I suoi successi furono celebrati nel 2010, quando fu la prima donna della regione a ricevere l’Ordine al Merito del Lavoro, la più alta onorificenza italiana per imprenditori meritevoli nei settori dell’agricoltura, del commercio e dell’industria.

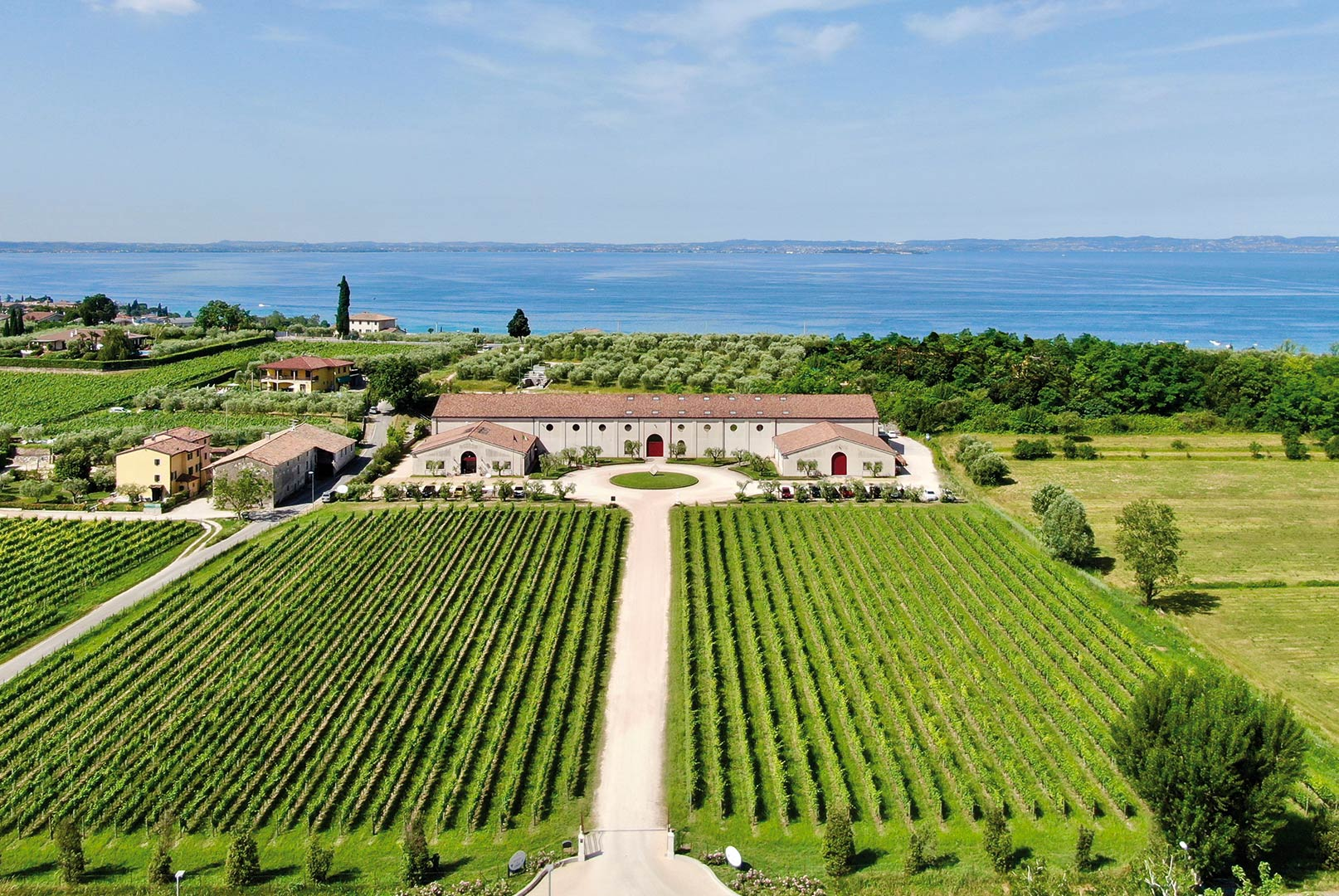
La tenuta di Bardolino
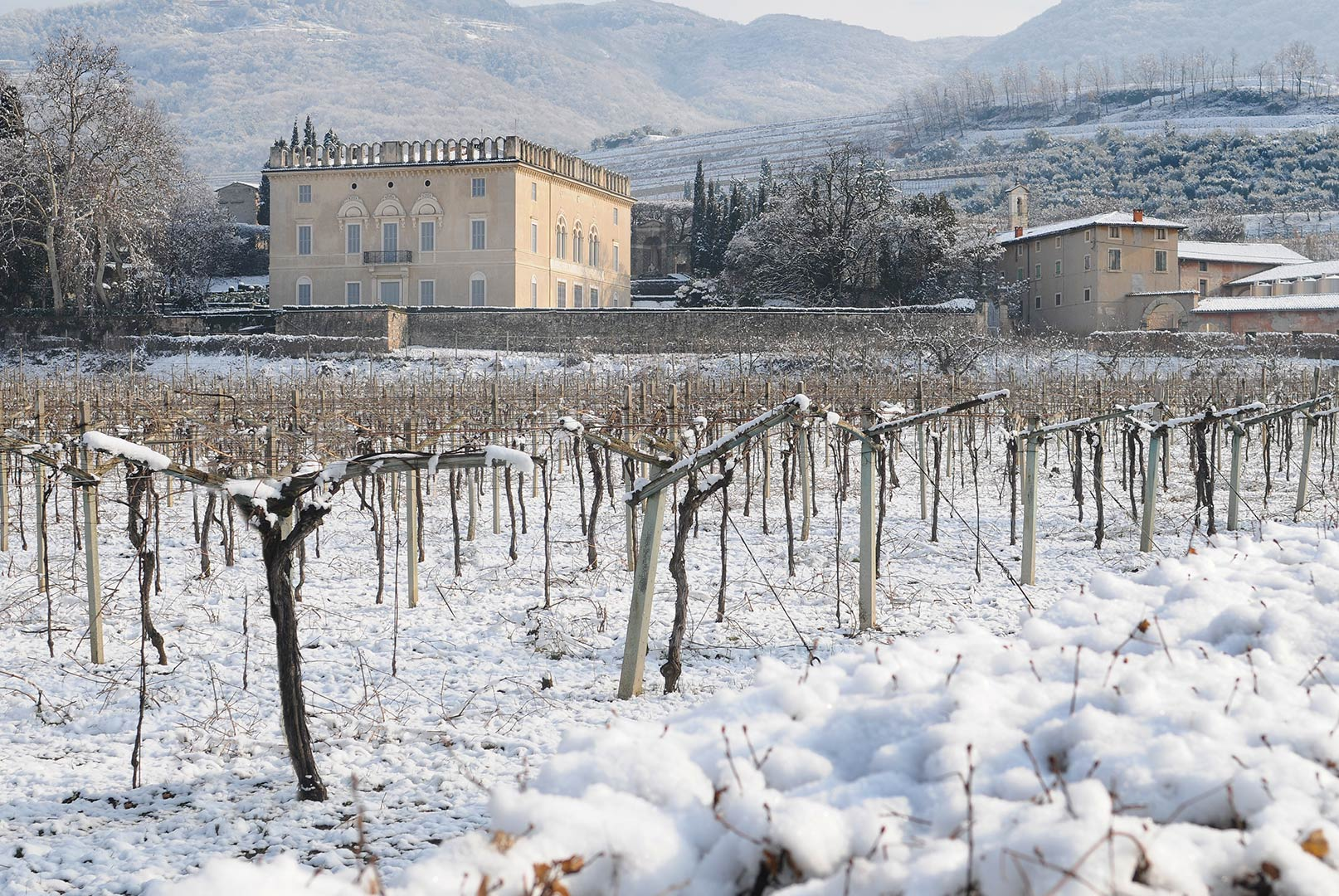
La tenuta di Valpolicella
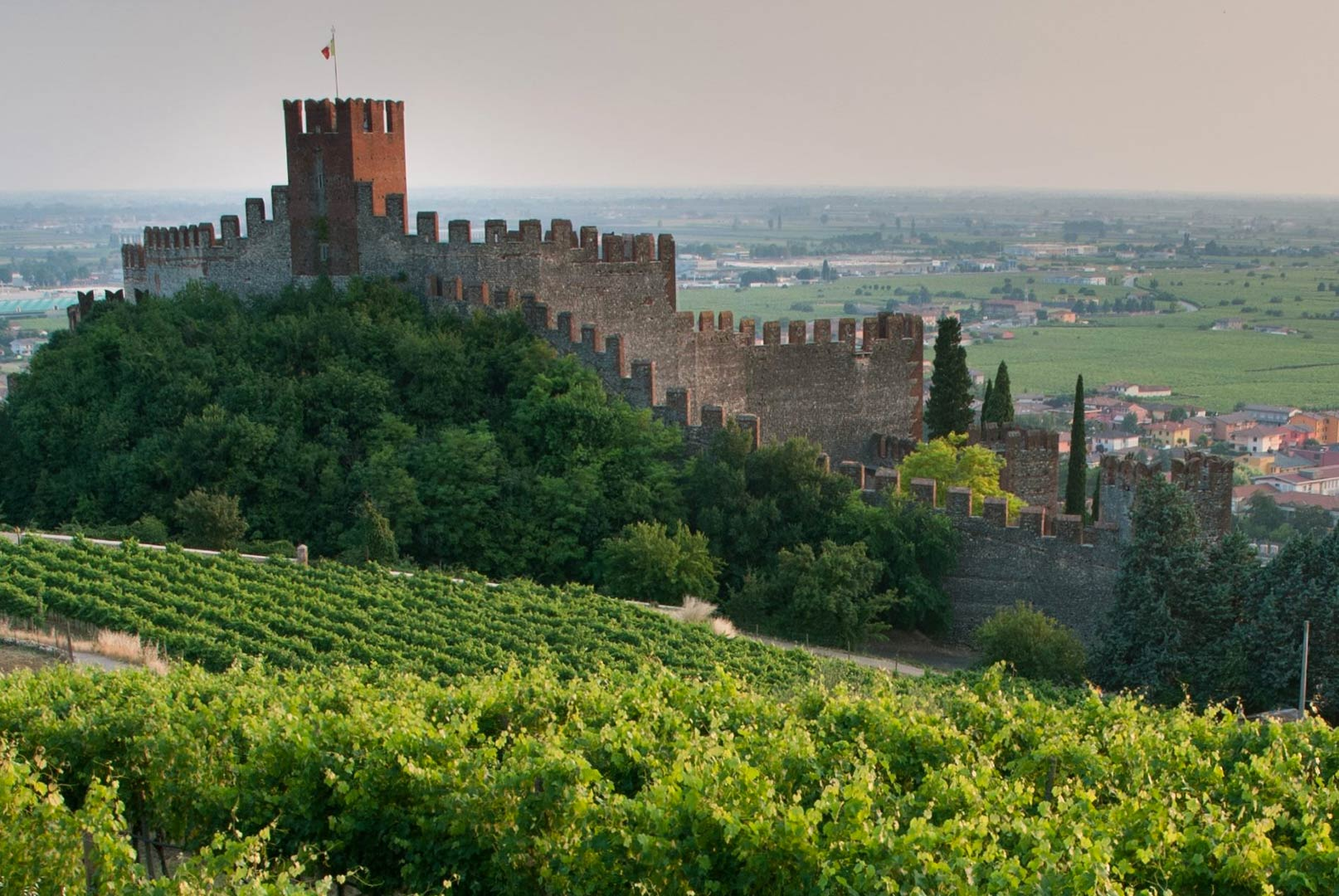
La tenuta di Soave
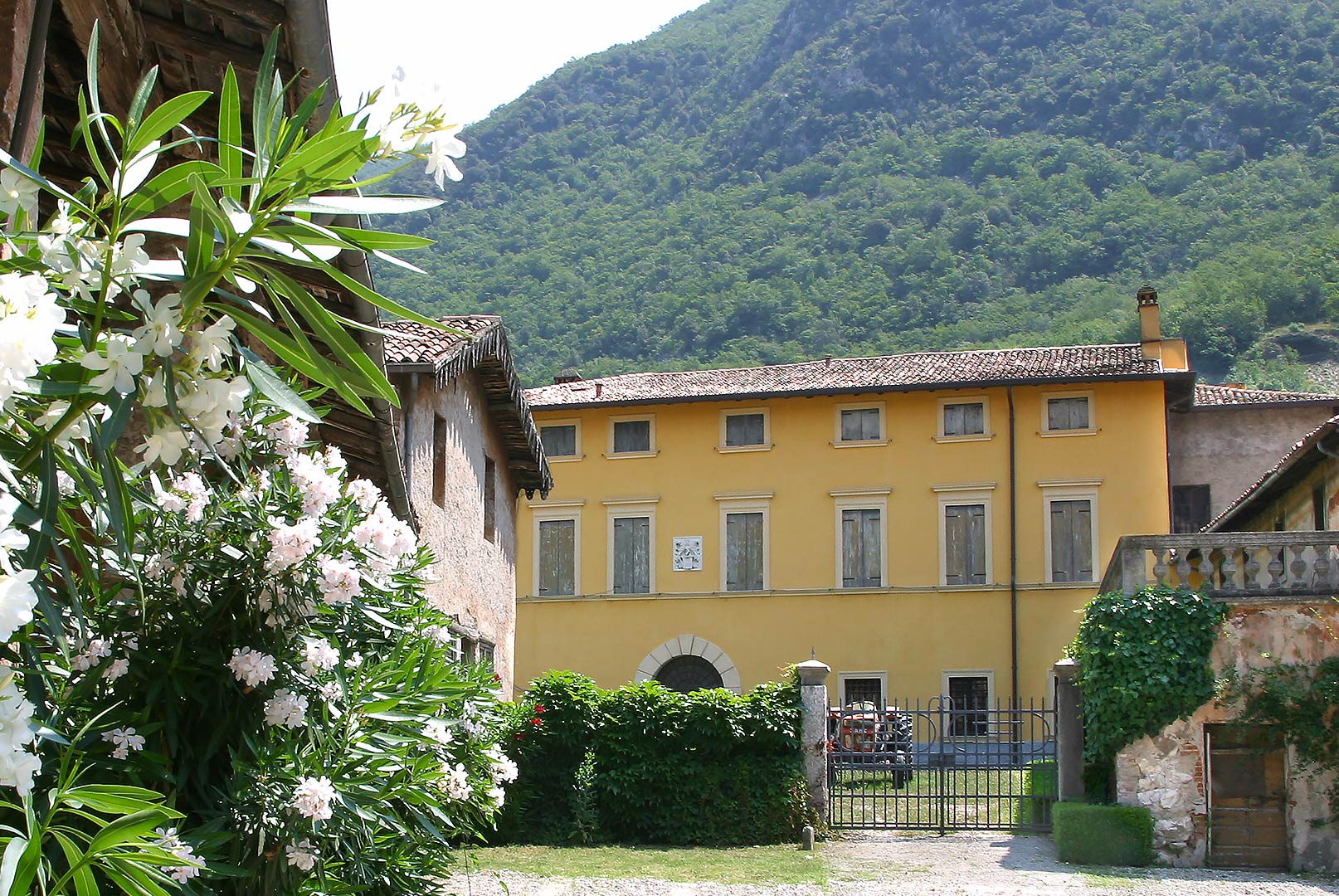
La tenuta di Val d'Adige